# フランス革命
フランス革命（フランスかくめい、仏: Révolution française, 英: French Revolution ）は、フランス王国で1789年7月14日から1795年8月22日にかけて起きたブルジョワ革命。フランス革命記念日（パリ祭）はフランス共和国の建国記念日でもあり、毎年7月14日に祝われている。
フランス革命は、封建的な残留物（身分制や領主制）を一掃し、
- 資本主義の発展（法の下の平等・経済的自由・自由な私的所有など）
- 資本主義憲法の確立（人民主権・権力分立・自由権(経済的自由権)等の人権保障を中心とする原理、典型例としてフランス憲法）

を成し遂げた。フランスでは旧支配者（宗教家・君主・貴族）の抵抗がきわめて激しかったため、諸々の階級の対立・闘争がもっとも表面化した。
ここに出てくるブルジョワジーとは「商業ブルジョワジー」と「産業ブルジョワジー」に区別される。前者は旧支配層と妥協しながら変化を微温的で最小限の改革に留めようとするのに対して、後者は古いものを徹底的に排除して新しい社会を築こうとしたとされる。前者の、上からの改革の路線を代表するのがジロンド派であり、後者の下からの改革を代表するのが山岳派になる。これに山岳派が勝利し、広くブルジョワ的・民主的な路線を徹底したため、この革命は典型的ブルジョワ革命と定義される。
ブルジョワ革命論では主に恐怖政治期までが論じられ、それ以降は実質的には無視される。日本においても第二次世界大戦から1970年代まで主流だった見方だが、近年では、貴族とブルジョワジーの経済的利害は必ずしも対立してはいない（政治的な理念や社会観・価値観・伝統や慣習といった広い意味での文化の違いによる一定の対立はあった）などの理由からブルジョワ革命論を支持する歴史研究者は次第に少なくなっている。その一方で、これに代わってフランス革命の全体像を説明できるような理論が提唱されてもいないのが現状になる。
このページでは1970年代以降の文献も多く参照しているため、上記の見方と矛盾する点もあることを先に述べておく。

## 概要
フランス革命とは、フランスにおいて領地所有の上に立つ貴族と高級聖職者が権力を独占していた状況が破壊され、ブルジョワジーと呼ばれる商工業、金融業の上に立つ者が権力を握った変化をいう。一般的に、フランス革命は1789年の全国三部会の招集から始まり、1799年11月のブリュメール18日のクーデターで終わったとされる。
全国三部会の第三身分の議員により国民議会が作られ、憲法の制定まで解散しないと言う球戯場の誓い、パリの民衆によるバスティーユ襲撃などを経て開始された革命は、議会による1791年憲法の制定をもって一旦は終了したかに見えた。
しかし王権を含む反革命勢力の存在、フランス革命戦争の勃発、民衆層からの圧力といった要素が、図らずも革命を加速させる。その帰結がマクシミリアン・ロべスピエールを中心とする革命政府の成立だったが、テルミドール9日のクーデターが決行され、革命政府は瓦解した。クーデターを起こしたテルミドール派はロベスピエール派の恐怖政治を糾弾し、経済の自由に舵を切ると、民衆運動を弾圧する。その一方で、革命の成果を維持するために、反革命勢力に対して厳しい態度を取り続けた。しかし、そのような不安定な体制ではもはや革命を守れないと考えた人々がエマニュエル＝ジョゼフ・シエイエスの周りに集結し、改憲派グループを形成していった。ブリュメール派はフランスに帰国した将軍ナポレオン・ボナパルトと結託してブリュメール18日のクーデターを決行し、新体制を樹立した。
この革命によって宮廷貴族の減免税特権は廃止され家柄万能の時代は終わり、フランスの近代化が始まった。

## 革命以前の絶対王政

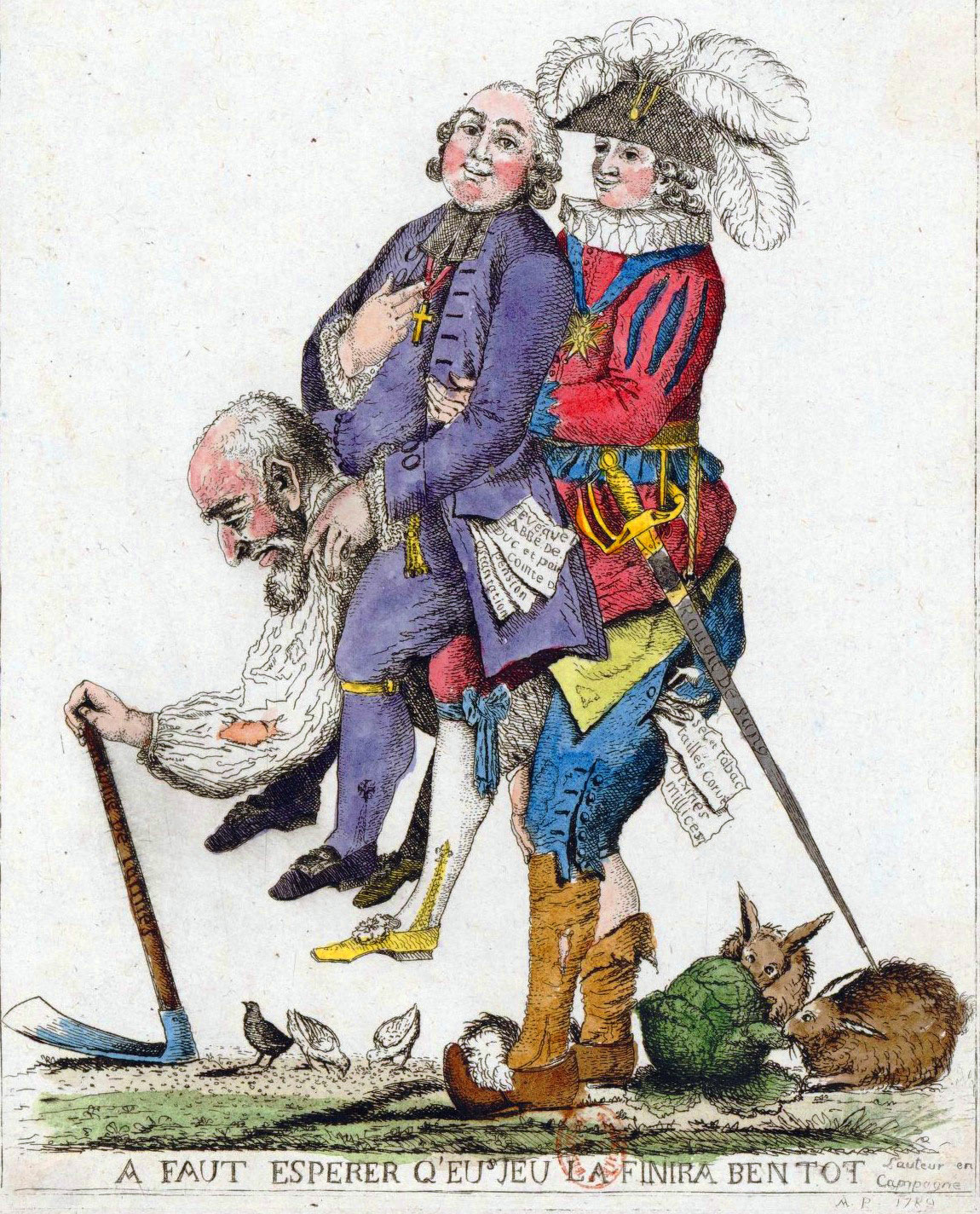
アンシャンレジームを風刺した画（第三身分者が聖職者と貴族を背負う）

フランス革命で倒された旧体制はアンシャン・レジームと呼ばれ、日本では絶対主義と呼ばれている。この言葉は中世の封建制度に比べると国王の権力を強め、相次ぐ対外戦争と領土の拡張、それを支える重税と徴発は王権神授説のもとで正当化された。
しかし、絶対主義という言葉で呼ばれているにもかかわらず、必ずしも国王個人が絶対的な権力を持っていたわけではなかった。ブルボン王朝期のフランスでは、国土の一体的支配さえ成せていなかった。そのため各地では緩衝材として「特権」が認められていた。また王国と他国の境界は曖昧であり、人と物との行き来も厳しく制限されていなかった。情報・通信制度が整備されていない時代、絶対王政の理念とは裏腹に、国境の内側を国家権力が統率するというのは現実的ではなかった。
アンシャン・レジーム下では、王権のみが階層秩序化された社団の連鎖の頂点に置かれ、数々の団体を掌握することで理論上、国王があらゆる問題に最終決定を下す体裁を取っていた。地域な職能などによって結ばれた多様な組織・団体が存在し、王権は、これらの団体が伝統的に保持していた自治権や免税特権などの権利をあらためて承認して「特権」として、その活動を保証し、支配秩序に組み込んでいた。
また、近世フランスでは売官制がとられており、官職が売りに出されると、これを裕福な人々が購入し、その職と地位を手に入れていた。このやり方では一時的に国庫は官職の売却益で潤う他、旧来の貴族以外に、能力的に優れた第三身分を登用することができ、同時に古株を牽制できるという利点があった。一方で官職が個人の財産となってしまう以上、潜在的な敵対者が生まれる可能性も秘めていた。
社団の序列や階級は、各集団の社会的機能に付加される尊厳、品位、名誉にしたがって定められていた。これは臣民を三つに分けた身分階級とも関わる。第一身分が聖職者、第二身分が貴族、第三身分が平民で、この多くは中近世以来の慣習と相続によって伝統的に決まっていた。
王権が臣民ひとりひとりをコントロールするような強大な権力を持ち得ていないために、数々の団体を通じて統治せざるをえなかったのだが、権力が分散しているからこそ、国家は自身の権威を高めるために、あらゆる文化装置を必要とした。盛大な入市式が挙行されたり、貴族としての品位を象徴するマナーが一般化した理由はここにある。
しかしルイ14世の死後、高等法院が王令登録権を取り返したことで、立場が逆転し始める。高等法院が首を縦に振らないかぎり、その王令は簡単には執行されなくなった。

## フランス革命前夜

### 世論の登場
この頃、ブルジョワジー達は教育施設や広場、劇場などのインフラ整備に私財を投入し、これを成功させていた。書籍を通じて学識を深めてもいた彼らは、新たな社交の場を求めてさまざまなサークルを作り、参加しはじめる。身分の高い者たちはサロンに赴き、ブルジョワジーが集まる場所としてはフリーメイソンが一般的になる。ここでのフリーメイソンは別段怪しげな組織ではなく、人類愛の拡大といった理念を掲げ、メンバーの会食と議論が中心だった。民衆も祭りの組織や居酒屋に集まり、祭りを宗教と絡めず単なる娯楽として捉えたり、日曜日に教会に行かず居酒屋でたむろするといった光景も見られた。こうした休日の過ごし方もまた、キリスト教社会を崩していく要因となる。
これらのサークルは王権に活動を許可された特権団体ではなく、権力の監視が十分に及ばない。そのため、往来タブー視されていた宗教や政治などの問題も取り上げて議論するようになっていった。結果として彼らは自身が「世論」を生み出していると認識するようになっていく。日刊紙を含む定期刊行物の登場といった出版物の隆勢や、それが日刊紙は一般市民のたまり場であったカフェに置かれたことも影響した。
なお、官僚マルゼルブが出版統率の基準を緩和したため、良くも悪くも人々の意思表示の機会が増えていった。

### 他国の革命と亡命者
ジュネーヴで起きた革命は、1792年7月に彼らが降伏した際、多くの亡命者を出した。また、オランダでもフリードリッヒ・ヴィルヘルム2世に鎮圧された愛国派がフランスに流入しており、彼らは革命の思想と情熱を伝えた。後に、革命を起こせば外国軍が介入して革命を弾圧するであろうことも伝えたため、外国軍の侵略に対する恐れはフランス革命の革命家たちにとって、一種の強迫概念になっていく。

### 国家財政の悪化

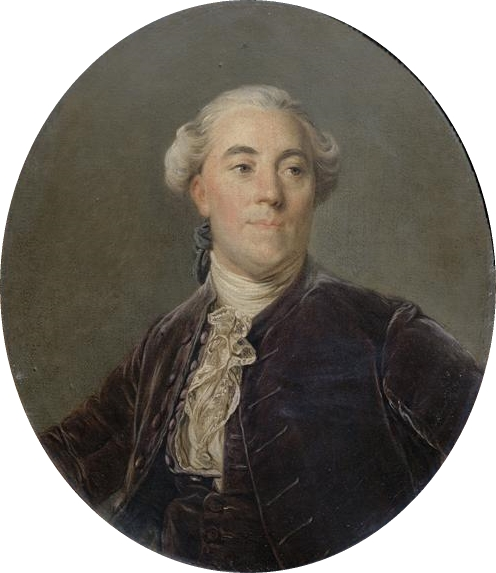
ジャック・ネッケル

1786年8月20日、財務総監カロンヌはルイ16世に意見書を提出する。年間の再生規模が4億7500リーヴルなのに対して赤字が1億リーヴルに達し、1776年以降の累積借入金は12億5000リーヴルに上った。1780年代時点の財政赤字は45億リーブル（2017年時点の日本円で54兆円相当）にまで膨張し、アメリカ独立戦争に参戦したのがきっかけとなり、10億リーヴルもの戦費によってもともと大きかった財政赤字がさらに拡大した。国庫の破産を恐れた金融業者は1776年、これ以上の国庫の借入には応じないことを宣言する。
まずジャック・テュルゴーが改革に乗り出したが、彼が提示した免税特権廃止と宮廷費削減は、王妃マリー・アントワネットや保守派貴族の猛反発をくらい、穀物取引の自由化も不作と相まって食糧価格の高騰を招き、これらの改革はテュルゴーが罷免された後、すべて無効とされた。ジャック・ネッケルも宮廷貴族などの特権身分に対して課税などの財政改革を進めようとしたが、宮廷貴族などの特権身分たちはこれに反対して改革を失敗させた。後に任命されたカロンヌも含め1770年代以降の大臣・官僚たちがこの頃、等しく目指していたのは、フランス王国全体をひとつものとして収め、王国内部の区別や差異をできるだけ解消して均質化するとともに、王国が王権を一元的に把握・統治するような国制だった。

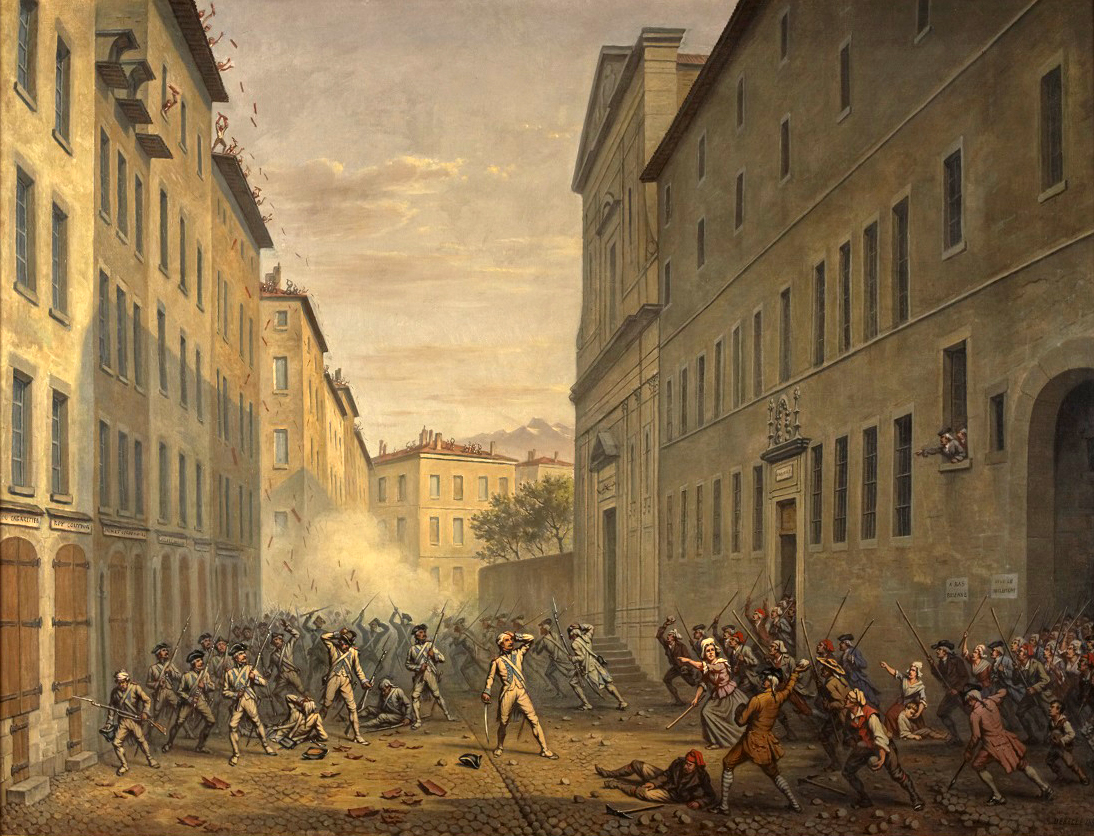
屋根瓦の日。この後、近郊のヴィジーユに集まった人々は700名を超えた。

### ブリエンヌの改革と抵抗運動

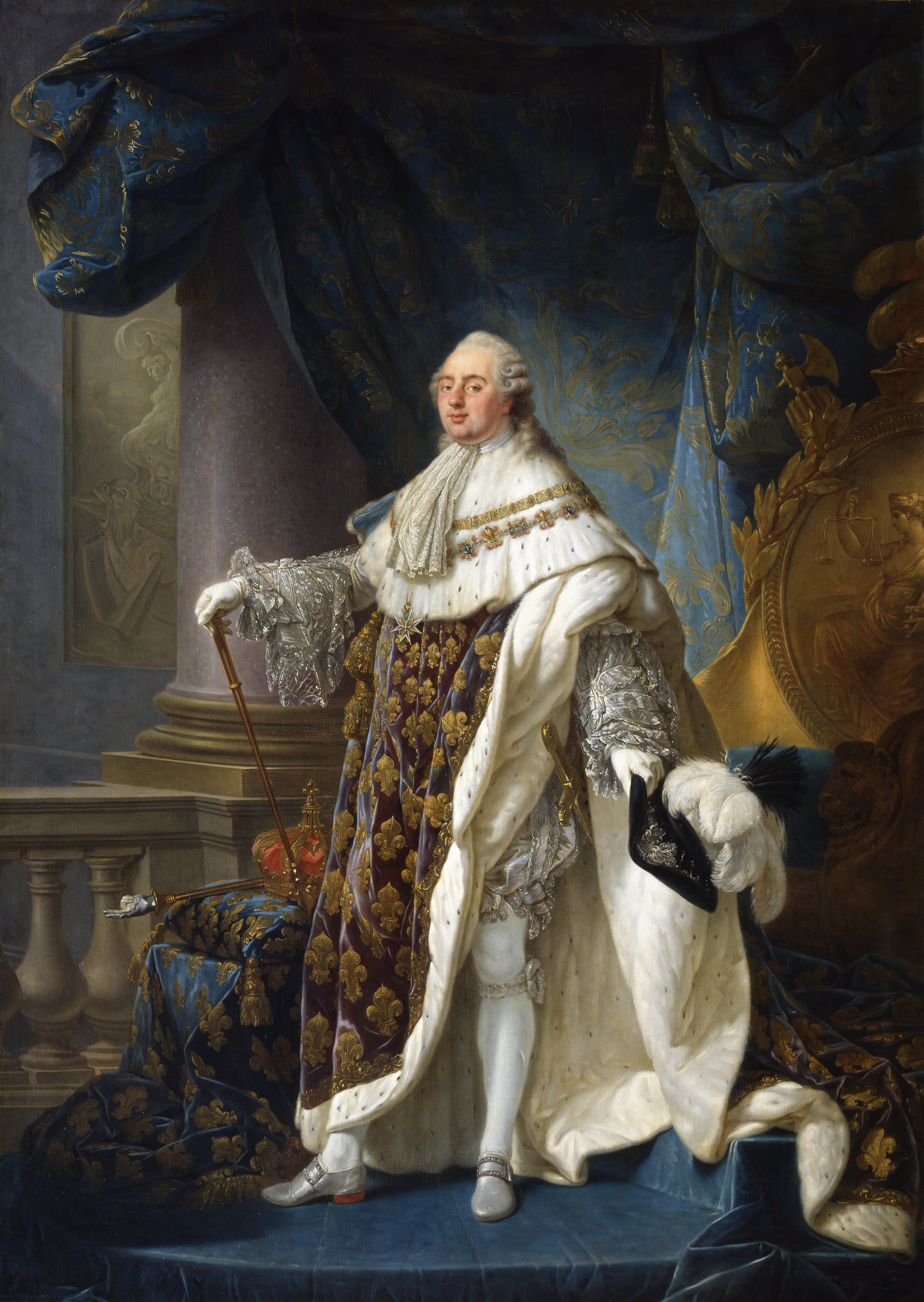
ルイ16世

1787年4月に財政はブリエンヌ伯爵エティエンヌに任された。彼は修正案を提出するが、名士会議は採決にすら応じなかったため、ブリエンヌはこれを解散させて改革案を進めようとする。これで王権と貴族の対立が決定的になり、高等法院は新税の登録を拒否し、1614~15以来行われていない全国三部会の開催を要求するなど、フランスの伝統を守るという戦略に出た。
王権は実力行使に踏み切り、国璽尚書ラモワニョン（英語版）は高等法院の権限を縮小し、そこから王令登録権自体を奪い、抵抗する高等法院の構成員たちは公職追放に処された。そして1788年6月7日、追放処分を受けた高等法院の構成員たちが町を出る際、それを見守っていた軍隊に対し、民衆が屋根瓦などを武器とし両者が衝突するという屋根瓦の日と呼ばれる事件が起きる。地方長官は気圧され、この事件が起きた都市グルノーブルでは高等法院が復活する事態に発展した。更に民衆は余勢を駆って集結したが、そこには後に革命に参加するジャン＝ジョセフ・ムーニエやアントワーヌ・バルナーヴの姿も見られた。聖職者、貴族、平民の入り混じったこの集団はこの時、全国三部会の了承がない限り新税を払わないこと、きたる三部会では第三身分の議員数が倍増されることを宣言した。
ブリエンヌは8月24日に辞職するが、翌年5月の全国三部会開催を決断する。後任には再びネッケルが選ばれたが、彼は議会方式すら決定しないまま本番を始め、後に論争を呼んだ。
また、屋根瓦の日の少し前である4月27日にはレヴェイヨン事件が起きた。全国三部会を選ぶ選挙人のひとりでもあったジャン＝バティスト・レヴェイヨン（英語版）が「労働者は1日5スーで足りる」と発言したとの噂が流れ（本人は後にこれは誤報であるとしている）、レヴェイヨンと類似の発言をしたとされる硝石製造業者アンリオが民衆の反感を買った。27日午前フォーブール・サン＝タントワーヌ地区（英語版）の入り口に500～600人の労働者が集まり、民衆は両名の人間を絞首刑にするとともに、翌28日にかけて、両者の家を襲って家具を放り出し火をつけた。
この時期の民衆反乱は経済危機に対する自衛運動ではなく、政治・経済・社会全体の変革を求める運動、またはあるべき姿に反する者への処罰という社会革命としての意味を持つようになってくる。治安維持にあたるべき当局への信頼が大きく揺らいでいたことが理由として挙げられる。またレヴェイヨン事件のように、しかるべき当局に代わって住民自身が処罰に乗り出すという面が生まれていた。ただし1793年までの民衆による蜂起は、おおむね一定の秩序を保っていた。パンを求めてパン屋に押しかける時は単に略奪するのではなく正当だと思う金額を置いて行く、土地を求めて国有財産の競売場に押しかける時も正当な価格で共同購入する、といった行動が例として挙げられる。

## 革命の開始

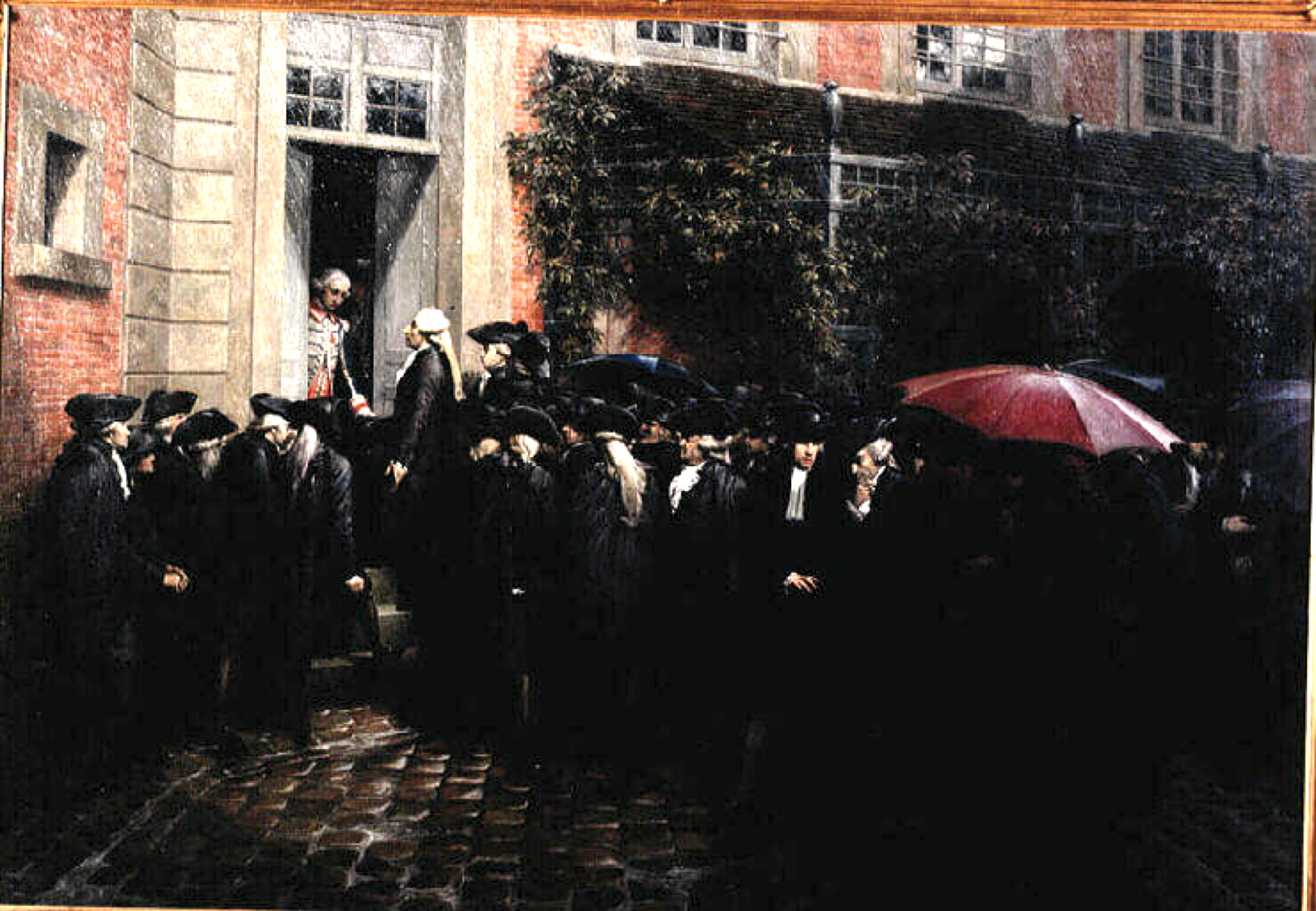
リュシアン＝エティエンヌ・メランジュが描いた全国三部会の第三身分。第一身分の上級聖職者と第二身分の貴族は豪華な式服姿だったのに対し、第三身分は黒い質素な服を着るよう定められていた。

### 三部会の招集
各地で選挙が行われて議員が選出され、1789年5月5日、ヴェルサイユに招集された。第一身分（僧侶）が300人、第二身分（貴族）が270人、第三身分（平民）が600人で半分が法律家で、大部分がブルジョワジーだった。
第一身分のうち200名はアンリ・グレゴワールといった平民出身の教区司祭で、タレーランら50人ほどいる司教も改革派を多く含んだ。ラファイエットといった貴族の三分の一も愛国派を自称し、王族であるオルレアン公の姿も見られた。第三身分からはロベスピエール、バイイ、バレール（フランス語）、ルシャブリエ（フランス語）、バルナーヴの他、貴族身分のオノーレ・ミラボーや聖職者身分のシエイエスは第三身分から選出された。このように、それぞれの身分は必ずしもその身分の代表を議員に選出したわけではなかった。
この時、第一身分と第二身分は入り口から宮殿に案内されたのに対し、第三身分は裏口から入るよう指示された。
国王は開会式で三部会を独立した権力機関ではなく、国王の命令の下に財政は赤字解消に努力するものとしか言わなかった。三部会が始まると議決方法を身分ごとにするか、人数別採決にするかで紛糾し、1ヶ月の時間が過ぎていった。第三身分の議員たちは、議員一人一票の投票制度を求めていたため、身分ごとの資格審査に入ってしまうと投票制度まで身分ごとになるのではないかと恐れたため、翌日、イギリスの下院に倣って自分たちの部会を「庶民院（コミューン）」と名乗るとともに、他の二身分にも議員資格の共同審査を呼びかけたことをきっかけに起きた一件だった。また、議員の俸給一人800リーブルは財政赤字で4ヶ月支払われなかった。
集められた議員たちは三部会参加にあたり、それぞれの選挙区から陳情書を託されており、まだ革命など考えていなかったにせよ、なんらかの政治改革を期待していた。しかし少なくともヴェルサイユに集まってきた時には、自分たちの使命は国王の諮問に答えることのみであり、せいぜい数ヶ月あればその使命を果たし、その後は故郷に帰って元通りの生活を再開できると思っていたため、冬服も持参していなかった。

### 国民議会の結成

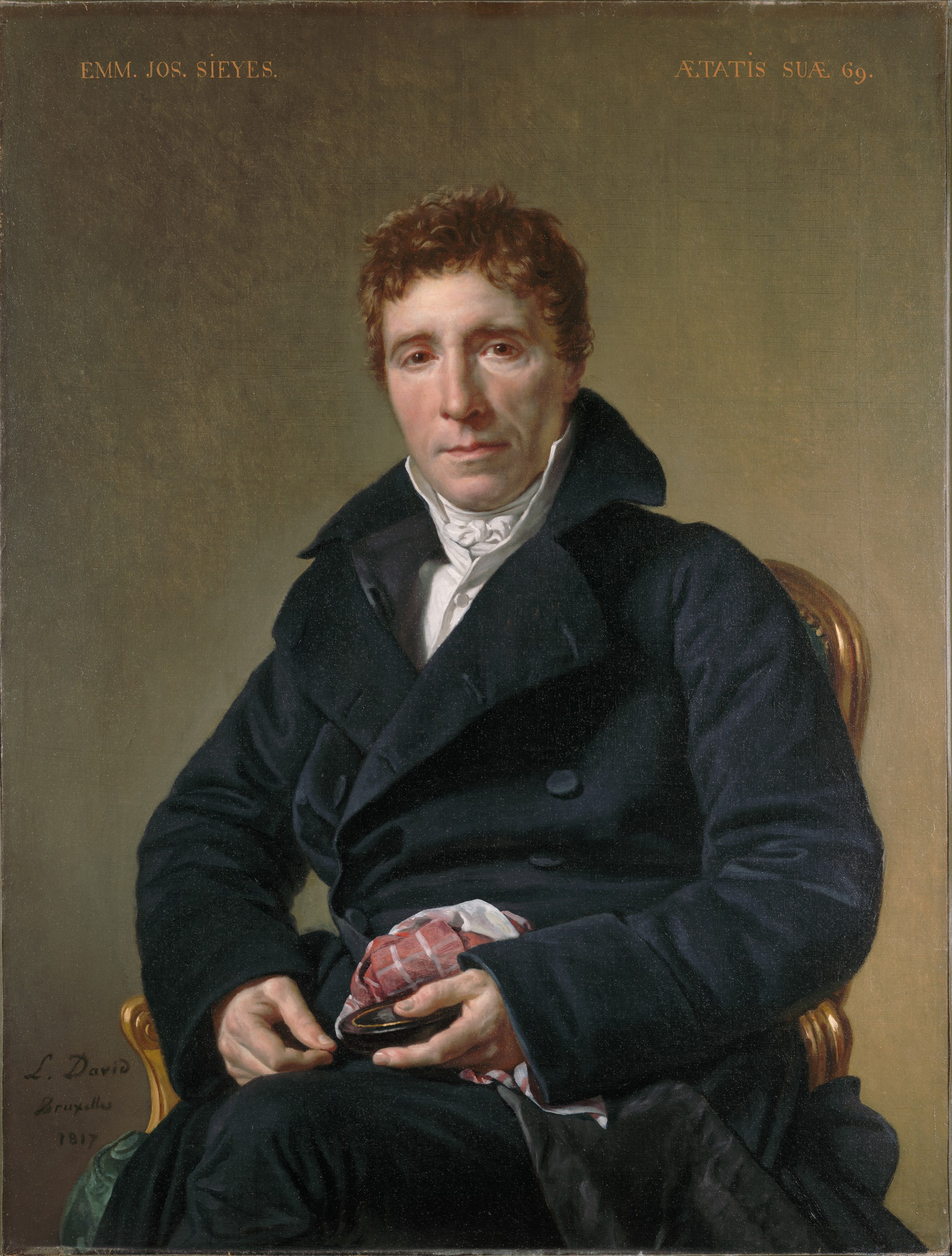
ダヴィッドが描いたシエイエスの肖像画（1817年）。どちらもナポレオン失脚後にはブリュッセルに亡命しており、そこで再会した頃に描かれたもの

6月10日、第三身分は他の二身分に最後通告を発するとともに、全議員の資格検査を自分たちのみで開始することを決心した。17日、シエイエスの提案に基づいて自分たちの部会を国民議会と呼ぶことに決める。
国民議会の権限について議決を行い、国王には国民議会の決定にいかなる拒否権もないこと、国民議会を否定する行政権力は無いこと、国民議会の承認しない租税徴収は不法であること、いかなる新税も国民議会の承認無しには不法であることを決定した。さらに、ブルジョワジーの破産を救うべく「国債の安全」の宣言も決議された。絶対主義の王権は破産に直面すると公債を切り捨てて、国庫への債権者を踏みにじって危機を乗り越えてきた。これに歯止めをかける決議は、王権にとって致命的だった。
このような第三身分の動きに僧侶部会が影響を受け、多くの司祭と少数の司教が第三身分へ合流した。貴族部会の大多数は第三身分の行動に反対した。1789年6月20日に国王は国民議会の会場であるムニュ＝プレジールの間（フランス語wiki）を兵士によって閉鎖するよう命令し、国民議会の集会を禁止し、国王が改めて三部会を招集するという命令を伝えた。

### 球戯場の誓い

『球戯場の誓い』
ジャック＝ルイ・ダヴィッド画。この絵は未完に終わったが、彼の亡命先であるブリュッセルで版画化され、それがフランスに逆輸入された。

国民議会の議長バイイはこれに抗議して隣接する球技場になだれこみ、国王の命令に反して決議を行った。「国民議会は憲法が制定され、それが堅固な土台の上に確立するまで決して解散しないことを誓う」ことが決められる。これがのちに「球戯場の誓い」（テニスコートの誓い）と呼ばれるようになった。
この行動は突発的なものであり、国王が自分たちに対し敵対的であることを悟った結果、議会の解散や議員に対する弾圧と逮捕などに対する不安や恐怖の中で集まり、一種の防衛本能からとられた行動であった。この時、国王は第三身分の議員を実力で排除するため近衛兵を派遣したが、ムニュ＝プレジールの間の入り口にいた自由主義貴族が彼らを説得し、引き揚げさせている。
6月23日に三部会が招集されたが、4000人の軍隊が出撃の準備を整えていた。国王ルイ16世は高級貴族と近衛兵に囲まれて議場に入場すると「国王の承認しない議案は一切無効である」と宣言した。そして、
- 第三身分の諸決定はすべて無効とする。
- すべての命令委任権を、一人一票の投票を禁じている命令も含めて破棄する。
- 議員の資格審査を身分別に行い、資格に不審な点のある者のみを合同審査する。
- 全体の利害に関するもののみを三身分の共同討議と一人一票の投票によって決する、ただし封建的諸権利の問題は除く。
- 租税への同意権、臨時上納金の使途決定権を全国三部会に与える。
- 特権層が租税負担の平等を可決し次第、それを裁可する。
- 教会十分の一税、領主的権利、封地に付着する実質的および名誉的権利は、所有権一般の一部として維持する。
- 人身的負担（賊役など）は通常の税で置き換える。
- 人身と出版の自由を認める。
- 州三部会が地方行政を担当する、州三部会は第三身分の議員は特権身分の倍とし、一人一票で決する。
- 全国三部会は制度改革の権利を持つ。
- 王室用賊役と領主のマンモルト（直径卑属を持たない農奴が死亡した場合、その財産は領主に帰属する制度）を廃止する。

を提案した。また、国王は「かくも見事な案を諸君らが見捨てるならば、私は一人で人民の幸福を考える」として議会の解散をほのめかし、「諸君がただちに解散し、明朝、それぞれの身分に割り当てられた議場に赴いて議論を再開することを命じる」と述べた。
貴族議員は国王の命令に従ってすぐ退席したが、聖職者議員の一部と第三身分は席に残った。この時既に、議員たちの関心は身分制の改革と国民的統合に向いており、また、この日の親臨会議においても特権二身分の議員は直接、議場に案内されたのに対し、第三身分の議員は雨の中を小門の前で待つことになったのもあり、彼らはなかなか首を縦に振ろうとしなかった。

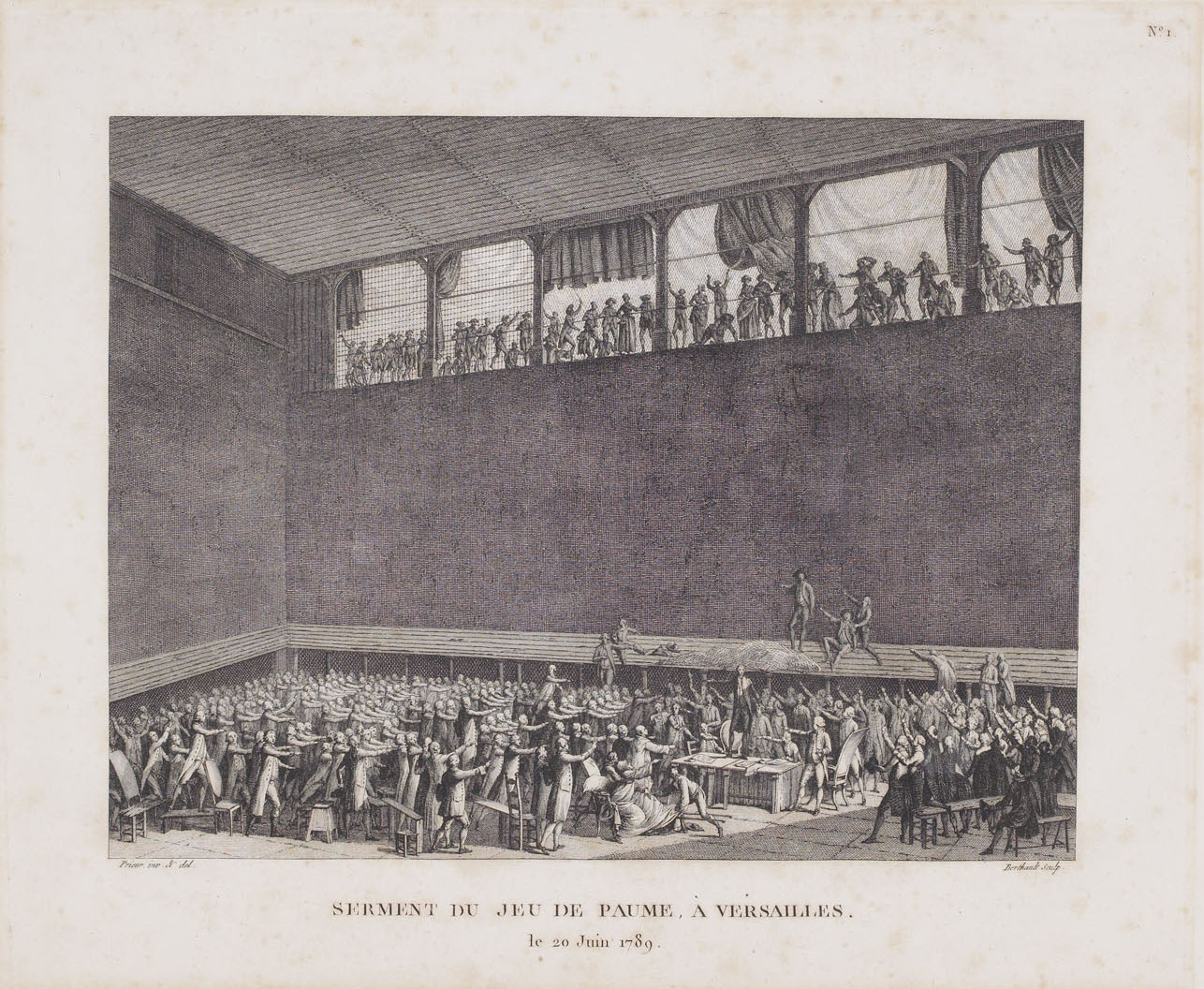
ダヴィッドによる球戯場の誓いは政府が彼に作成を依頼したものであり、見栄えする構図に置き換えられている。実際の宣誓は窓側の壁を背にして行われた。

シエイエスは「議員諸君は今日、昨日までと同じ資格を持っている」と言い、球戯場での誓いは今もなお生きていることを宣言した。国民議会もこれに同意し、結局、国王はこれらの行動を黙認せざるを得なくなった。

### 民衆の登場
18世紀後半には賃金の上昇は物価上昇に追いついておらず貧困化が進み、1786年頃からフランス経済は不況に陥っていた。民衆の関心は何よりもまず、日常の食糧、とりわけパンが入手できることであり、そのために自由流通よりは行政当局による介入を望んだ。また、人口増加と食糧不足の中、1788年の凶作がとどめとなり、都市にも農村にも無数の失業者が溢れた。
情報網が発達していなかった時代、民衆にとって食糧価格高騰の原因は、商人や領主が買占めを行っているため起きたことと考えられていた。これをアリストクラート（貴族）の陰謀観念という。
元々、国王は庶民の生活を気にかけているが、それを取り巻く貴族たちが庶民生活の実態が伝わらないよう国王の耳をふさいでいるため、民衆の生活は厳しいままなのだという考え方が一般的だった。そこに全国三部会が開かれ、これは、国王は陳情書を通して民衆の要望に対処しようとしているのだと希望をもたらした一方で、貴族がこのまま黙っているはずはないという不安も生んだ。第三身分議員の合同審査への呼びかけに特権身分、とりわけ貴族議員が抵抗したことも、この不安を強化した。

### 国民議会との対立
宮廷貴族は御前会議で三部会の解散、10億リーブルの強制借款とロレーヌをオーストリアに600万リーブルで売却することなどを決めた。強制借款は特権身分に課税する代わりに、強制的に国民から金を借り上げようとする政策だった。この場合、強制的に大金を政府に貸すことを強要されるのは、大商人、銀行家、金融業者、大工業家であった。このような借り上げでは返還の当てもなく、事実上の没収になってしまう。ブルジョワジーを破産させる政策であり、三部会解散は国民議会の権力を否定し国王と貴族の絶対主義的権力を再確認する政策だった。こうしたうわさがパリに流れると、ますます反抗的な気運が高まった。
この頃、ヴェルサイユ周辺に集められた二万の軍隊、そしてパリ駐屯の国王軍による議会への包囲網は狭められようとしていた。7月11日、国王は第三身分に同情的なネッケルを罷免し、後任には強固派のブルトゥイユがつき、首都周辺の指揮はド＝ブロイ元帥に委ねられた。

### バスティーユ監獄の占領

『バスティーユ襲撃』
Jean-Pierre Louis Laurent Houel 画

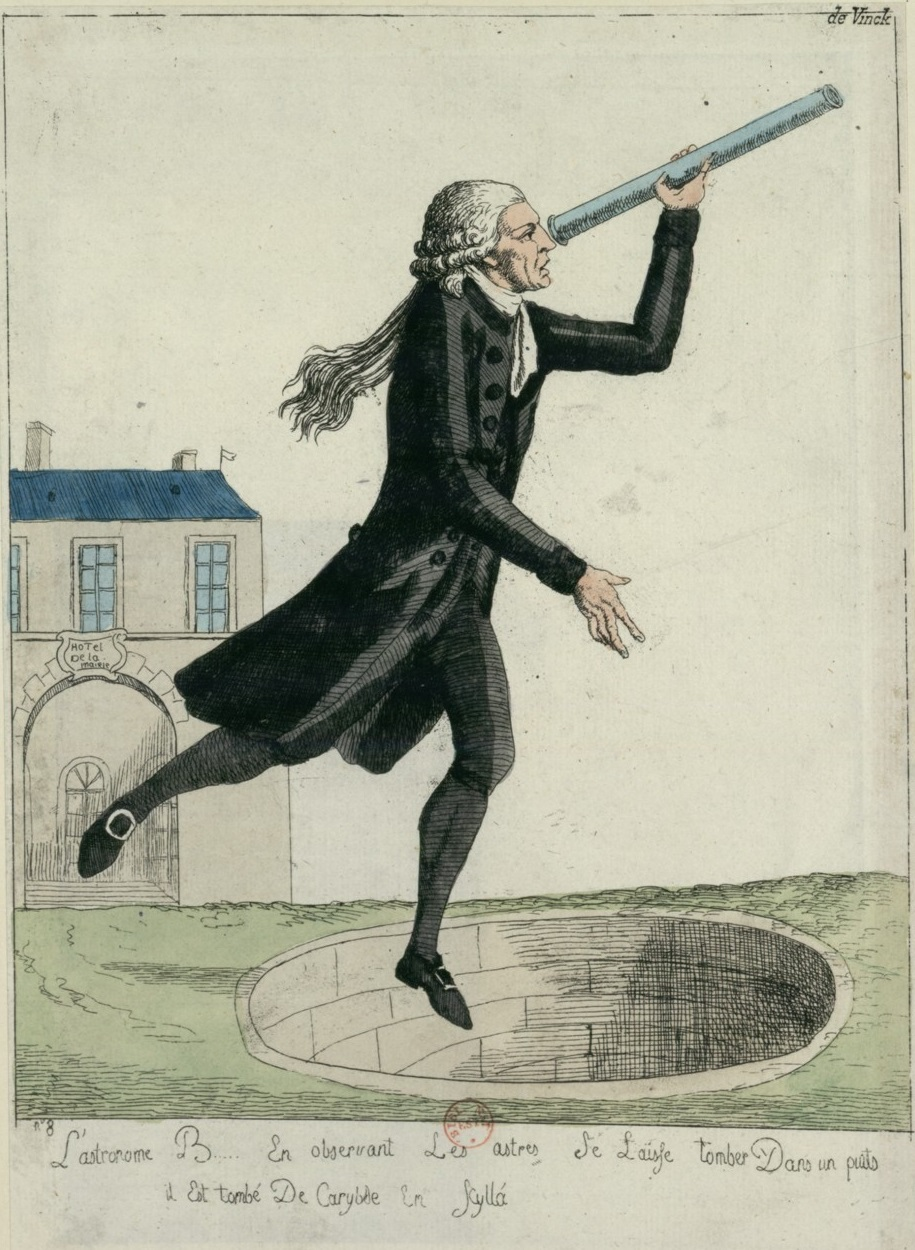
バイイは元はアカデミー会員の天文学者だった。フランス語の「井戸の学問」という表現は博識を指す。星を見ているうちに”市庁舎”から出て井戸にはまるこの画像は、バイイは学問の人という揶揄になる。

ネッケル罷免の知らせは翌12日、パリに伝わった。人々は国王政府が議会を武力で蹴散らす意図であることを理解して憤激するとともに、パリが軍隊に襲撃されることを恐れた。カミーユ・デムーランといった弁士がパレ・ロワイヤルで自衛のために武器を取るよう演説し、7月14日、手工業者や職人らを中心とした群衆はパリの要塞のひとつでもあった廃兵院を襲撃し、約三万丁の銃と大砲を奪った。群衆は弾丸を求め、バスティーユ要塞へと移動する。
市役所にいた選挙人は代表をバスティーユ要塞司令官ロネーのもとに送り、弾丸の引き渡しを求めた。最初、交渉自体は問題なく進んでいたが、数時間におよぶやり取りの末に押し問答に発展した。そして守備側が銃弾を放ち、群衆に味方するフランス衛兵分遺隊が昼頃、大砲を持って到着したのが転機となった。午後3時から始まった武力衝突は5時頃、バスティーユの守備隊が降伏したことで決着がつく。守備隊は群衆の手で市役所に連行されたが、混乱の中でロネーは虐殺され首を切られた。

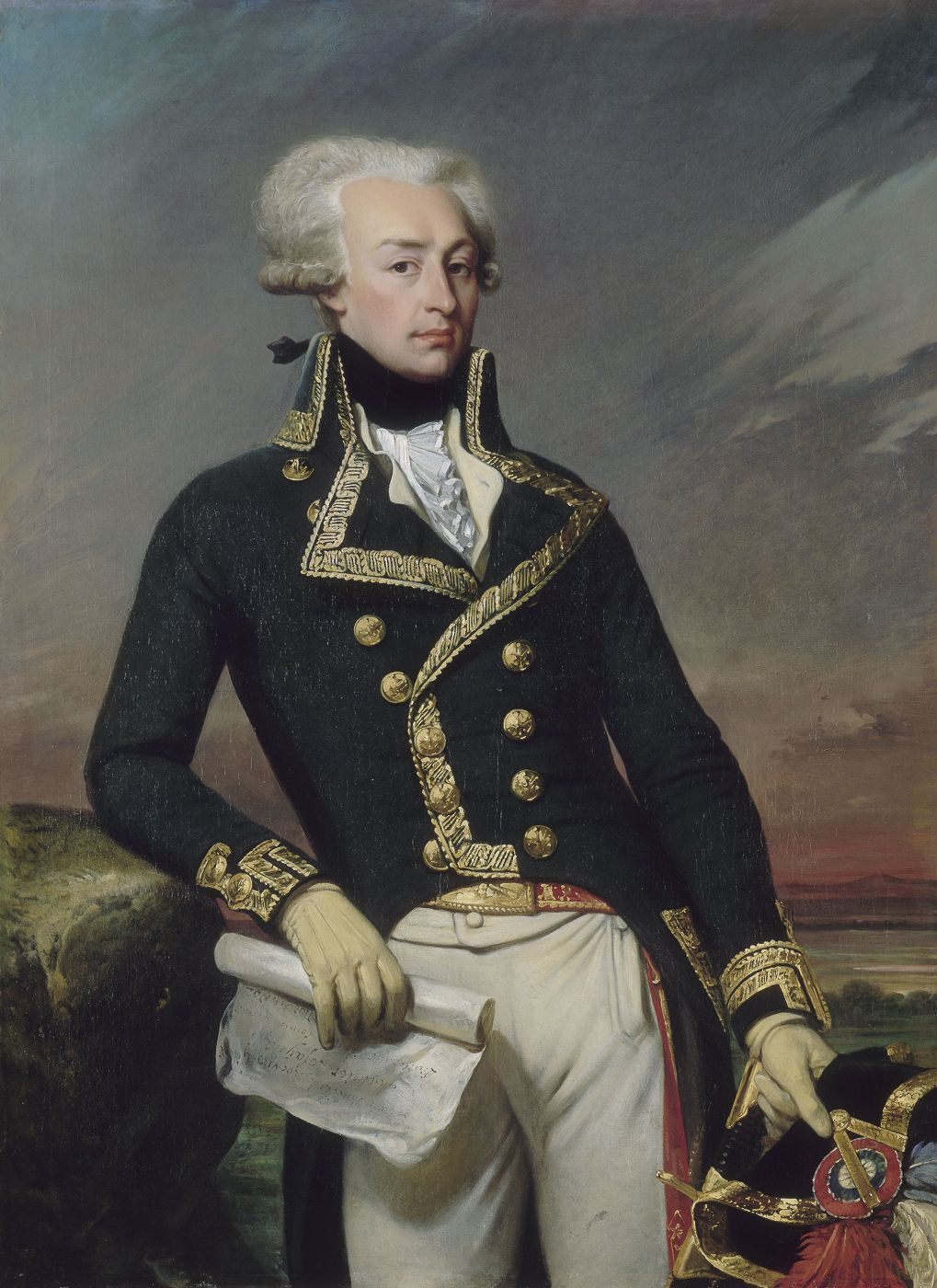
ラファイエット。自由主義貴族であり、アメリカ独立戦争で名を馳せた。

翌日の午前、事件を知った国王は議会に出席する。その中で議員たちは、パリとヴェルサイユの周辺にいる部隊を退去させること、ネッケルを呼び戻すことを要求した。16日、国王は軍の退去とネッケルの呼び戻しを命じている。17日には国王自身が32名の議員とともにパリを訪れ、群衆が国王万歳ではなく「国民万歳」と叫ぶ中を市庁舎に入り、新市長のバイイから赤白青の徽章を受け取り、自分の帽子につけた。この三色はブルボン家のシンボルカラーである白をパリのシンボルカラーである赤と青で挟んだもので、国王とパリの和解のシンボルとなった。さらにパリの民兵団（15日から国民衛兵と称する）の設置とラファイエットの国民衛兵司令官任命およびバイイのパリ市長着任を承諾した。
以上がバスティーユ襲撃だが、これは軍隊に襲われることへの不安から自衛に出たものではあるが、あくまで偶発的な事件であり、これ自体には意図も目的もなかった。また、一連の騒動の最中、パリに全部で54ある入市税関門のうち40か所で放火があり、穀物を退蔵しているとの噂があったサン＝ラザール修道院が略奪されている。つまり食糧問題に起因する騒乱や民衆蜂起は1789年早春からフランス全土で起こっていたのだが、その後の政治の動きによって、バスティーユ襲撃事件は大きな転換点として位置づけられるようになった。

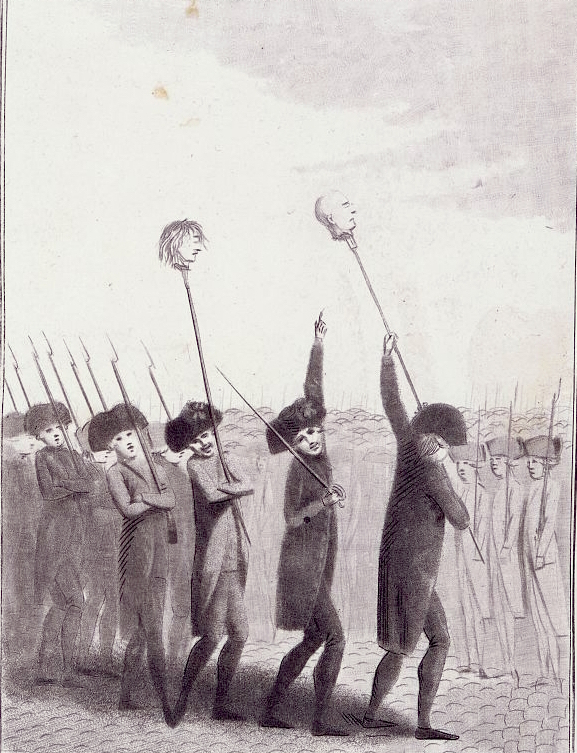
槍の先にいるのが司令官ロネーと市長フレッセル

また、バイイが新市長に選出されたのは市長だったジャック・ド・フレッセルが、13日に民衆が武器を求めて市庁舎を訪れた際、民衆の武装を遅らせたことが原因で彼らによって射殺されたからだった。ブルジョワジーは、自分たち自身は防衛のために武装を求めたものの、民衆を武装させること、更に武装した民衆が自分たちの統制から逸脱して暴力をエスカレートさせることは警戒していた。ラファイエットが司令官になったのも、外部の敵対勢力からパリ市を守るとともに、民衆の暴力からブルジョワジーおよびブルジョワジー的社会秩序を守る事も目指したものになる。
この時生まれた革命のスローガンは「自由・平等・財産」だった。バスティーユ敗北直後から一部の宮廷貴族は復讐を恐れて亡命した。

### 市政革命と大恐怖
パリにならって各都市でも市政革命がなされたが、情報が正しく伝わらない農村ではパニックが広がった。アリストクラートの陰謀観念にアンシャンレジーム末期には盗賊や浮浪者など珍しくもなかったのも合わさって、農民たちは領主館を攻撃するなど、貴族やブルジョワジーに危害を加えた。この現象は「大恐怖」と呼ばれ、7月下旬から8月初めにかけてのフランスで、広がらなかった地域の方が狭いほど広範囲にわたった。パニックの連鎖反応は、時には同じ地域を数度繰り返して襲った。
農民に襲撃された領主の中には革命派の貴族も含まれており、中には武器を持って農民に立ち向かった自由主義貴族もいた。国民議会では農民暴動を武力弾圧せよという強硬派と、暴動に正面から立ち向かうことは不利であると考える勢力が激しい討論を繰り広げた。
全体として、大恐怖は新たな農民騒乱の原因というよりは、これまでの騒動の結果であったと言える。

## 初期の国民議会の改革
議員の多くは土地所有者だったため、これらの騒動は恐怖に映った。あくまで彼らの目的は憲法作成を主とした改革なのであって、暴動や秩序転覆、ましてや革命など期待している者はひとりもいなかった。議会は、バスティーユ襲撃という偶発事件とその後の経過によって、急に国王に対して相対的に優位に立つことになり、憲法制定国民議会として一応は安定したものの、どこから手をつけていいものかと戸惑っていたところだった。しかし民衆の蜂起や騒乱の知らせが次々に寄せられ、状況を黙って見ているわけにもいかないことを自覚する。
この頃、地方行政の中心になっていた地方長官と地方長官補佐は被害を恐れて姿を消しており、軍事を担当する地方総裁や司法を担当する高等法院も騒動を収められず、国王政府の地方行政は実質的に機能しなくなっていた。政治機関として実質的に機能しているとともに、政治を主導する正統性を持っているのは、良くも悪くも国民議会しかいなかった。
8月に入るとすぐに、領主制の改革が論じられるようになる。これは啓蒙主義的な理想の実現という理念的な要素と、騒乱を起こしている農民たちを鎮めるためになんらかの措置をとらなければならないという時事的な要素が混じり合ったものだった。

### 改革の始まり
議長はルシャプリエだった。8月4日、ノアイユ子爵が封建的特権の廃止を提案し、デギヨン公（フランス語wiki）がこれを支持する。王国を代表する2人の貴族が領主特権を廃止すると言ったのだから、他の者も追従せざるをえなかった。後日まとめられた封建的特権の廃止には、領主裁判権、狩猟権、賦役、教会の持つ十分の一税徴収権が含まれた。官職売買も禁止され、公職はあらゆる国民に開放されることになる。そして租税の平等負担が宣言された。
しかし追従した議員たちは後日、特権層の犠牲が大きすぎると考え直す。結局、4日に決められた原則を法文化するまでに同月11日までかかり、できた法令が国王によって裁可されるのは11月3日であり、有償廃止の権利と無償廃止のものを細かく整理・区別する法が成立したのは1790年3月15日だった。
農民たちは、議会が封建制の廃止を宣言したというニュースを聞いて大喜びしたが、秋になって収穫を済ませても現実は何も変わっておらず、これが農民層の革命に対する不満に繋がっていった。しかし、この段階では封建制廃止の宣言は農民に満足を与え、大恐怖を鎮め、農村に一定の秩序を取り戻すことに成功した。

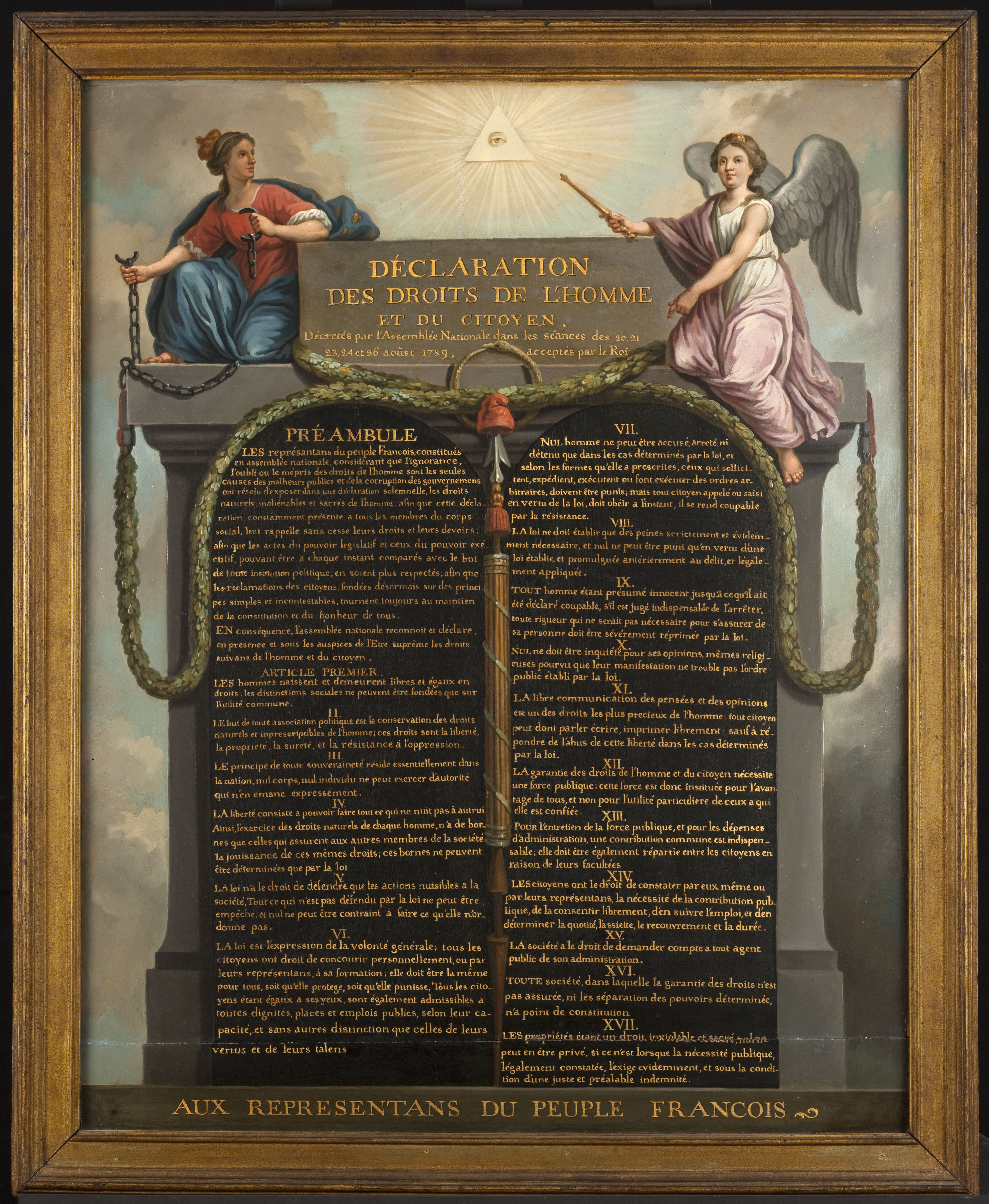
人間と市民の宣言。自由が鉄鎖を断ち切り、天使はすべてを見通す真理の目を指す。フリジア帽や槍も描かれている。

### 人権宣言
8月26日、国民政府は「人間と市民の権利の宣言」を制定した。これは一般に「フランス人権宣言」などと呼称される。元々、平民議員の多くを占める法律関係者には実務的な傾向があり、抽象的な理念の表明などへの関心は薄く、これから樹立する憲法との整合性を図るため人権宣言は憲法草案ができるまで待つべきだという意見もあった。しかしいつ議会が国王によって解散させられるかわからない以上、とりあえず急いで自分たちが目指す目標を明文化し、万一のことがあっても志していた理念が後世に伝わるようにしようと考えたのだった。
第一条「人間は自由で、権利において平等なものとして生まれ、かつ生き続ける。社会的区別は共同の利益に基づいてのみ設けることができる」などの全十七条から成るこの宣言では自由、所有、安全、圧制への抵抗という4つの自然権がうたわれ、国民主権、参政権、税負担の平等など近代社会一般の基本原理を明示していた。これに即して、アンシャン・レジーム下では認められなかった言論や思想の自由も承認された。また、刑事裁判のあり方や拷問の廃止も取り上げられている。
人権宣言は「アンシャン・レジームの死亡証明書」といわれる。これはアンシャン・レジームという過去を否定し、打倒するために作られた宣言であり、未来の社会像を描くものではない。これまでの社会や制度のどのような点を修正しなければならないかを点検し、議員たちが行うべき改革の見取り図を描いたものだった。
議会は封建制廃止令と人権宣言に対する国王の裁可を求めることにしたが、国王は賛否を曖昧にしたまま裁可も拒否もしなかった。議会は国王相手の駆け引きを迫られ、国王に対する譲歩として拒否権が提案された。バスティーユ襲撃や大恐怖における民衆の暴力に怖気づいて、これ以上の過激化を望まず、国王に強い権限を委ねることで王と妥協・和解し、革命の幕を引くことが期待された。この拒否権は、国王は意に馴染まない法案を停止することができるが、その後に議会が二期連続して同じ法案を可決した場合は国王も承認・裁可しなければならないというものだった。議会は一期が二年、一期ごとに改選されるもののため、三期にわたって異なる議員が同じ法案を審議・可決することはまずありえないため、実質的には絶対的拒否権に近いものだった。

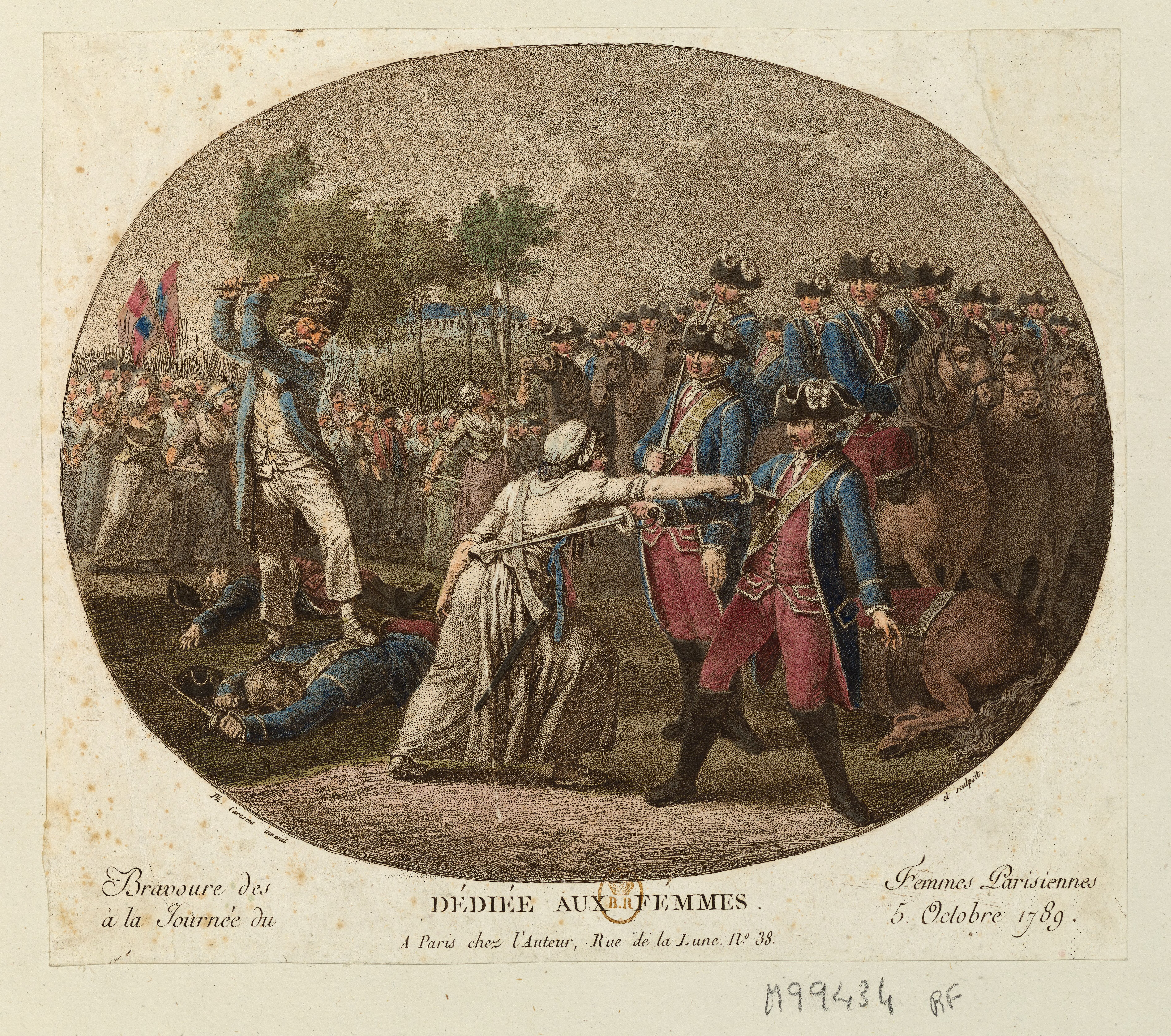
国民衛兵と衝突する女性たち。この後、国王一家とラファイエットがバルコニーに現れると歓声が上がり、その中で誰かが「パリへ」と叫び周りもそれに倣ったのがきっかけとなった。

### 国王と議会のパリ移動
1789年は豊作だったにもかかわらず、革命の混乱や大恐怖によって穀物流通が滞り、市場に穀物が出回らなかった。ここでも民衆は原因をアリストクラートの陰謀観念に求めた。一方、10月1日、国王が呼んだフランドル連隊のヴェルサイユ到着を歓迎する宴会が宮殿で開かれ、その席で会食者たちは三色記章を踏みにじり、ブルボン家を表す白や王妃の祖国オーストリアを表す黒のリボンを身につけたというニュースがパリに伝わった。
5日の朝8時頃、パンを要求する女性たちが市役所前に集まったが、そこには市長バイイもラファイエットもいなかったためヴェルサイユに行くことを決めた。午後4時頃、代表が議会の議場に入り、パンの供給とフランドル連隊の退去を要求した。狩りから呼び戻された国王は、何人かの議員に伴われて女性たちの代表に面会し、パリに小麦を送ることとヴェルサイユにあるパンもできる限り供給することを約束した。しかし翌日、屋外で一晩を過ごした女性や野次馬たちは宮殿の鉄柵のところに集まっていたが、たまたま開いていた所から何人かが中庭に入ったのを近衛兵が見とがめてトラブルになる。結果、国王一家はその日のうちにテュイルリー宮殿に入った（ヴェルサイユ行進）。
議会も同月19日にパリに移り、最初は大司教館の広間を議場にしたが、11月9日には、大急ぎで議場向けに改造されたテュイルリー宮殿の調馬場に移った。

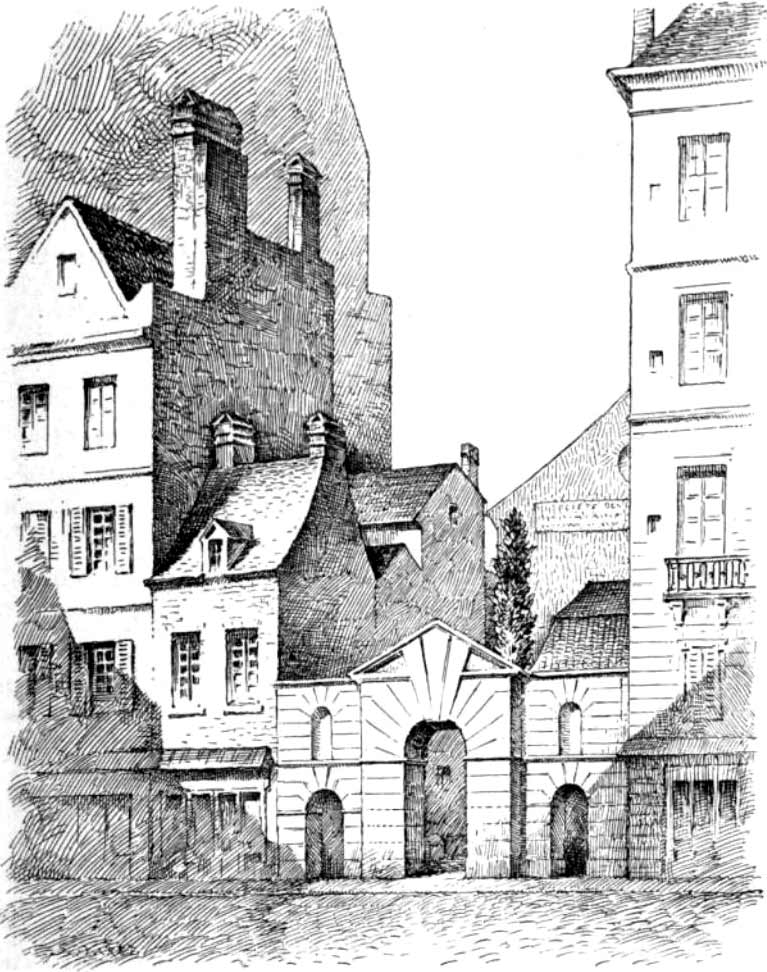
ジャコバン派が本拠地としたジャコバン修道院

### 多数の政治クラブ
様々な議論が交わされる中、主として民衆の暴力への警戒の程度、民衆運動との距離の置き方に関連して、議員たちの意見や立場の相違が明確になり、一種の党派が形成されていく。民衆の過激さに脅威を感じて保守的になった立憲君主派が現れ、二院制と王の絶対的拒否権を支持した。ジャン＝ジョゼフ・ムーニエといった人々で形成され、半分以上が特権身分の出身だった。
これに対して革命派はサン＝トノレ街のジャコバン（ドミニコ会）修道院の建物に「憲法友の会」を作った。この会は、三部会が開かれた頃ブルターニュ出身の議員たちが作った「ブルトン・クラブ」の後身で、後にジャコバン・クラブの名で知られるようになる。会費は年間24リーブル、入会金は12リーブルで、職人や労働者では参加できなかった。ジャコバン・クラブには議員以外にも職人の親方層から貴族まで広く参加した。
しかしじきに、クラブの中に過激な層と穏和な層の違いが表れ始めた。1番穏和な層が当時は多数派であり、立憲派と呼ばれた。彼らは1790年夏までラファイエットの政治的な動きを支持し、1790年5月12日には過激な層を排除した「1789年協会」を立ち上げる。1789年協会の入会金は100リーブルで、かなり高い収入がないと入会できなかった。ここには最上層部に属する自由主義貴族と最上層のブルジョワが参加した。その左にバルナーヴらをリーダーとする「三頭派」、さらに左にロベスピエールやペティヨンなど、普通選挙を要求する議員たちがいた。
コルドリエ・クラブは大衆を組織してその意見を政府と議会に押しつけることを目的に設立された。1790年4月頃には存在していた。会費は月2スーと極めて安く、小商人から職人、労働者まで参加した。このクラブの指導者の中に後に恐怖政治の推進者の姿がかなり見られた。コルドリエ・クラブの実権を握っていたものも裕福なブルジョワであった。

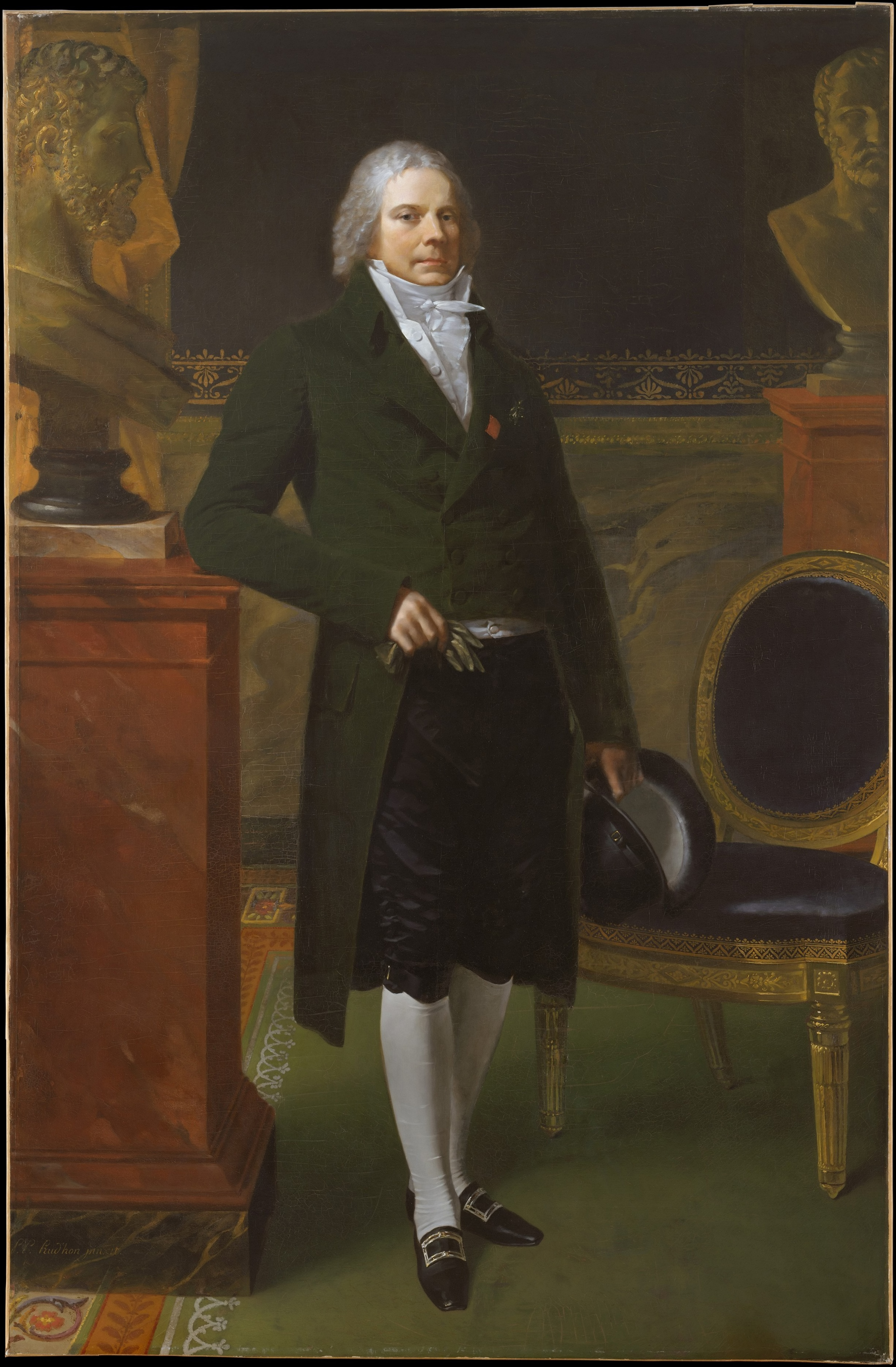
タレーランは非常に息の長い政治家であり、革命を生き延びナポレオン時代を経て王政復古期まで活躍した。画家ドラクロワは彼の隠し子という噂もあった。

### 行財政の改革とアッシニアの発行
アンシャン・レジーム末期から問題視されていたのは、国家の行財政全般であった。行政制度では1789年8月4日、都市や州はこれまでの特権を放棄していたが、12月に州や地域は83の県に改編された。これは面積、人口、経済力などを考え合わせて均等になるよう配置された。県（デパルトマン）の下には郡（ディストリクト）・小群（カントン）・市町村（コミューン）が置かれ、さらに人口2万5000を超える都市には区（セクション）が配置された。たとえば、パリには48のセクションが設置されている。
経済改革では、疲弊した王国経済の元凶としてあげられていた国内関税が撤廃された。耕作や経営は自由化され、租税体系は直接税中心に整理された。地域経済の活性化を拒んでいた同色組合は、ギルドの廃止・営業の自由を規定したアラルド法（フランス語）によって1791年3月に廃止された。
10月10日、聖職者議員で司祭でもあるタレーランが教会財産（その中心は不動産だった）の国有化を提案し、11月2日には同じくタレーランの発議で決定された。翌12月19日には国有財産を四億リーヴルまで売却して国庫収入と借入金の返済に充てることが決められ、2日後にはアッシニア紙幣の発行も決められた。アッシニアは５％の利付債券で（1790年9月28日からは無利子）、額面額相当の国有財産と交換ができるものだった。言い換えれば国有財産を信用の担保とした紙幣であり、議会はアッシニアによって経済の流通を確保しながら、国庫の赤字も解消していこうと考えたのだった。
しかし革命の先行きが不透明な状況ではアッシニア紙幣は充分な信用が得られず、じきに額面では流通しなくなる。これがインフレーションと生活必需品の隠匿・売り惜しみなどの経済混乱を生み、恐怖政治を招いた原因のひとつとなった。

### 聖職者民事基本法
アンシャン・レジーム末期からすでに、修道士の志願者は減少傾向にあり、また宗教的な厳格さを失った修道生活が目立っていた。1760年代から多くの修道院が廃止されており、議会もこの流れに乗るとともに、人は有益な労働によって社会に貢献すべきという啓蒙主義的な理念も抱いた。
1790年7月12日、聖職者民事基本法が可決される。聖職者は今後、選挙民に選挙で選ばれる公務員となるもので、俸給は国家によって支払われることになった。聖職者の特権は消失し、一市民として組み込まれることになった。そして聖職者も他の公務員と同様に、国民・法・国王に対する修正と憲法の護持とを宣誓することが要請される。さらに27日には、聖職者がこの法を受け入れることと国家への忠誠を宣誓することが義務づけられた。
この宣誓をめぐって、フランスのカトリック教会は宣誓聖職者と宣誓拒否聖職者に分裂する。両者の対立から生じた社会的混乱は過激化し、1793年頃からは宣誓聖職者を含めてカトリック教会全体を否定する非キリスト教化運動と、伝統的カトリックの護持を大義名分とする反革命運動が生じることになる。

## 革命政権の変遷
宗教問題は国民の間に分裂をもたらし、革命に敵対する勢力を生み出す大きな要因となった。しかし、これ以前から革命に対する反対はあり、ある程度まとまった組織的な動きが見え始めるのは国外においてだった。
バスティーユ襲撃直後から、王弟アルトワ伯をはじめとする王族や貴族の亡命が増加した。アルトワ伯はトリノの宮廷に滞在し、そこを拠点として亡命者たちの通信網を作ろうと画策した。彼の意を受けて実際の行動を受け持ったのが、同じく亡命していた元財務総監のカロンヌだった。反革命的軍事介入が目指されたものの、彼自身にあまり人望がなかったこと、亡命者の思惑は必ずしも一致していなかったこと、兄であるルイ16世がアルトワ伯の野心を警戒して協力を拒んだことなどが原因で、この策謀は日の目を見なかった。
また、ヨーロッパ諸国も、フランスが革命のために混乱して国際的影響力を低下させるのは他国にとって好ましいことだったため、フランス革命に干渉する意思を持たなかった。この頃ロシア、オーストリア、ベルギーといった国々は露土戦争、第一次スウェーデン・ロシア戦争、ブラバンド革命といった事件を優先させていた。

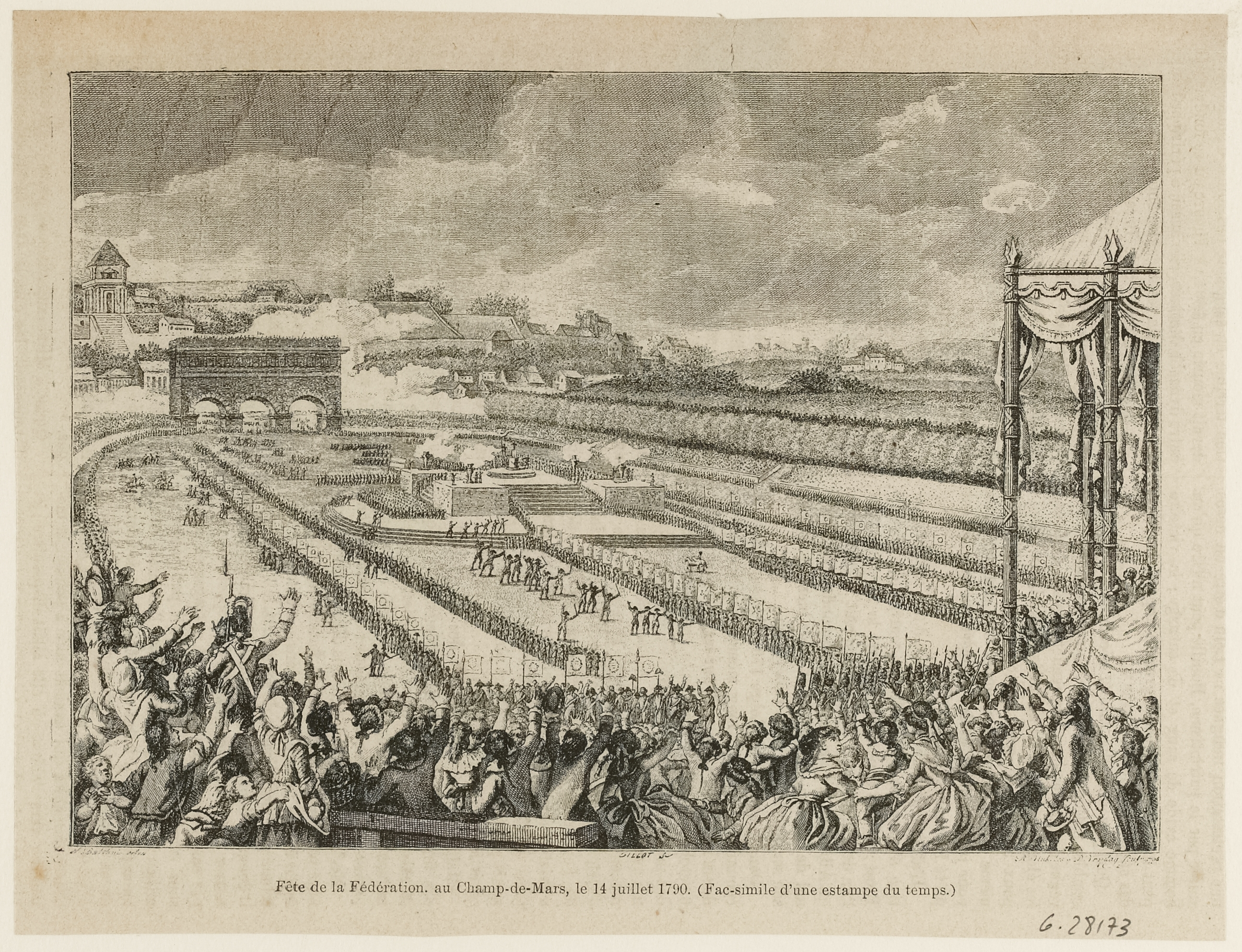
全国連盟祭ではラファイエットの宣誓に続いて、会場の市民も宣誓した。この祭典は革命の終結に向けた動きの、ひとつの頂点だった。

### 全国連盟祭と誓い
1789年の大恐慌が去り、各市町村の粋組みを超えて、それぞれの自治体の国民衛兵が共同で治安維持に当たることが考えられた。こうして始まった儀礼はしだいに、革命への忠誠を共同で誓約する祭典に変化し、これを連盟祭と呼んだ。郷土愛の自発的表明はブームとなり、南仏から全国へと広まる。地方主催のこうした祭典は分権的性格を有するため、中央集権を目指す議員たちはあまり歓迎しなかった。しかし同時に、この愛国的なエネルギーを活用しようとも考えた。

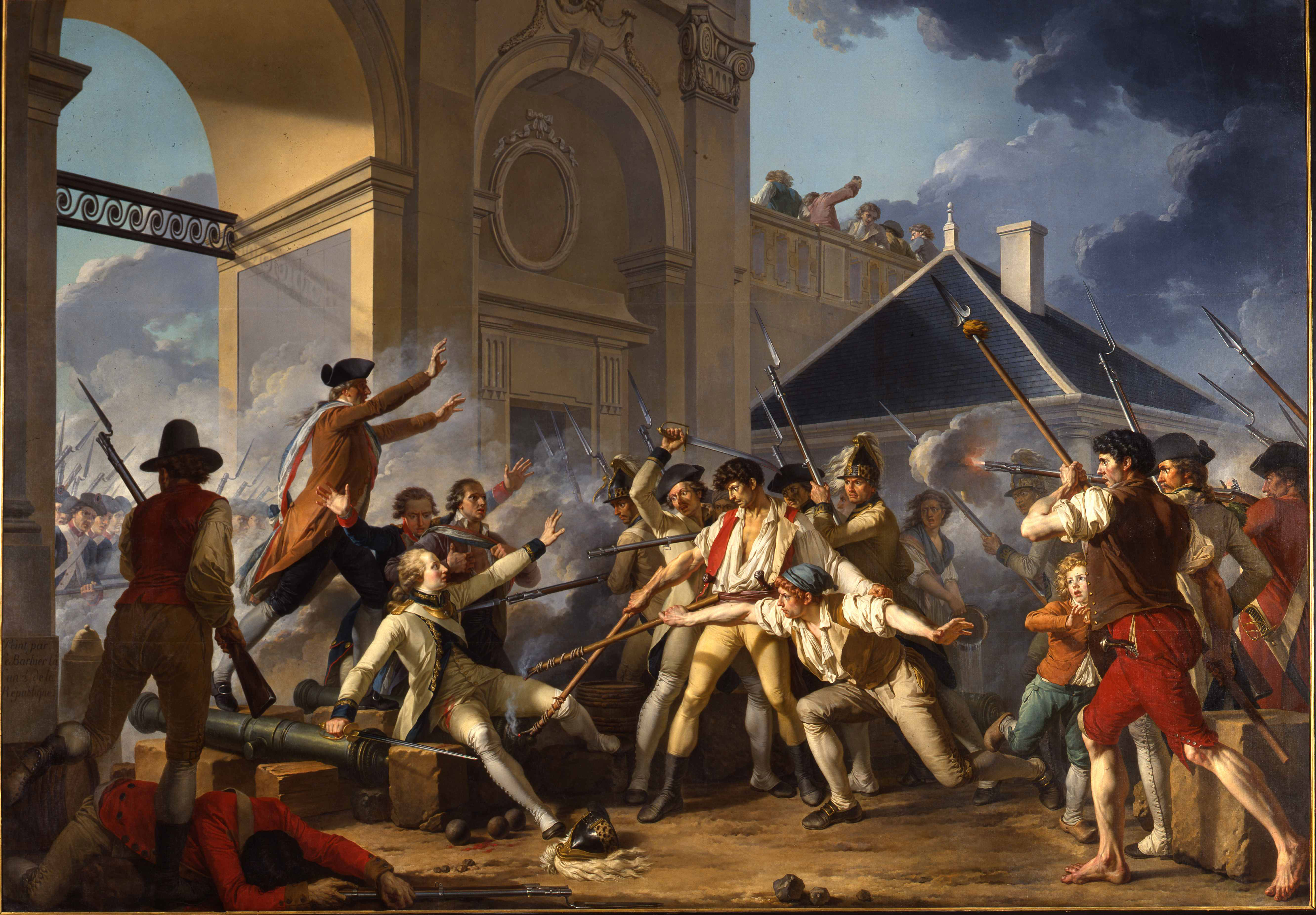
ナンシー事件でスイス兵のうち約20名が絞首刑とされ、41名が軍事会議にかけられて即決で苦役刑に処された。

1790年7月14日、バスティーユ襲撃一周年を記念した全国的な祭典、全国連盟祭（英語）が開催される。呼びかけ人は市長バイイ、会場はシャン＝ド＝マルスだった。当日は全国の自治体の国民衛兵1万4000人が集結し、フランスの再生が祝われた。この日のためにさまざまな性別と身分を持つ市民たちが突貫工事で会場を設営した。国王も鋤を入れに来て衆目を浴びている。当日の参加者に貴族は見られず、国王も出席を渋っていたが、議員・聖職者・一般市民・国王を含め10万を超える参加者が集まる。ミサを営んだのはタレーランだった。ラファイエットは愛国宣言を行い、国民と法と国王に忠義を尽くすことを誓った。
一方、8月31日、ナンシーに駐在していたスイス兵が給料の支払いに関して不信を抱き、経理の明確化を求めるも指揮官に抗命とみなされ罰されるというナンシー事件が起き、街の住民は兵士層を支持した。ここで弾圧に派遣されてスイス兵を破ったのは、ラファイエットのいとこであるブイエ将軍だった。
1790年前半の議会はラファイエット主導のもと、国民の連帯と統合、国民もしくは議会と国王の和解、革命の穏やかな集結を目指して進んでいた。しかし政策の失敗もあり、ラファイエットの政治的影響力は急速に減退していた。

### 国王の逃亡
この頃、国王が首尾一貫した政治方針を持っていたのかは疑わしい。彼は議会の動きを一応は容認し、その決定に裁可もしくは承諾を与えていた。一方でヴェルサイユからパリに移り一週間ほどの頃に書かれた、いとこのスペイン王宛ての手紙には1789年6月23日に示した方針のみが自分の信念であり、そこからはずれる議会の諸決定に自分が裁可を与えたとしても、それは強制されたものであって、みずからの本意ではないとしている。

ミラボーは民衆の暴力を嫌って革命の終結を図るようになり、審議中の憲法において立憲君主制のもと国王の権限を強化する方向で活動しつつ、ひそかに国王にも接触を求め、両者は協力関係にあった。しかし1791年4月2日にミラボーが病死すると、協力者を失った国王は政治的決定に対し、王妃の影響を受けるようになる。

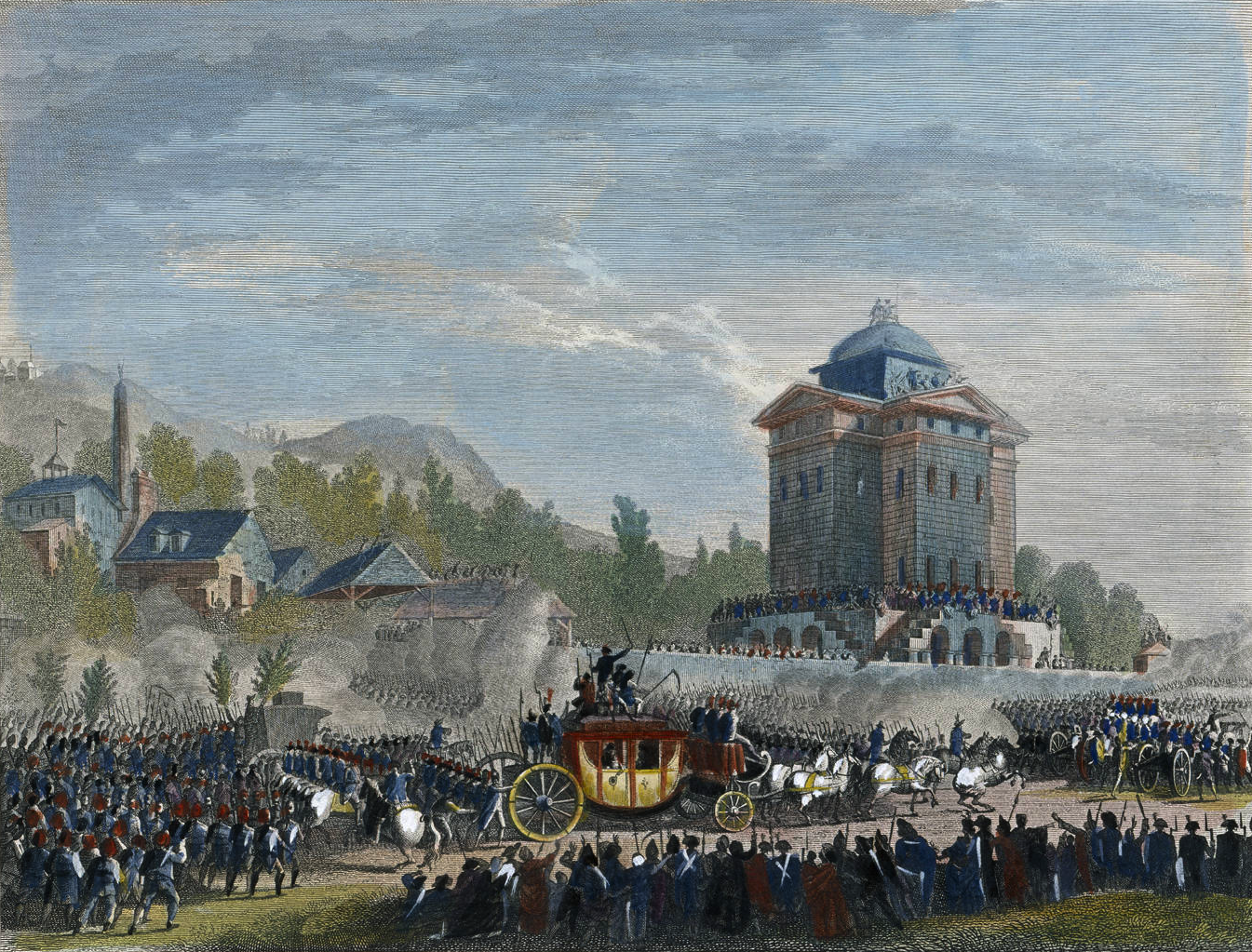
ヴァレンヌからパリへ連れ戻される国王一家

1791年6月20日に脱出計画が実行されたが、国境近くのヴァレンヌで捕まり、パリに連れ戻された（ヴァレンヌ事件）。この事件の結果、もっとも右翼的、保守的な貴族議員が相次いで亡命した。軍隊の貴族将校からも大量の亡命者を出した。高級僧侶や高級貴族のうち王党派とみられた者は監視されたり監禁されたりした。

### 議会の混乱
21日朝、逃亡事件を知った国民議会は常時開催状態になり、1日24時間いつでも審議できるようにした。また、国王を止めることを命じる法令が満場一致で採択されると同時に、法令の決定に国王の裁可は不要とする決定も全員一致で行われた。緊急の一時的な措置とはいえ、議会はこの時、国王の存在しない政体＝共和制を出現させていた。

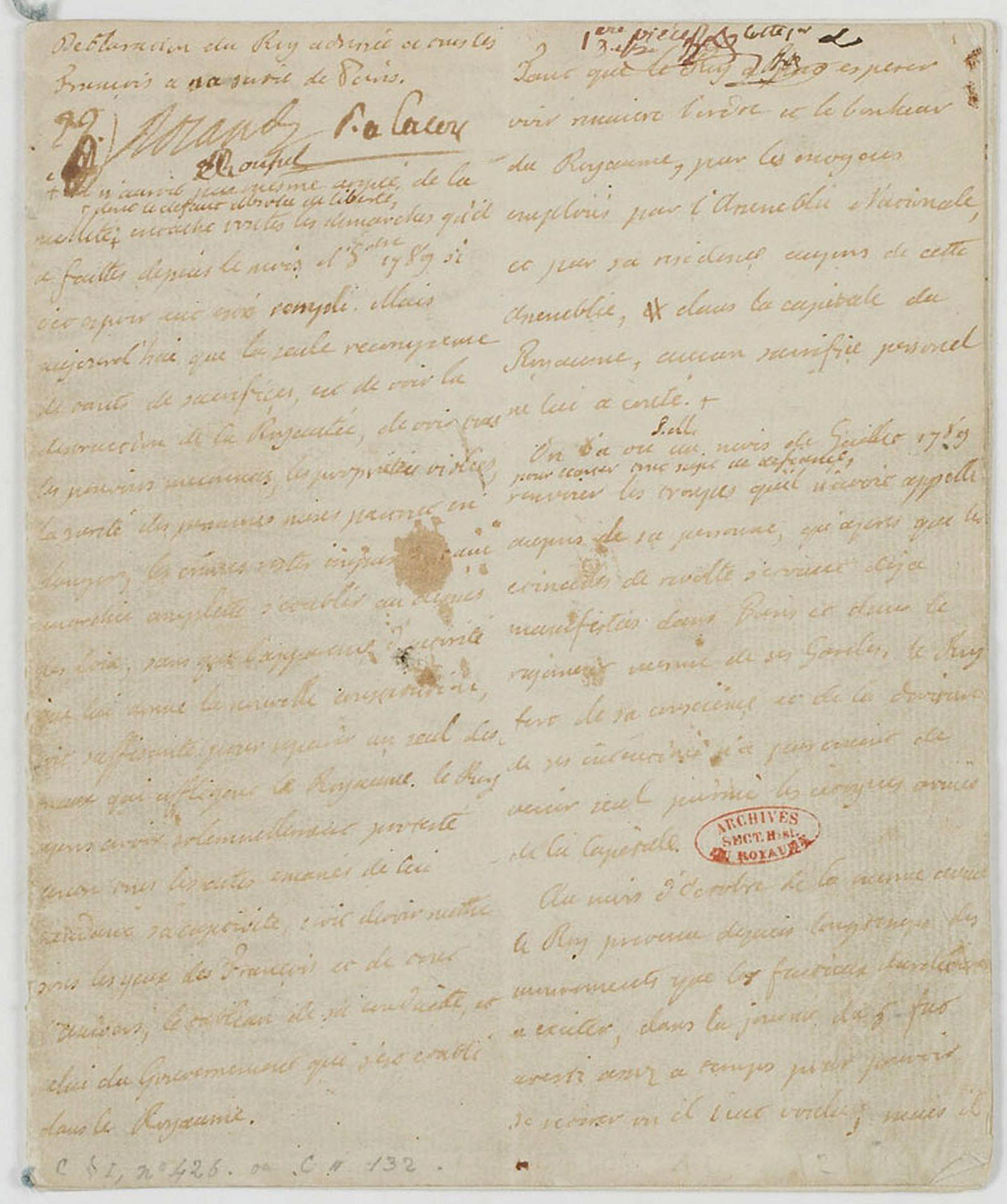
国王がフランスの民衆に宛てた手紙（フランス語wiki）。「偽りの友たちの妄言に用心しなさい。そして、君たちの王の元へと戻ってくるがいい。彼は常に君たちの父親であり、親友なのだから」で締めくくられる。彼はフランス革命における残酷な部分は国民議会における少数の急進派がパリのごろつきを煽動し支配した結果と考えていた。

25日に国王が帰還すると、保守派の議員は、国王は法に違反しておらず、また免責特権があるため、その行動に責任を問うことができないのであり、即座に無条件で復位させるべきと主張した。それに対して革命派の議員は国王の裁判を要求する。議員の多数派は両派の中間の立場をとり、国王の行為は容認できないものの、民衆層が政治に介入してくるのを恐れて可能な限り穏便に対処しようとし、国王の責任は議会で決定されるものとした。
7月13日、国王は脅迫と圧力によって決定の自由を奪われており、精神的な意味で誘拐された。したがって、その軽率で無責任な行動は道徳的には非難されなければならないが、法的な責任を問うことはできないとの結論を出した。

### 逃亡事件をうけた民衆
逃亡のニュースが伝わると、その日のうちに街中にある君主制のシンボルが破壊されだした。政治勢力としてのサン＝キュロットも出現しはじめる。パリではル＝シャプリエ法（フランス語）によって職人のストライキが違法とされたのを受け、労働者の騒乱やストライキを弾圧するため、国民衛兵が毎日のように出勤するようになった。また、貧民救済のため1789年から行われてきた市当局による公共事業が、経費がかかりすぎるという理由で中止されるようになり、民衆の不満を招いた。下層の民衆も参加していたコルドリエ・クラブでは逃亡事件の当日から立憲君主制への疑念が表明され、共和制が要求されるようになっていた。
議会が逃亡事件に関し、国王の責任を問わないことが決定すると、パリ市内ではいくつか抗議の声があがった。コルドリエ・クラブがそのひとつであり、決定の再考を求めて議会に赴こうとしたところをロベスピエールやペティヨンに阻止されている。そのためコルドリエ・クラブは連帯を求めてジャコバン・クラブに赴くが、ここでも議会の決定について討論されており、出席していた議員の多くが民衆からの圧力と議会への敵対に怒って退出し、後日より穏和なフイヤン・クラブを形成する。残ったメンバーは結局、ジャコバン・クラブとしての意見書の作成を断念した。

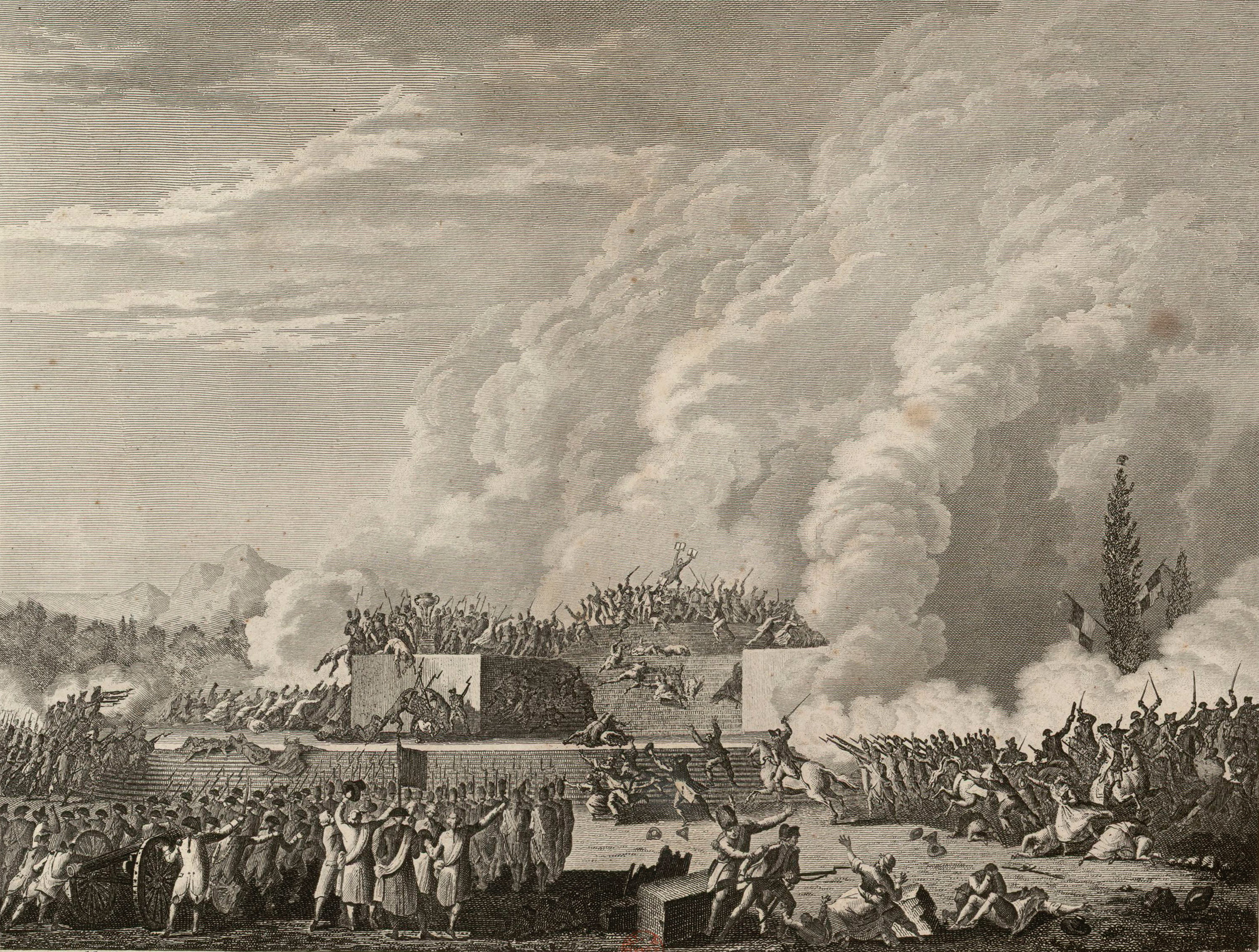
シャン＝ド＝マルスが全国連盟祭の会場だったことや、ラファイエットやバイイが民衆を裏切ったとの思いが死者・負傷者の数を誇張して伝えた

7月16日、コルドリエ・クラブは共和国の樹立を含む嘆願書を用意し、翌日シャン＝ド＝マルスにある祖国の祭壇で嘆願書に署名することを呼びかけた。単なる見物人も含めて5万人ほどが集まったが、小競り合いが発生し、国民衛兵が法の定める手続き（3回にわたる警告）なしにいきなり発砲したのがきっかけでシャン・ド・マルスの虐殺が起きた。
戦争の危険が現実に感じられる地方では、国王逮捕の知らせが伝わると、外敵の侵入に対する恐怖はいっそう強まった。一部では「すでに戦闘が始まった」「オーストリア軍が侵入した」などの噂が流れてパニックが生じた。ただし、これは1789年に大恐怖をほとんど経験しなかった地域で起きたことであり、大恐怖が生じた地域は逆に、噂が届いても冷静に対処している。
ヴァレンヌ事件は国内の反革命陰謀に対する恐怖ももたらした。亡命者の活動はすでに知られていて、国内の貴族がこれに呼応することが疑われた。また聖職者市民化法が教会にもたらした分裂がからみ、司教による反革命陰謀が、特に非宣誓聖職者が多い地域で警戒の対象となった。議会は地方の強圧的な措置を批判しつつも、陰謀を克服して革命を救うためには非合法措置も認められると考え、貴族の城館や非宣誓聖職者の居所の家宅捜索などが行われた。

### 「自由に生きるか、さもなくば死」
この頃、「自由に生きるか、さもなくば死」という標語が出現した。古代から見られたこの言葉は、アメリカ独立戦争中に反乱を起こした植民者が使い、その後ヨーロッパに継承された。こうして人々は、政治に参加し、その結果自らの生命を犠牲にすることも厭わないという考えを持つようになり、学生時代から古典などで古代の英雄たちの死を学んでいた議員たちの中にも影響される者が出た。「自由に生きるか、さもなくば死」には、共和主義的に死ぬという死の美学があった。

### 1791年憲法

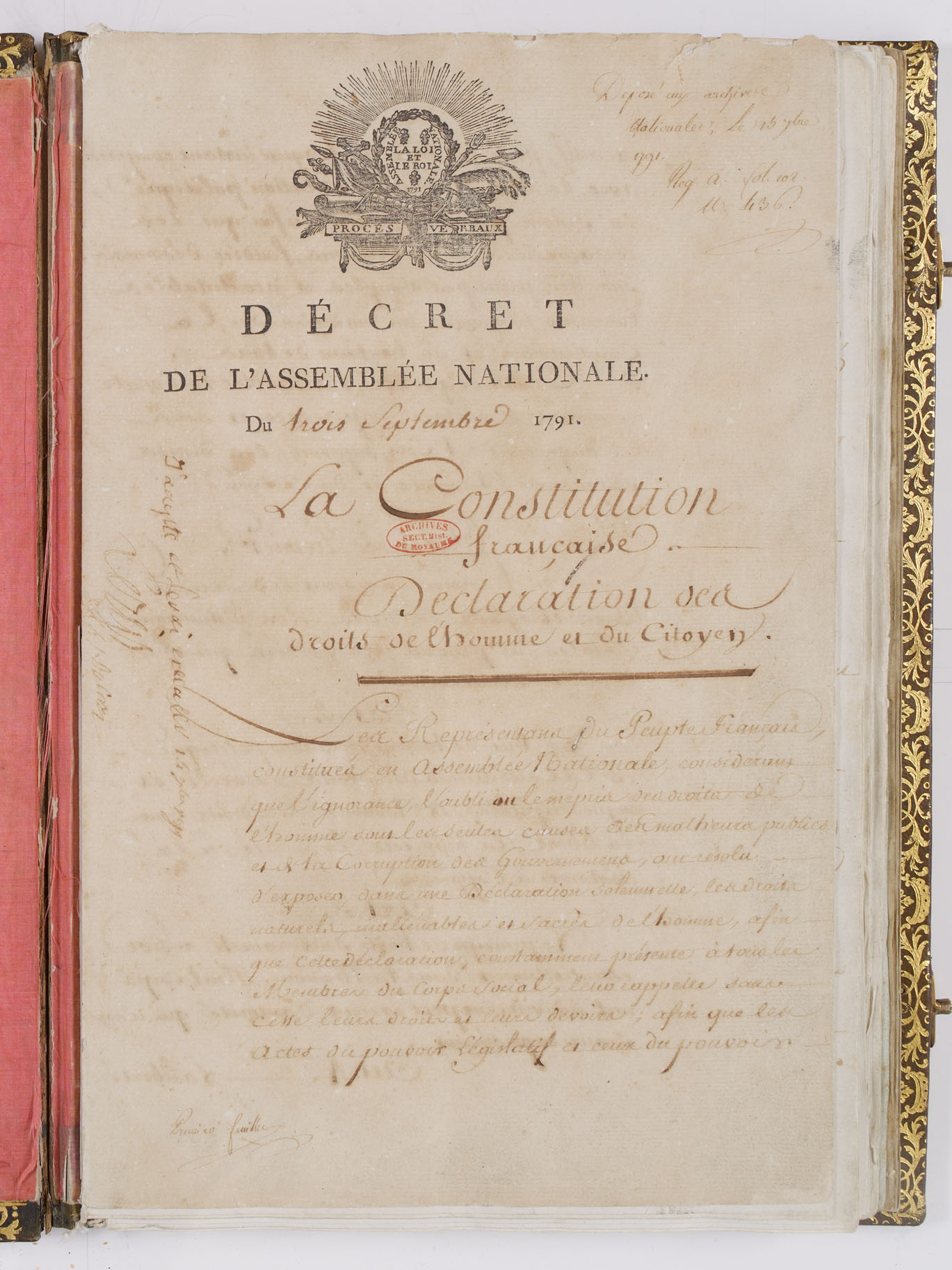
1791年憲法。主権は国民に属するとされ、これによって立憲君主制が明文化されたが、この憲法は1年ももたなかった。

1791年8月25日、南ドイツのピルニッツで神聖ローマ皇帝 レオポルト2世とプロイセン国王 フリードリヒ・ヴィルヘルム2世によってヨーロッパ諸国の君主にフランスの情勢に関する注意が促され、用意ができ次第、緊急の行動を取ることが要請された（ピルニッツ宣言）。オーストリアもプロイセンも、フランスの革命よりはポーランド分割に関心があり、この宣言は言葉の上だけの警告にすぎなかったのだが、元々オランダやベルギーなどでも革命が軍事介入で潰されてきたのを見てきたフランスでは、諸外国との戦争は必須の状況と受け止められた。
このような中で、9月3日には立憲君主制を採用する1791年憲法が成立。行政権は国王に属し、立法権は議会に属するが国王に拒否権を認める形となった（フランス立憲王国）。議会は一院制で選挙権も被選挙権も一定の租税を納める者に限定した。「フランス王国は唯一にして不可分」と宣言された。こうして革命の第一段階は終わった。
1791年9月30日に国民議会は解散し、新憲法の下で10月1日に立法議会が招集された。国民議会の議員は立法議会の議員になれないという規定が設けられたので、議員は全員入れ替わったが、議会の党派は変わらなかった。フイヤン派が264人、左派が136人、無所属の中央派が345人いた。左派であるジャコバン・クラブの議員たちのリーダーはジャック・ピエール・ブリソやフランソワ・ビュゾーであり、このグループが後にジロンド派（ブリソ派）と呼ばれた。

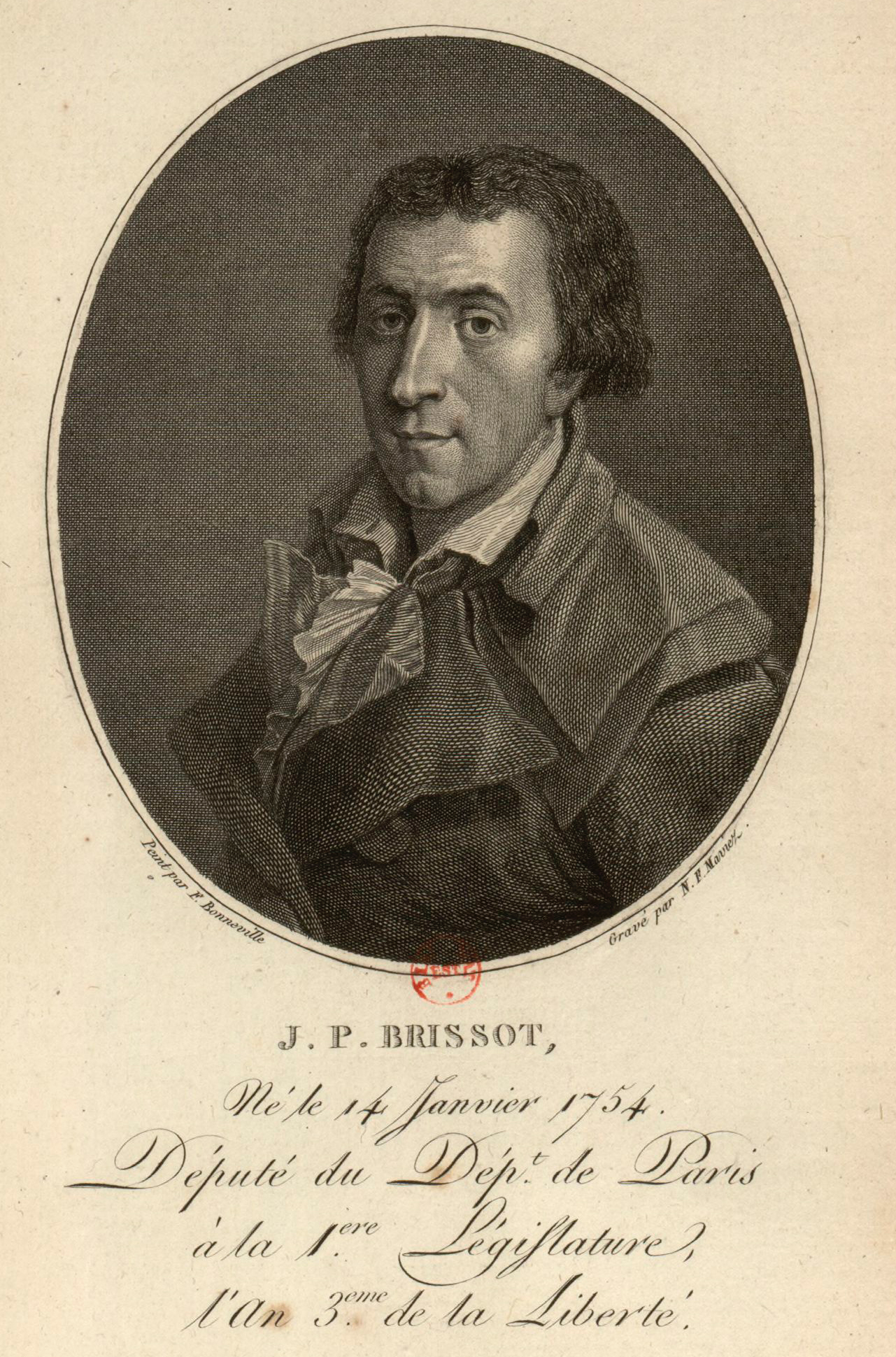
ジャック・ピエール・ブリソ。元ジャーナリストであり、文筆家としての活動で残したものは旅行記、政論、官能文学と多岐にわたる。

### 開戦
10月20日、ブリソはヨーロッパ列強に対する戦争を示唆した。革命遂行のためには亡命者に支持と支援を与える国と戦わなければならず、また国王が革命を潰すため陰謀に援助しているのだから、国王と宮廷の陰謀を暴くためにも戦争は必要であるという主張の他、国内の食糧問題に目が向きがちな民衆の意識を外に向けさせる、君主国と戦ってフランス革命の理念を外国にも広めるという理由があった。
開戦に反対したのはロベスピエールやジャン＝ポール・マラーなどごく少数であり、当時は2人とも議席を持たずジャコバン・クラブで活動していた。戦争をして敗れることでフランス革命を潰したい国王と、上記のような理由で戦争を必要と考えるジロンド派が開戦という思惑で一致した。
なお、この時ロベスピエールは開戦に反対する理由として、現状における最大の敵は諸外国ではなく国内の反革命勢力なのであり、国王が革命に反対している以上、その政府に戦争遂行を任せるべきではないこと。戦争を行えば兵を率いる将軍に人気が集まり、その将軍の影響力が増した結果、軍事独裁の危険が高まることを挙げている。これらの不安は前者はヴァレンヌ事件以降の外患誘致として、後者はナポレオンの出現として的中していくが、この後1792年4月20日に宣戦布告がなされフランス革命戦争が始まった。

### エタンプでの蜂起と生存権
経済は好転せず、アシニア紙幣の乱発によりインフレが急速に進行し、穀物価格は上昇した。春になっても革命が生活の向上に資することが少ないと見た農民たちは直接行動に出る。3月3日、パリ南法エタンプで穀物の公定価格を求める民衆が蜂起し、彼らの要求を拒否した市長ジャック・ギヨーム・シモノーが殺害された（エタンプ一揆）。価格統制を訴えられても「いささかでも法律が侵害されるのを見るくらいなら、死んだほうがましだ」と断言し死ぬことになったシモノーを、立法議会は法を守って職に殉じた英雄と認識した。

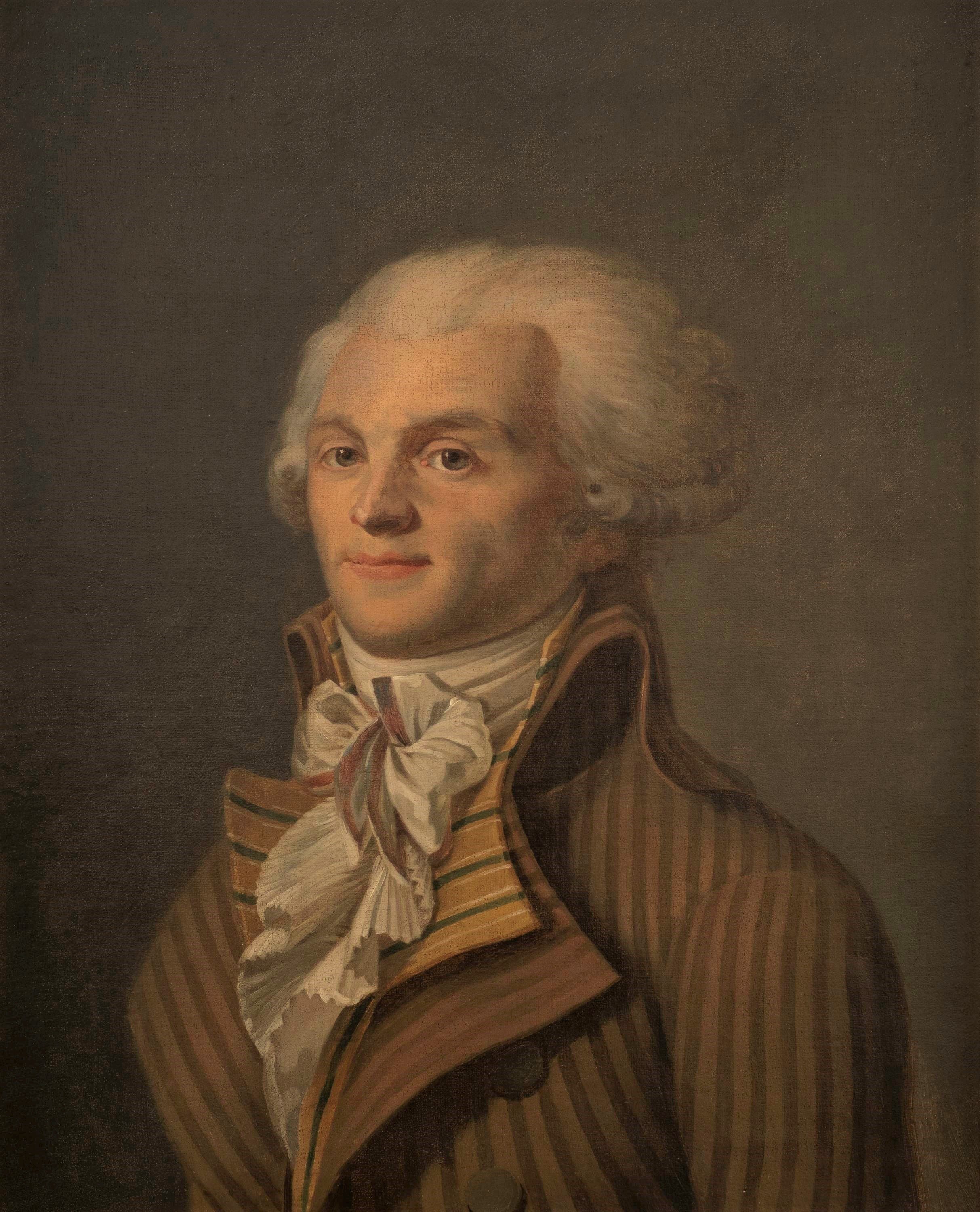
マクシミリアン・ロベスピエール。アラスで弁護士をやっていた頃から地位が低い者や科学を擁護するような人物だった。

一方で、翌日、町の近郊に住む司祭ピエール・ドリヴィエは9人の村人とともに、この一揆に関する請願書を執筆し立法議会に提出した。飢えない権利を主張するドリヴィエの嘆願書を読み次第に考えを改めたロベスピエールは、生存権が自由権より優先すべきことを主張するようになる。このように、ジャコバン・クラブの中にもサン＝キュロットの政治的要求に理解を示し、彼らと連携する必要を自覚した人々が、後に山岳派と位置づけられていった。

### 敗戦とジロンド派内閣の失脚
国境に展開したフランス軍は依然として将校は貴族で、革命前の階級制度が維持されていた。貴族の将校や将軍は革命政府を嫌悪しており、士気も非常に低かった。国王と王妃も敗戦を望み、フランスの作戦計画は国王と王妃を通してオーストリアに内通されていた。フランス軍は各地で敗走し、敵国軍はあまり困難なくフランスに侵入した。こうした事態から、戦争に勝つためには新しい愛国心を持ったフランス人による軍隊を組織しなければならないことが痛感された。

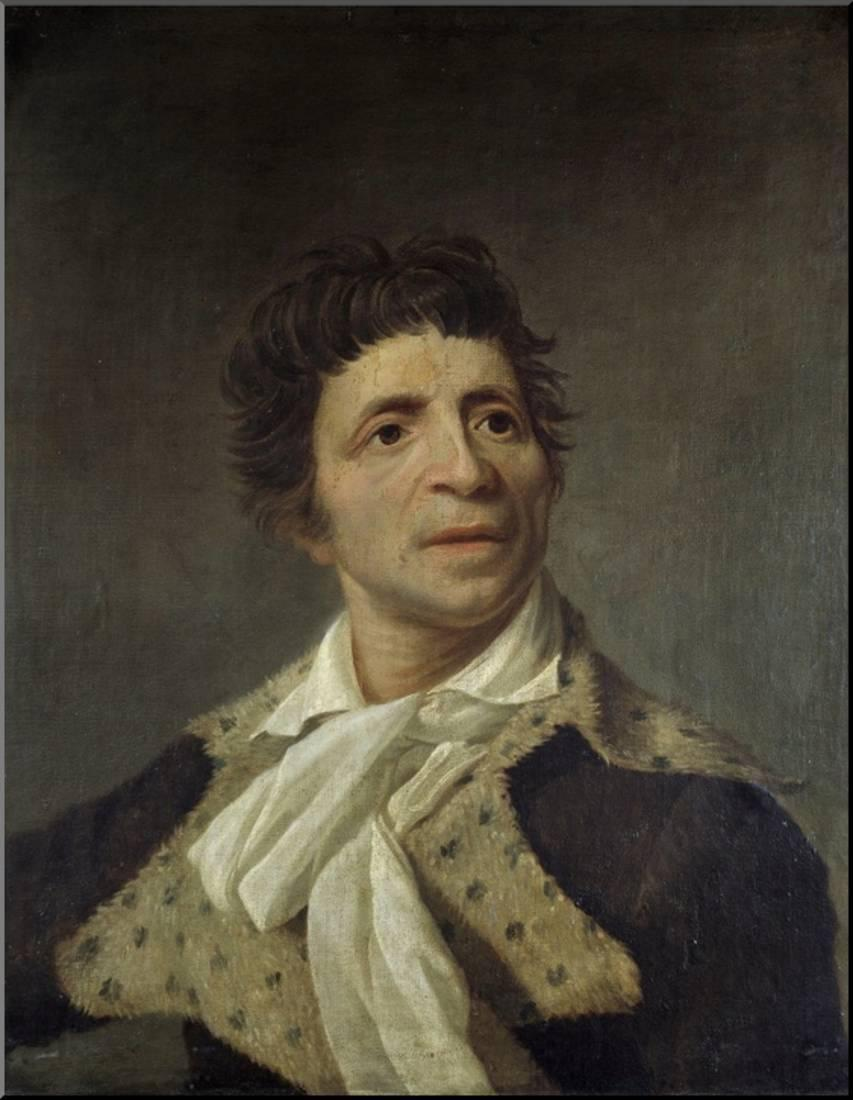
ジャン＝ポール・マラー。元はアルトワ伯付きの医師だったが新聞「人民の友」で有名になり、特に民衆からの人気が高かった。

議会では領主権の無償廃止を阻止したいフイヤン派が復権し、国王はジロンド内閣を6月13日に罷免した。ラ＝ファイエットは軍を率いてパリへ進撃し、フイヤン派の独裁政権を作る計画を立てていたので，積極的に敵国軍と戦闘をしなかった。7月6日にルイ16世は、国境にプロイセン軍が迫っていることを議会に報告した。無所属の中央派議員は革命フランスを敵国から守る意思を持っている者が多かったので、7月10日フイヤン派の大臣は辞職に追い込まれ、翌日7月11日、議会は「祖国は危機にあり」という宣言を出した。

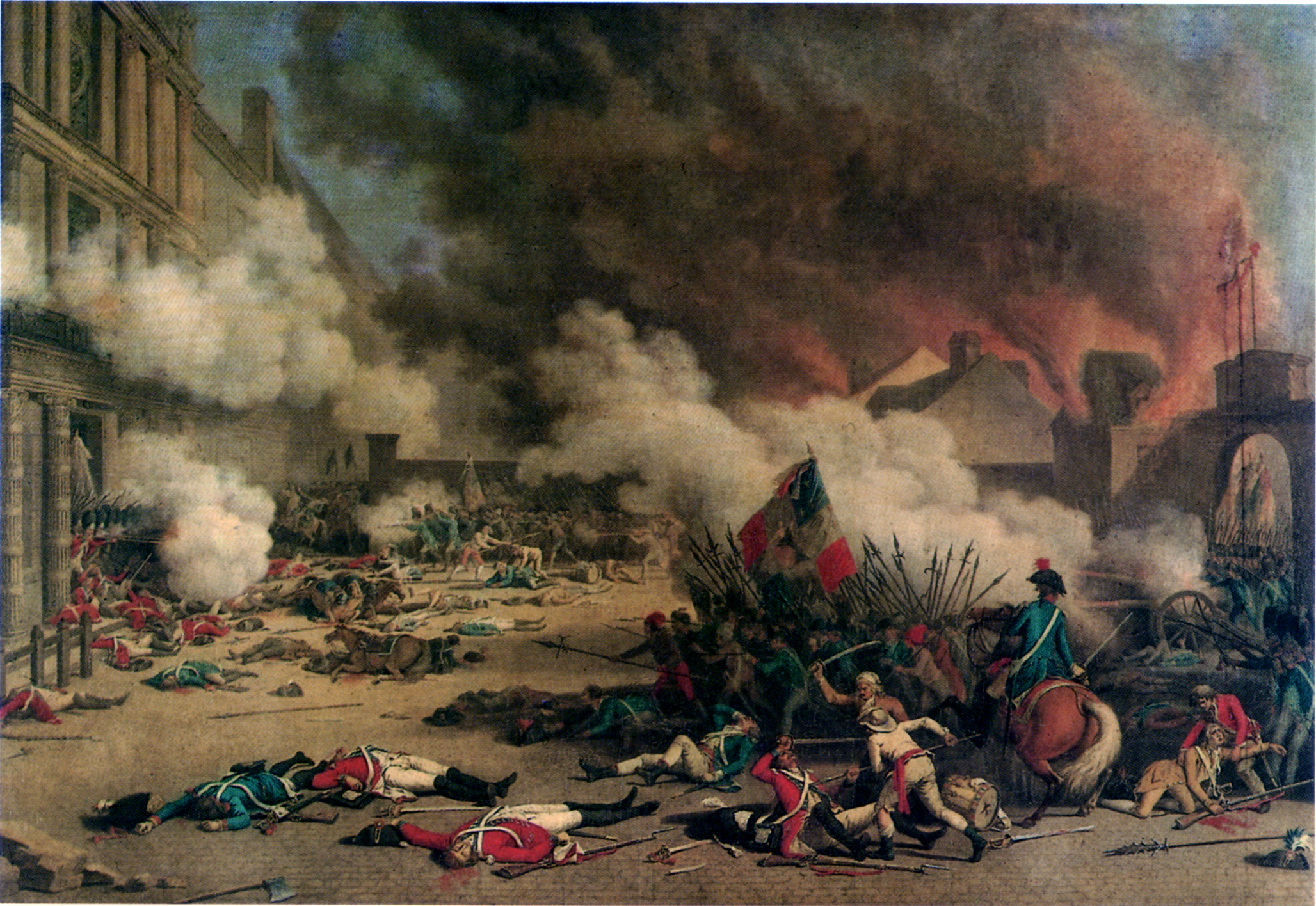
8月10日事件（1793年画）。バスティーユ襲撃とは異なり、計画と準備がなされた革命だった。

### 8月10日の武装蜂起
7月25日、プロイセン軍の司令官ブラウンシュヴァイクは、パリ住民が即座に、かつ無条件で国王に服従しない場合には、パリを徹底的に弾圧すると示唆する声明を出した（ブラウンシュヴァイク宣言）。結果、民衆を委縮させるよりも、むしろ怒りに火を注ぐ結果となり、外国軍に保護された王と認識されたルイ16世に批判が向かった。この声明はフイヤン派からジャコバン派まですべての革命派の反感を買うとともに、反革命を企てる「オーストリア委員会」の存在を確信させた。8月3日、国王はブラウンシュヴァイクを批判し、国民と憲法への忠誠を議会で明言したが時遅く、パリ市長ペティヨンは議会にて、パリにある48のセクションのうち47の名において国王の廃位を要求した。

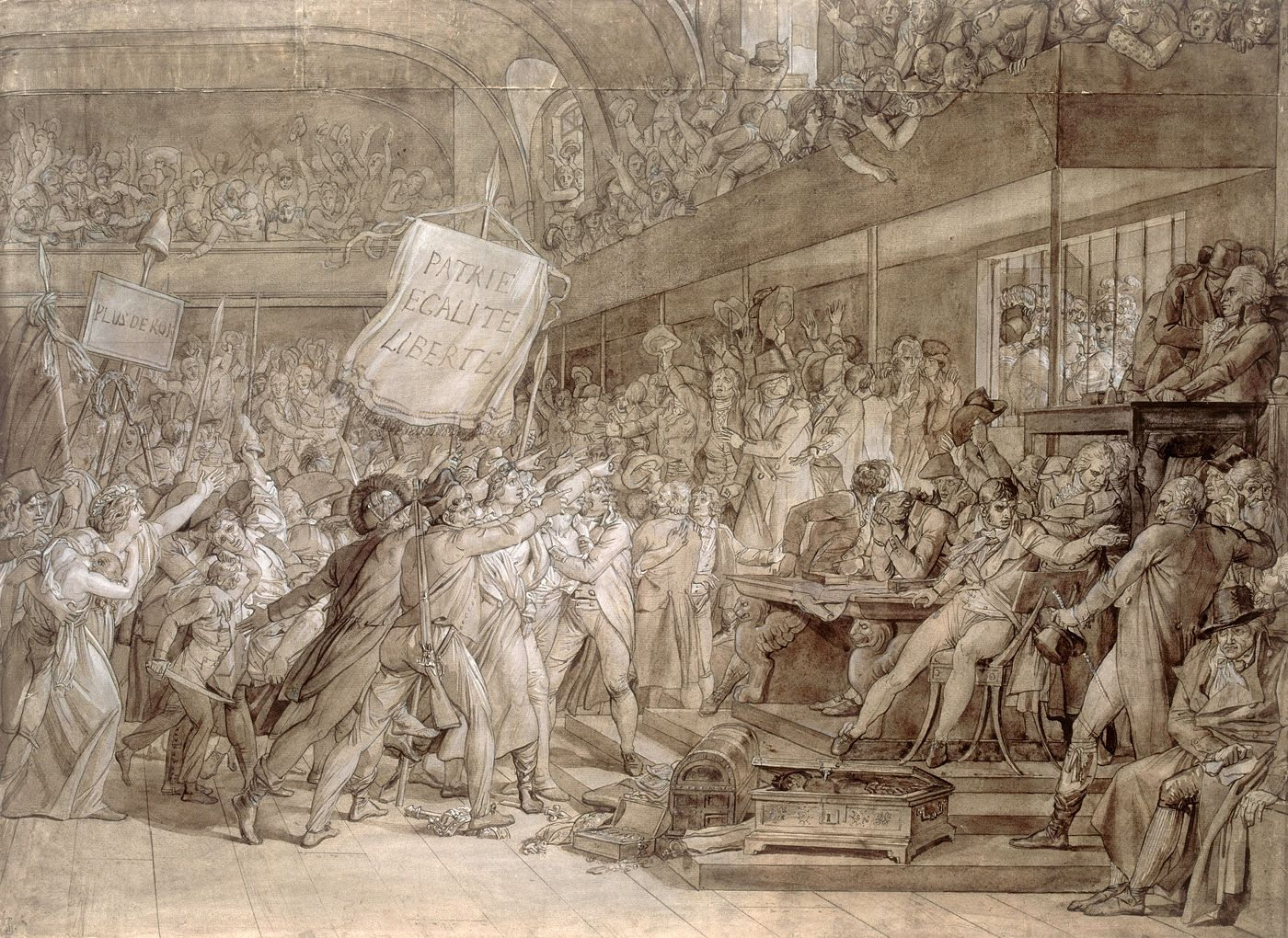
立法議会になだれこむ民衆。こうして議会は王権停止、審議会の召集を決定した。

8月10日、パリのセクション代表が事前に蜂起コミューンを組織し、パリ国民衛兵とマルセイユやブルターニュから上京していた連盟兵を従えてテュイルリー宮殿を攻撃した。パリの民衆は「ラ・マルセイエーズ」を熱唱しながら突撃し勝利する。蜂起側の戦死者だけで400名を超えつつも、彼らは貴族軍人を虐殺しながら宮殿を占領していった（8月10日事件）。
戦闘が終わると群衆が議会を囲み、王権の停止と普通選挙による国民公会の招集が要求され、立法議会はその圧力に屈した。8月10日で敗北したものは、フイヤン派のブルジョワジーと自由主義貴族、合流した地方貴族だった。彼らは旧体制に対する寄生性が強く特権的な立場にあり、領主でもあった。

### 九月虐殺
8月11日、議会は6名の大臣からなる執行評議会を選出した。司法大臣にはジョルジュ・ダントンが、内務大臣にはジャン＝マリー・ロランが選ばれている。翌12日、パリのコミューンは祖国愛をかきたてるため、各県に代表議員を派遣することを決定した。13日には、議会が国王一家をリュクサンブール宮殿に住まわせようとしたのに対し、パリのコミューンは監視付きでタンプル塔に監禁することを要求し、これが実現された。
9月に入るとオーストリア軍・プロイセン軍がパリに入れば、逮捕されている反革命容疑者が革命派の殺害にのり出すという噂が広まった。そして9月2日、武装した群衆が監獄に押し寄せ、形だけの裁判をして死刑判決をくだした者をその場で殺害し始めた（九月虐殺）。虐殺は5日まで続き、犠牲者は総計して1300名弱と見積もられている。不安を取り除いた住民は、武器を取って志願兵となり、前線へと赴いて行った。
この事件は、形式上は裁判と処刑という体裁がとられている。民衆にとってはこれまでもあった、しかるべき当局に代わって住民自身が処罰に乗り出すというかたちであり、またサン＝キュロットの主張する直接民主制のもとで主権者たる人民がみずから主権を行使した結果だった。九月虐殺に関して、司法大臣ダントンが、大臣として事件に介入して虐殺を止めるべきだったとして主にジロンド派から非難されている。

### ヴァルミーの戦い

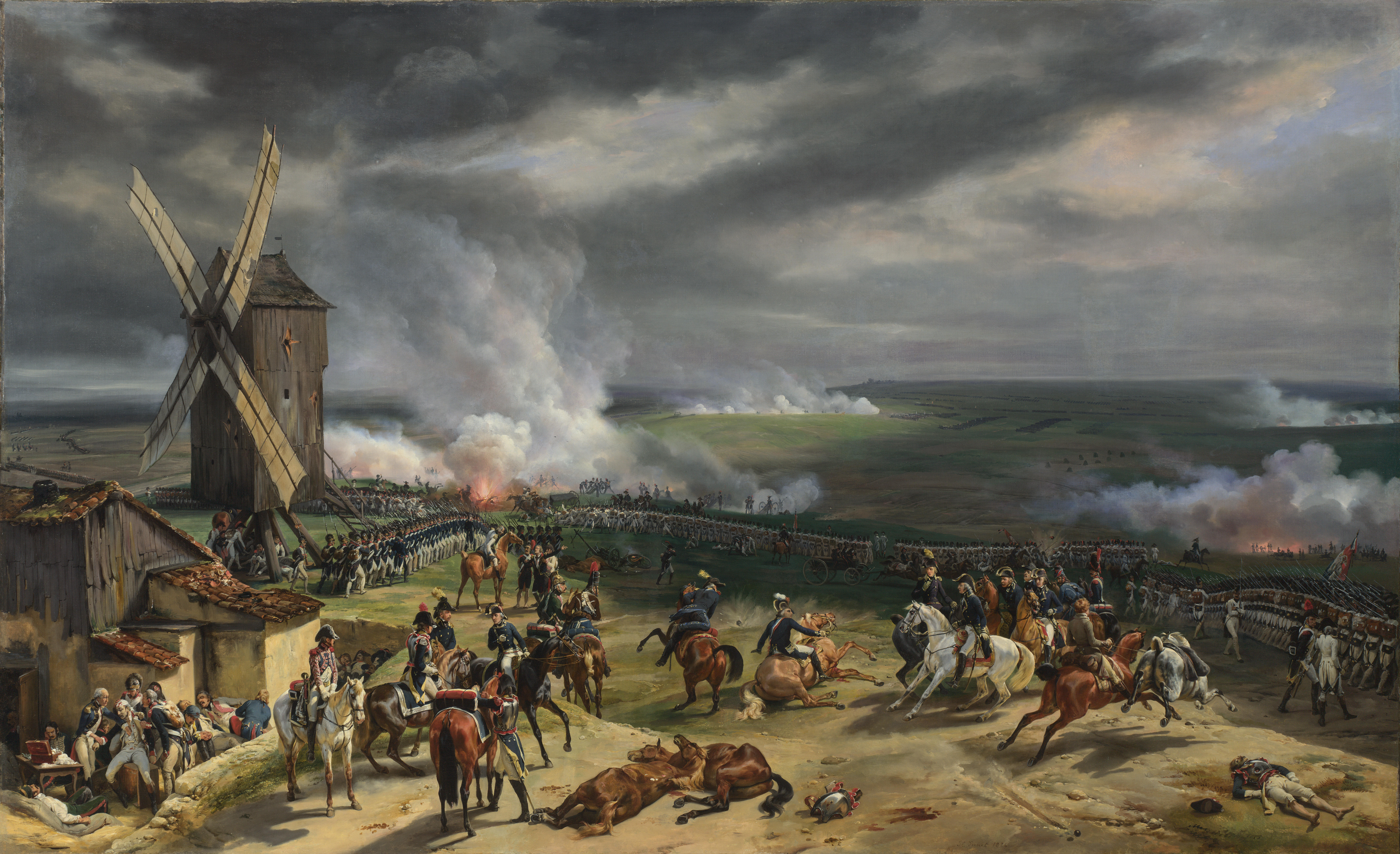
『ヴァルミーの戦い』（1835年画）

義勇兵は前線に向けて出発した。義勇兵は連盟兵と呼ばれフランス各地から集まってきた者で、自費か誰かの費用で武装していたブルジョワの子弟だった。貧しい階層はブルジョワの費用で武装した「ブルジョワの傭兵」だった。特にマルセイユ連盟兵は裕福な家庭の子弟だった。義勇兵の出撃と並行して軍需物資と食料の強制徴発が立法議会によって行われ、義勇兵の装備が強化された。
9月20日、プロイセン軍とフランス軍がヴァルミーで戦った（ヴァルミーの戦い）。砲撃戦が中心で、フランス軍に300名、プロイセン軍に184名の死者が出たが、フランス軍は退却しなかった。両軍とも悪天候の中で野営を続けており、兵士の間では赤痢が流行っていたため歩兵での戦いを避けた。戦線は膠着し、慣習に従って交渉が行われ、その結果として同月30日にブラウンシュヴァイクは自軍に退却を命じている。フランスの議会はこれを「ヴァルミーにおけるフランス軍の勝利」として大きく喧伝した。九月虐殺の後にパリから駆け付けた志願兵は、実際には戦闘準備が整わず会戦に参加していなかったのだが、議会のプロバガンダにおいては「祖国防衛の意思に燃えた志願兵を前にして、プロイセン軍は退却した」ということになった。そして、このような勝利をもたらした議会は、パリのコミューンの影響力を押し戻し、ある程度の正当性を回復したのだった。

## フランス第一共和政

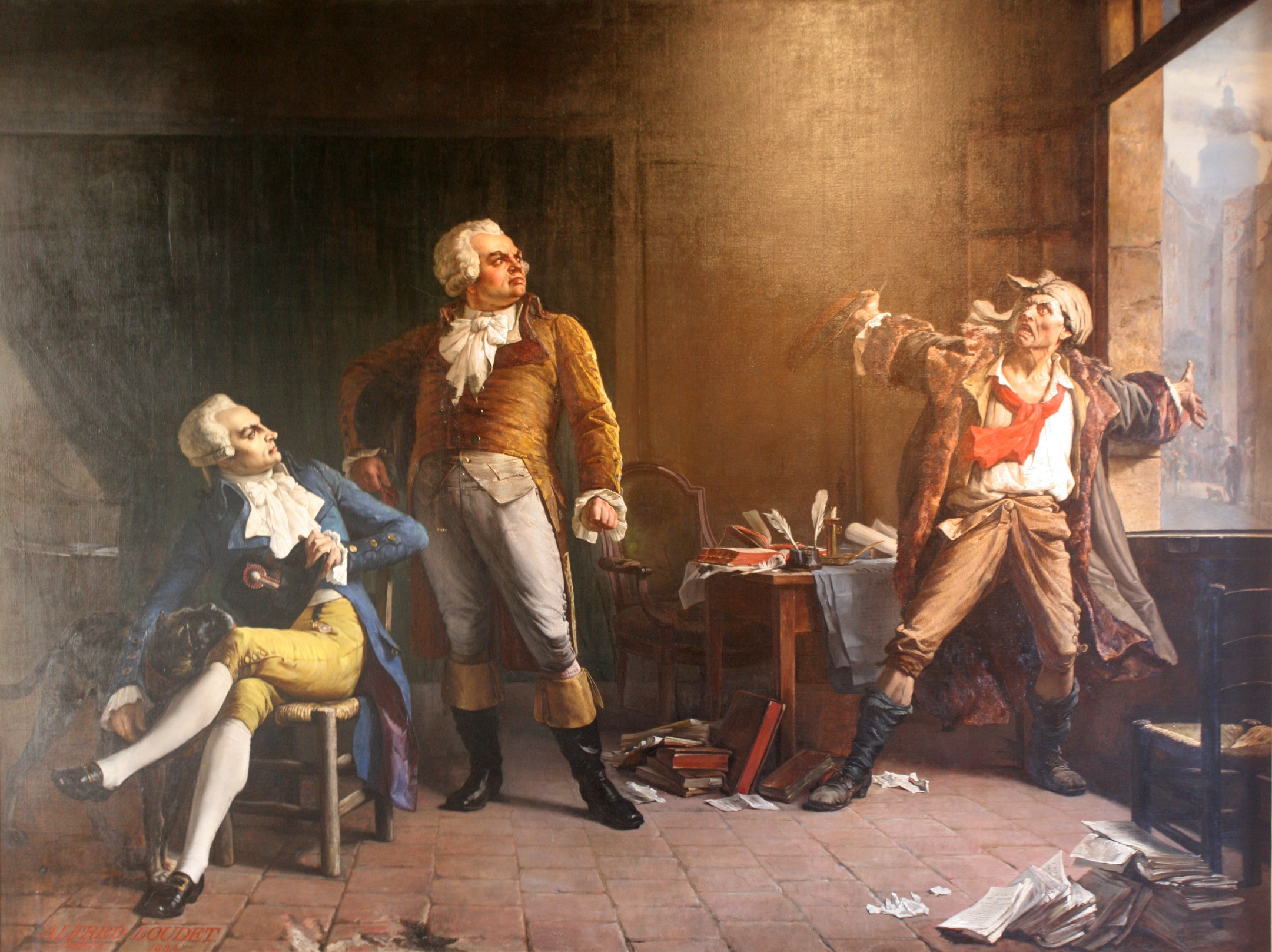
この頃の山岳派はロベスピエール、ダントン、マラーなどが中心だった

アンシャン・レジーム期において、共和制は否定的に捉えられていた。モンテスキューもルソーも、共和制は都市国家にはふさわしくても、フランスのような大国には向かないと考えていた。アメリカ合衆国という共和制のモデルが紹介されてもいたが、それでもこれは新しい国だから可能だったのであって、フランスのように中世以降の伝統やしがらみのある国には適用できないと考える者もおり、共和制はすぐに受け入れられはしなかった。
1792年9月21日、新たに召集された国民公会は、その最初の会合で「王政はフランスにおいて廃止される」と宣言した（フランス第一共和政）。　国民公会の全議員749名のうち、9月にパリに到着して議会に出席したのは387名。そのうちの四割が立法議会から引き続き議席を得た者で、この者たちが議会をリードしていた。つまり直近の1年間の激動を議員として見てきた彼らが、フランスの共和制を支持するようになったのだった。

### 国王裁判

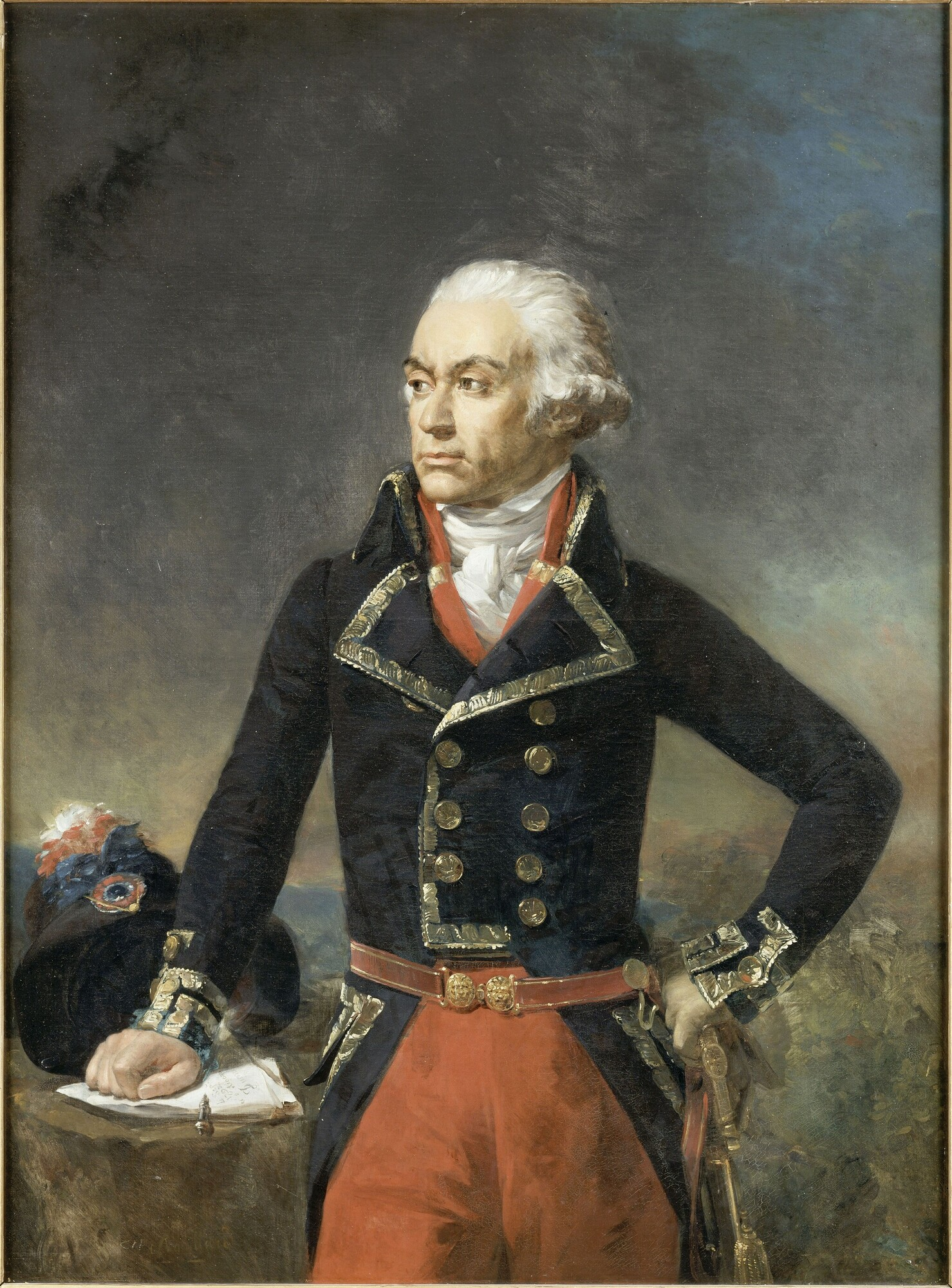
デュムリエ将軍の肖像画。ジャン＝セバスチャン・ルイヤール（フランス語版）作（1834年）

ヴァレンヌ事件以来、国王の人気は地に墜ちていた。8月10日事件で国王と武力で対決したパリの民衆層にはルイ16世に対する感情的な反発が強く、地方のジャコバン・クラブからも国王批判が寄せられていた。また、国王の地位と権威の回復を主張すること自体、革命に反対する諸勢力を糾合する大義名分になり得る可能性があった。

それでも国王を処刑すると保守的勢力と妥協し、立憲君主制に戻って革命を終結させることができなくなる上、未知の共和制に祖国を賭けることになるため、パリの民衆運動に対する警戒心が強いジロンド派はためらった。そして裁判を中止させようとする議員もいたのだが、同月20日にテュイルリー宮殿の鉄戸棚から、宮廷が亡命者と連絡を取り合ったり、ミラボーを買収したりしていたことを示す書類が押収された。

ルイ16世の処刑

投票は翌1793年1月に行われた。投票議員全員がルイ16世を有罪とし、国民投票は否決された。傍聴席にはパリの民衆がいて、うかつに口を開けば命にかかわりかねない状況での投票だった。
721名中387名が「無条件の死刑」に投票し、334名が「その他の刑」に投票した。前者のうち26名はマイユ条項という、死刑票がその他の票を上回った際に、刑の執行延期についてあらためて議論するという付帯条項付き。後者のなかに執行猶予付き死刑が含まれ、これが46名だった。

ルイ16世はその死によって、政治的失敗や悪化したイメージを忘れ去られ、犠牲者・殉教者としてのイメージを纏い始めた。これは様々な立場から革命に反対する人々をひとつにまとめるための核として作用することにもなった。

### 戦争の進展と徴兵問題
シャルル・フランソワ・デュムリエ将軍が率いる北部方面軍がジュマップの戦いで勝利し、間もなくベルギーを占領した。12月15日にはフランス軍指揮官が占領地でとるべき施策を示した法令と、フランスは進出した土地で暴君を追放するとともに身分制や封建的諸制度を廃止することを諸国民に訴える宣言を採択した。この後、ベルギーでの教会財産の没収は人々の反感を買い、フランスからの離反を招いた。さらにオランダをうかがおうとしたところ、英蘭両国が反対の姿勢を示したため、フランスは2月1日、二国に対して宣戦布告し、オランダ侵攻を開始している。
これに応じてイギリスのピット首相はヨーロッパ各国に呼びかけて第一回対仏大同盟を組織する。これによって、スイスとスカンジナヴィア諸国を除くほぼすべての西欧諸国を敵に回すことになった。戦線の拡大は人員・食糧・兵站・軍備などあらゆる点で困難を予想させたため、国民公会は全国的徴兵30万人募兵令を決行した。

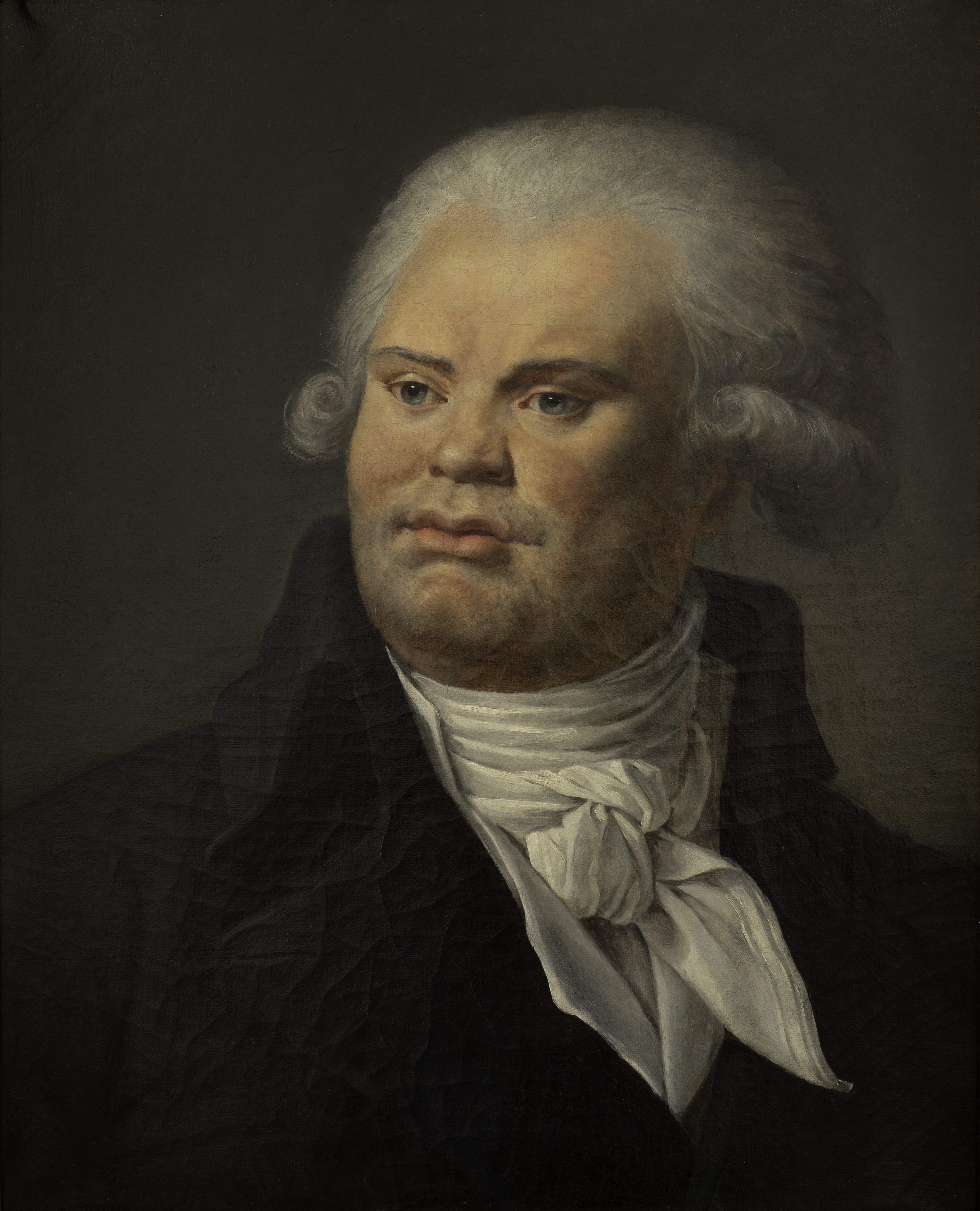
ジョルジュ・ダントン。コルドリエ・クラブのリーダーのひとりである一方で、革命前から王室との付き合いもあった

30万人募兵令は内乱を呼んだ。フランス全国の農民がイメージしていた革命はもっと平和なものであり、現実の革命は彼らの期待を裏切るものだった。更に、国民衛兵や行政担当者といった革命に好意的な人々は徴兵の対象から外れており、革命を守る意欲がある者はすでに志願兵になっていた。こうして各地で反乱が発生する。特に3月11日に発生したマシュクールの虐殺（フランス語）はヴァンデの反乱に発展した。
この時期のフランスが崩壊しなかったのは、諸外国が互いに張り合い牽制し合ったおかげだった。イギリスはフランスが立憲君主制もしくは穏和な共和制になることを望んでおり、絶対王政の復活を恐れてブルターニュ地方への反乱への援助を控えた。また、フランス本国への進出よりも、フランス海軍の弱体化、コルシカの占領、植民地の奪還を目指す方を優先した。ロシアとプロイセンは1月23日に第二次ポーランド分割を行ったが、オーストリアはここから締め出されて、その代償を求めており、いずれもフランスに強い関心はなかった。
また、半年後に起こる革命政府の時期に重要な意味を持つ政策がこの頃とられた。3月9日には30万人募兵令の施行を監督するため、全国の県に派遣議員が送られた。翌10日には、ベルギーでの戦況が反転したとのニュースを受け、ジロンド派の反対を押し切って「特別刑事裁判所」がパリに設置される。これは後に革命裁判所と呼ばれるようになるもので、革命に対して陰謀を企む者を裁くのが目的だった。この議案に対しダントンは、「もし当時（九月虐殺の頃）において裁判所が存在していたら、あの日々に関してしばしば手ひどく批判される民衆といえども流血を引き起こさなかっただろうと。（中略）先人の失敗から学ぼう。立法議会がしなかったことをしよう。民衆が恐ろしいものにならないよう、我々が恐ろしいものになろうではないか」と述べている。

### ジロンド派の追放

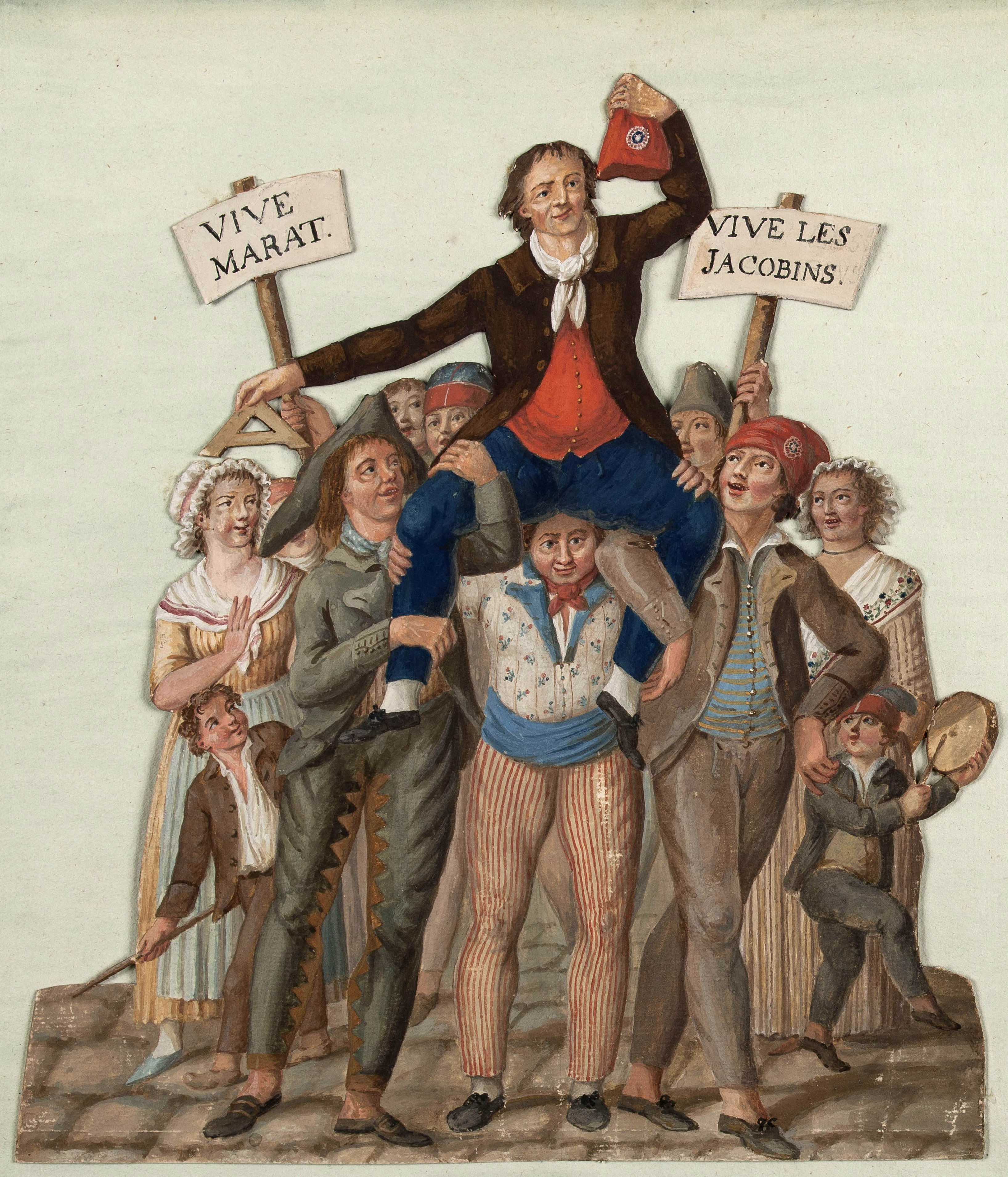
釈放されたマラーは民衆の歓喜で迎えられた

ジロンド派も山岳派も元は同じジャコバン派であり、そもそもこの時期は近代的政党などなかったのもあって、両派に大差はなかった。しかし政治的権利の平等や共和国の一体性との関連でパリの位置づけが問題になる。ジロンド派は首都とはいえ一都市にすぎないパリが、それ以外の地域より強い政治的影響力を持つのは不平等であり、一体性を乱すものと考え、パリおよびパリ選出の議員とりわけロベスピエールとマラーを敵視した。ジロンド派は、パリの特殊性を認めることがフランスの分裂をもたらす連邦主義であると考えたのに対し、山岳派はパリの影響力をフランス全体の83分の1（フランスは83の県に分かれていて、パリはそれ自体で一つの県とされた）にしようという主張こそ首都のリーダーシップの元でフランスの一体性を否定する連邦主義と考えた。

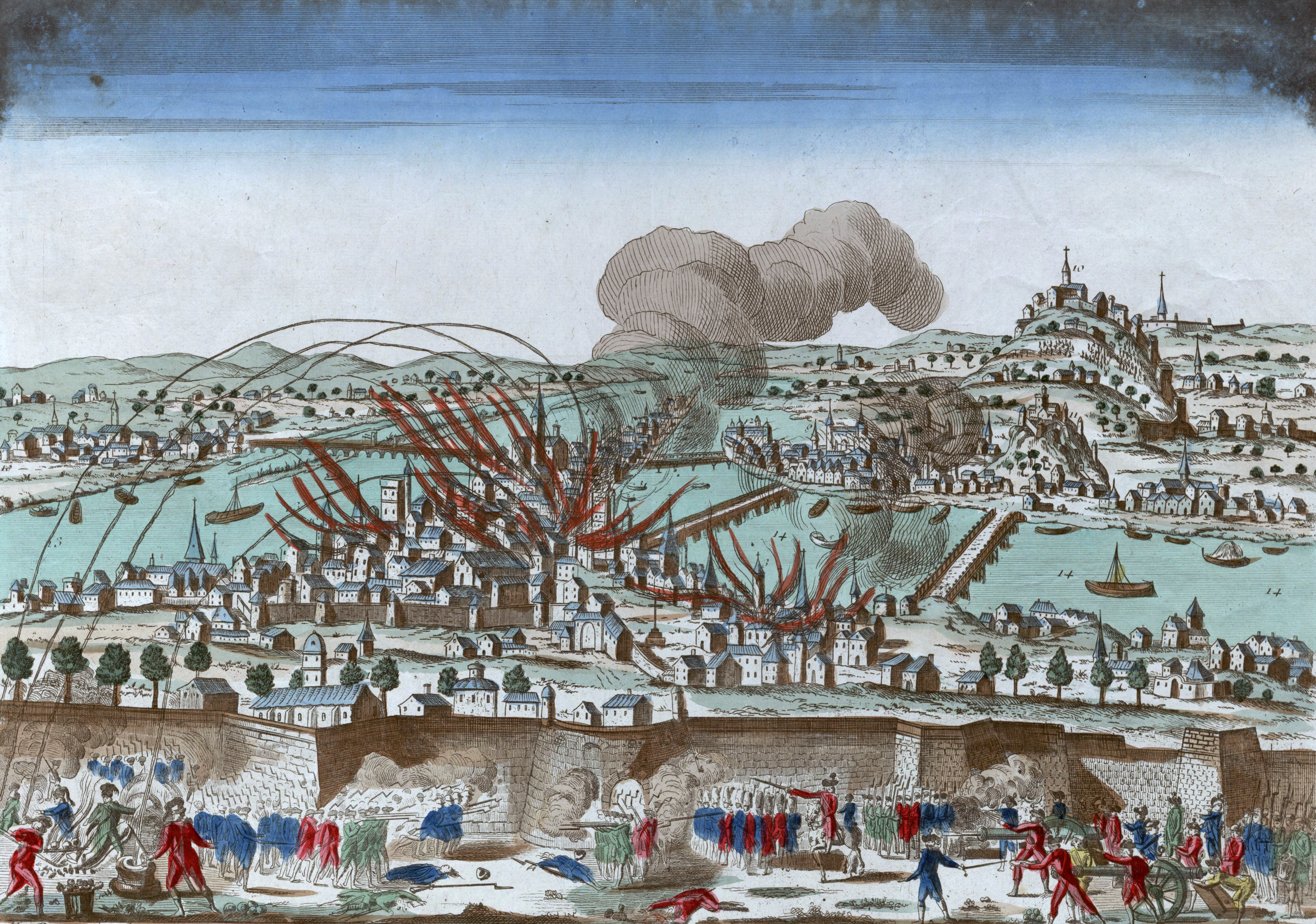
リヨンの反乱。「連邦主義」とはいうものの、実際に反乱を起こしたすべての地域がそういった主張を掲げていたわけではなかった。

3月18日、デュムリエ将軍はベルギーのネールヴィンデンで敗北。幕僚やルイ＝フィリップとともに逃亡し、オーストリア軍に投降した。デュムリエ将軍はジロンド派に近い存在と見られていたので、これはジロンド派にとって不利に働いた。パリのジャコバン・クラブでは国王裁判の際に人民の批准を求めた議員の資格の剥奪を要求した。また、軍事上の危機に直面して民衆層の動揺も増したため、それに対応するため4月11日にアシニア紙幣の強制流通が決められ、5月4日にはパリの民衆の要望を受けて穀物最高価格法が作られ、同月20日には富裕な市民に対して総額10億リーヴルの公債の強制割り当ても決定された。さらに、物価高騰を止めるためアッシニアの価値を維持し、増発されたアッシニアを流通から引き上げるのを目的とした政策として、貴金属売買の禁止、アッシニアの強制流通、アッシニアと競合する手形・株などの証券の取引禁止、累進強制公債（革命税）などの政策が議論された。

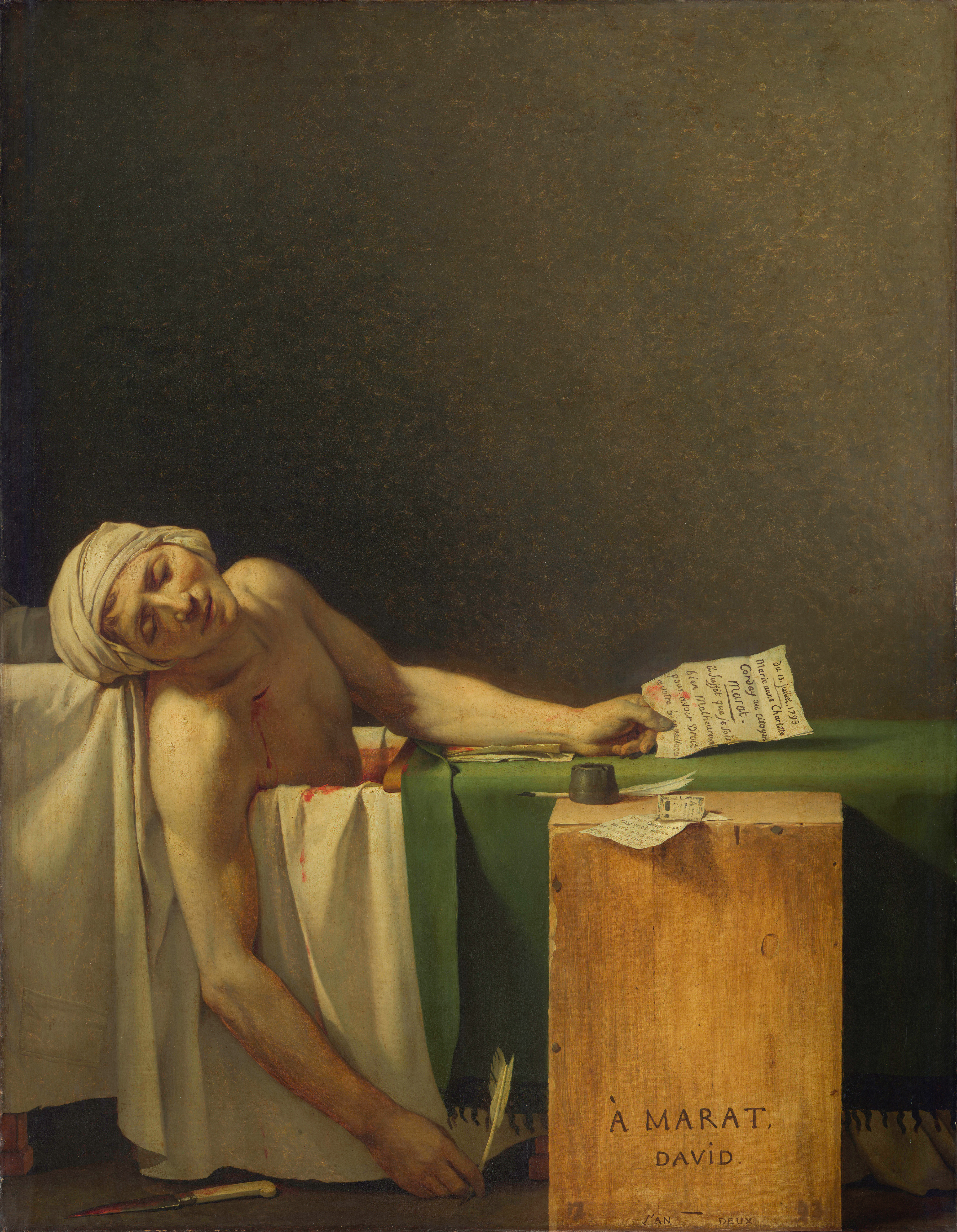
ジャック＝ルイ・ダヴィッド作『マラーの死』。新古典主義の傑作であり、その見事さはマラーのパンテオン入りにも影響を与えた。

不利な立場におちいったジロンド派は反撃に出て、マラーがジロンド派大臣の罷免を要求したのを受け、同月12日に国民公会でマラーの逮捕を要求する。革命裁判所がマラーを無罪放免にし、彼は国民公会に復帰した。15日にパリの35のセクションがジロンド派議員22名の資格停止を要求したが、国民公会は拒否。20日の選挙では委員全員にジロンド派が選ばれ、エベールとヴァルレを逮捕する。25日にコミューンは国民公会にエベールの釈放を要求したが、ジロンド派である議長が拒否した。26日、マラーはジャコバン・クラブでジロンド派に対する蜂起を訴え、ロベスピエールも同調する。27日と翌月2日、サン＝キュロットと国民衛兵は国民公会に侵入した。国民公会は蜂起民の威圧の元で、ジロンド派議員29名と2人の大臣の逮捕を決定した。
地方における運動をなだめるため、ジロンド派追放は正当であると示す必要があった。そもそも国民公会は1791年憲法に替わる新たな憲法のために召集されたため、憲法制定を主導する者が半ば必然的に正当性を持つ。山岳派は急ピッチで憲法を仕上げる必要性に迫られ、エロー・ド・セシェル（フランス語版）が中心となって憲法案が練り上げられ、6月24日に議会で採択された。これが1793年憲法だった。人権宣言を全文に据え、成人男性による直接普通選挙、人民投票の導入による世論の国政への反映を保証しながら圧制に対する蜂起権も認められ、教育の刷新や社会権も明記されたこの憲法は圧倒的な支持を得て国民投票でも可決されたが、平和の到来まで施行が延期されるということになった。

### 連邦主義の反乱
当初、ジロンド派議員に対する監視はゆるく、何人もが地方への逃亡に成功した。そしてパリ民衆の非合法な介入に対抗するため、山岳派の決議の無効を訴えるため、元々パリの民衆や山岳派の対応に不満を持っていた地方の民衆の力を借りた。結果、各地で連邦主義の反乱（フランス語）と呼ばれる反乱が勃発した。その中にはリヨンの反乱も含まれる。

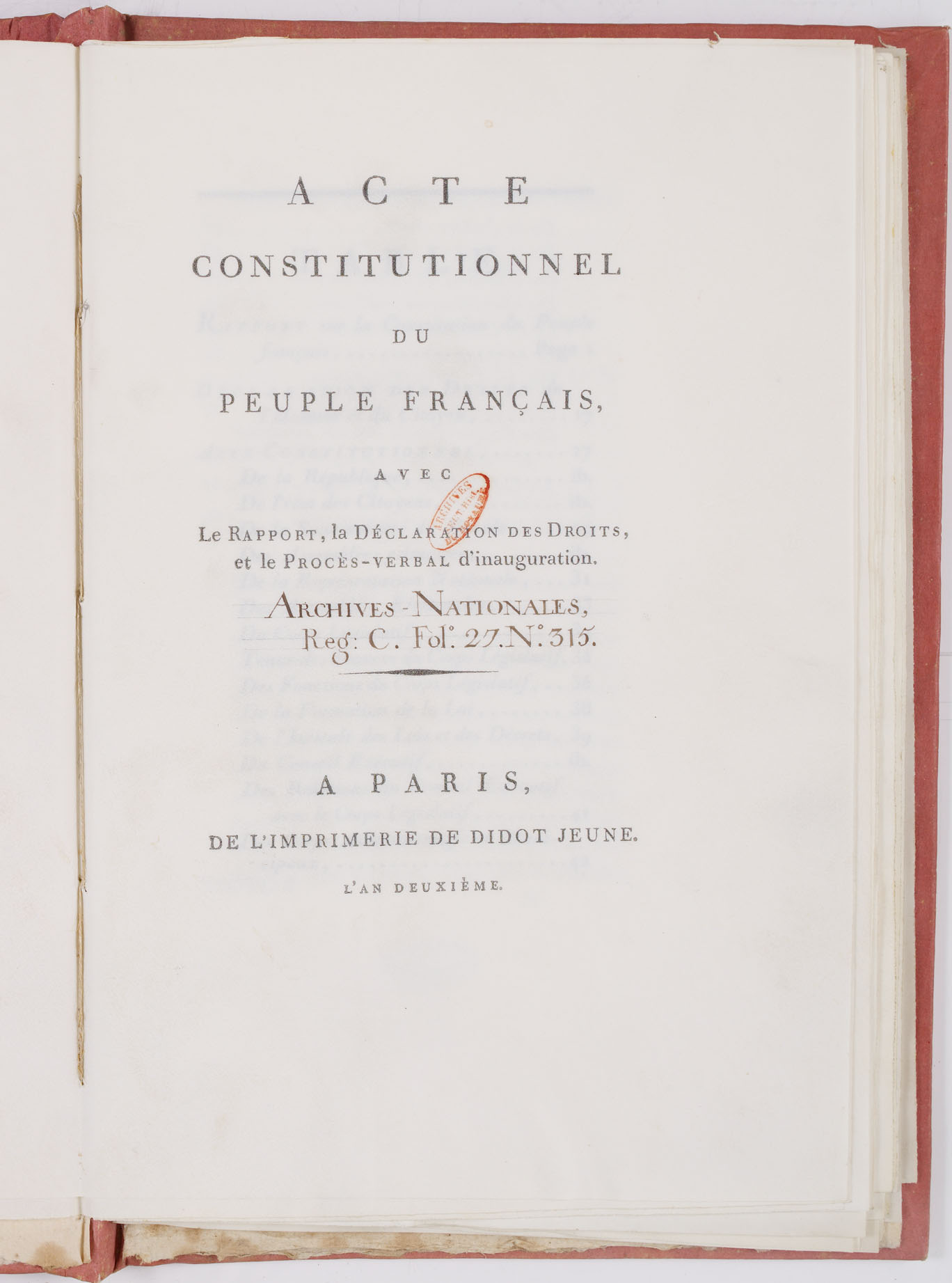
1793年憲法、歴史学者山﨑耕一は、国民公会はこの憲法を実際に執行するつもりだったのかと疑問視している。

7月13日、マラーが暗殺された。連邦主義の反乱を受けてシャルロット・コルデーが彼の暗殺を決意し実行したのだったが、議会と民衆運動の接点に立っていたマラーが亡くなったことで人々は祖国の敵は身近に潜んでいると受け止め、反革命容疑者逮捕と処刑、反革命弾圧にさらなる推進力が与えられた。じきに連邦主義の反乱は王党派の影響下に入り、8月27日から翌日にかけて港をイギリスとスペインの艦隊に引き渡され、公安委員会はこのことを国民公会に報告しなかったが、後日エベール派のビヨー＝ヴァレンヌにこの事を非難され、エベール派の指導者に率いられたサン＝キュロットが国民公会に押し寄せている。これにはエベール派議員のビヨーとコロー・デルボワを公安委員会に迎えるとともに、サン＝キュロットのもう一方のリーダーである過激派（アンラジェ）のジャック・ルーを逮捕することで場をしのいだ。
後に恐怖政治が始まると、21名のジロンド議員は10月31日、革命裁判所の判定に従って処刑された。マラーの暗殺以降、人々の間で危機意識が高まり、その裏返しとして処罰の意思の強化がなされた結果だった。

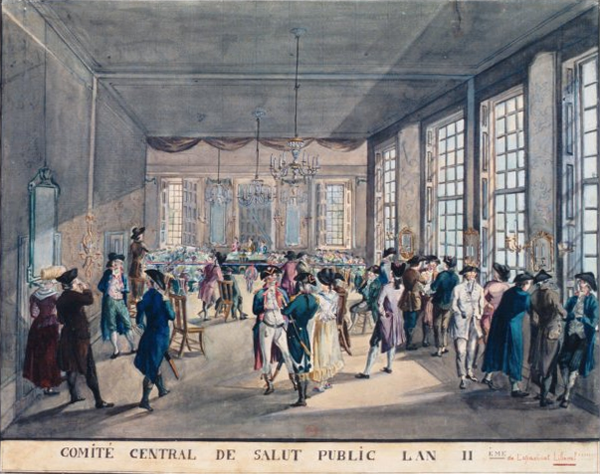
共和暦2年の公安委員会の様子。補佐役はいたが、実際にこの頃メンバーだったのは12名で、仕事は1日15時間から18時間だった。

### 革命政府
国内の混乱に対処するため、政府は臨時行政会議と呼ばれる内閣を組織し、公安委員会がその内閣を監視指導した。保安委員会は公安委員会から独立した警察権力を発動した。公安委員会と保安委員会はジャコバン・クラブを背景に持つ国民公会の山岳派議員が大多数を出した。また平原派は財政委員会を担当し、個人や企業の契約に対して、国家の資金を支払うかどうかの決定権を持った。こうして公安、保安、財政の三委員会の権力ができた。7月27日にマクシミリアン・ド・ロベスピエールが公安委員会に迎えられた。メンバーは毎月再選され、公安委員には各々に管轄が決められており、1人に権限が集中することはなかった。
この頃に食糧不足が生じており、サン＝キュロット層からは食糧の価格公定や一般最高価格法（フランス語wiki）の要求が出ていた。これを受けて国民公会は8月9日に公共穀庫の設立を定めている。またよく8月10日に、王政転覆の一周年と新憲法の承認を祝う祭典がパリで開かれた際、ノートルダム寺院の外壁を飾っていた国王像などがアンシャン・レジームの象徴とみなされて破壊された。議会はこれを黙認したが、同じ日に祭典の一環としてルーヴル宮殿を美術館として開館し、文化財を保護する方針を示した。
当時の国民公会と公安委員会の最大の課題は対外戦争と内戦への対処だった。8月23日、議会で総動員令が採択される。同時に、翌24日には公共借入金台帳が作られてすべての債権者が登録され、利子の支払いが保証された。

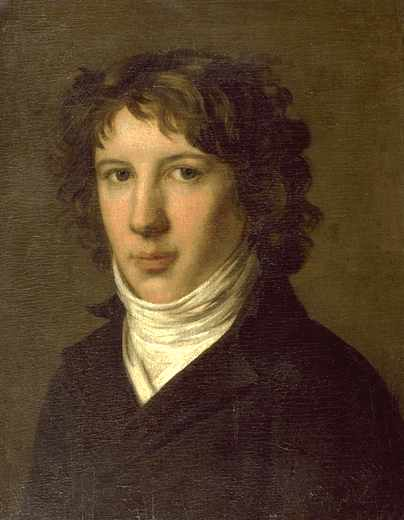
サン＝ジュスト。法学士の称号を持ちながらも国民衛兵隊長中佐だった彼は1792年、議員に当選した後、最年少で公安委員会の一員となり軍事を担当した。

対外戦争の開始以来、海外からの食糧輸入は途絶えた。連邦主義の反乱やヴァンデの混乱のため、西部の穀倉地帯からも食糧は十分に運ばれて来ず、情勢が見極められるまでは地方の農民も穀物を市場に出すことをためらう中で、軍には優先的に回す必要があった。そして1793年8月には、アシニア紙幣は額面の二割にまで下がる。
9月4日と5日にわたり、国民衛兵と群衆は国民公会を包囲し、いっそうの統制経済と食糧確保を迫った。国民公会はいくつかの措置をとる。同じ日のうちに革命軍が設立された。通常の軍隊ではなく、食糧の徴発を中心に国内の治安維持にあたるのが任務で、反乱を起こしたリヨンやヴァンデなどにも派遣された。また食糧問題ないし経済に関わる問題に対しては、7日に外国人銀行家の資産が没収され、11日には穀物の最高価格法による価格設定を全国一律に改定し、29日には生活必需品の最高価格を設けた一般最高価格法が制定された。10月の末になるとパンがなくなり、パリ・コミューンはパンの配給切符を実施し、他の都市も真似をした。品不足と食糧不足が起こった。そして治安維持もしくは反革命への対策として、17日に反革命容疑者法が作られた。
10月10日、サン＝ジュストの提案に基づいて、フランス革命政府は平和の到来まで革命的であることを国民公会が宣言し、恐怖政治の時代となった。

### 非キリスト教化運動
民衆層、とりわけパリの民衆は、本来の政治活動を制約されるようになったためキリスト教批判に目を向けた。フランス人の信仰心の希薄化は18世紀半ばから現れていたが、それがこの時期、とりわけパリにおいて暴力をともなう動きとなり、革命全体の進展に影響を及ぼしかねない状況に至った。聖職者市民化法が制定され、その遵守が聖職者に求められると、宣誓拒否聖職者が出現する事態となったが、彼らは王党派などによる反革命の反乱に結び付くことが多かったため取り締まりの対象になっていた。一方、宣誓聖職者は革命に協力的だがジロンド派と結びついていた者が多く、連邦主義の反乱を支持する傾向が見られた。1793年8月12日、司祭の結婚に反対する司教は流刑に処されることが決められ、9月18日には副司祭の地位が廃止された。

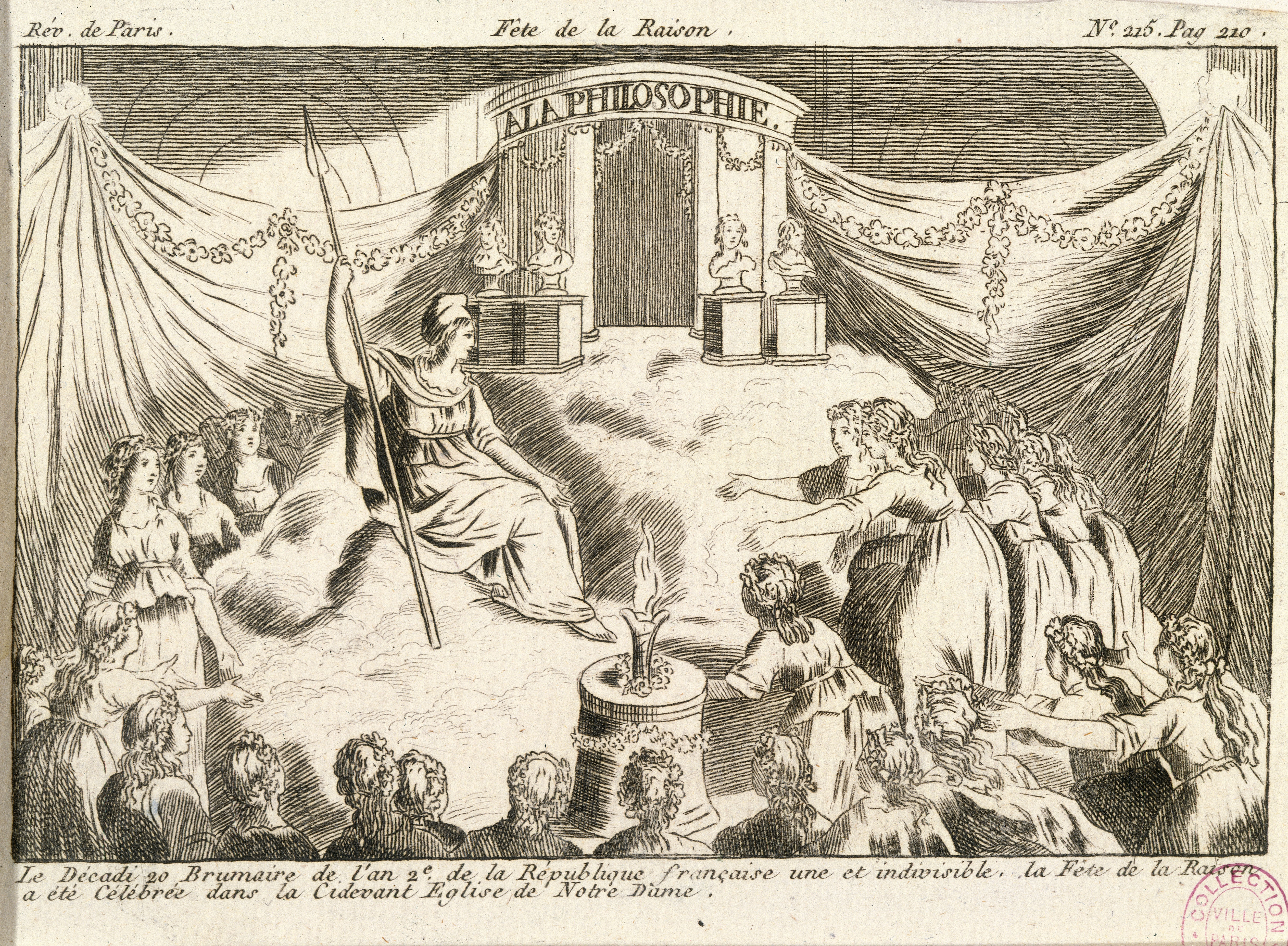
理性の祭典。登場した女性は女神ではなく、自由のシンボル。非宗教的・合理主義的な祭典だったのであり、女神を崇拝するような宗教的要素はなかった。

9月20日、共和歴が議会に提案される。フランスが共和制に入った1792年9月22日を元年元日とし、30日を一ヶ月、一年は12ヶ月と5日の閏年からなる暦だった。キリストの生誕ではなく共和国の生誕を基盤年とすること、創世記に基づく7日の週を廃止して10日の週をひとつのサイクルとすることで、キリスト教の影響を排除しようとしたものになる。各月の名前は詩人ファーブル・デグランティーヌ（フランス語版）が考案した。10月5日に議会で採択され、翌10月6日から使用が始まった。
11月10日、パリのコミューンがノートルダム寺院を占領して理性の祭典を挙行する。このあたりが下からの非キリスト教化運動の頂点だった。
11月21日、ロベスピエールがジャコバン・クラブで演説し、
- 理神論で、キリスト教にも寛容な自己の宗教思想
- サン＝キュロットとその背後にいるエベール派を規制する政治的必要
- 地方の農民は、革命支持者であってもカトリックの伝統には愛着があり、過激な非キリスト教化運動は農民を革命から離反させる恐れがあることなどから、カトリックには反対しながらも礼拝の自由は尊重すべきこと

を説いた。12月6日、国民公会は「礼拝の自由に反するあらゆる暴力や措置を禁止する法令を採択する。この頃から、政治状況全般が変化していく中で、非キリスト教化運動はしだいに下火になっていった。

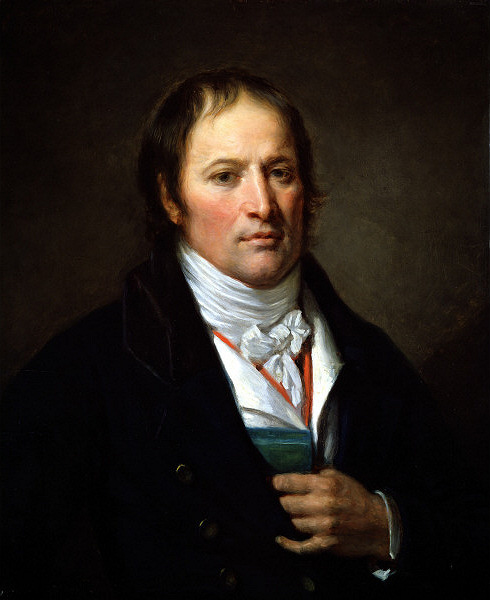
ビヨー＝ヴァレンヌ。フリメール14日法の原案を議会に報告した。ジェルミナルのドラマとテルミドール9日のクーデターについて後悔し、刑が終わった後はナポレオンが統治するフランスに帰るのを拒否した。

### 「外国人の陰謀」事件
10月半ばから、外国人の陰謀事件と呼ばれるものが明るみにでた。これはフランス革命によって廃止されたインド会社の清算をめぐって起きた大規模な汚職・横領事件とされ、外国人の銀行家も何人か関与していたためこの名がついた。この事件に関与した者としてエベール派とダントン派の名前が挙がった。
ロベスピエールは非キリスト教化運動と外国人の陰謀事件を結びつけ、双方の背後にエベール派がいることを意識していた。エベールはそれを理解した上で、パリの民衆に非キリスト教化運動をたきつけ、その圧力のもとにみずからの影響力を回復しようとしたのだった。一方嫌疑をかけられた仲間のため休暇をとり田舎に帰っていたところをパリに戻ってきたダントンは、ロベスピエールや公安委員会に合わせて無神論を批判することでエベール派を追求しようとした。

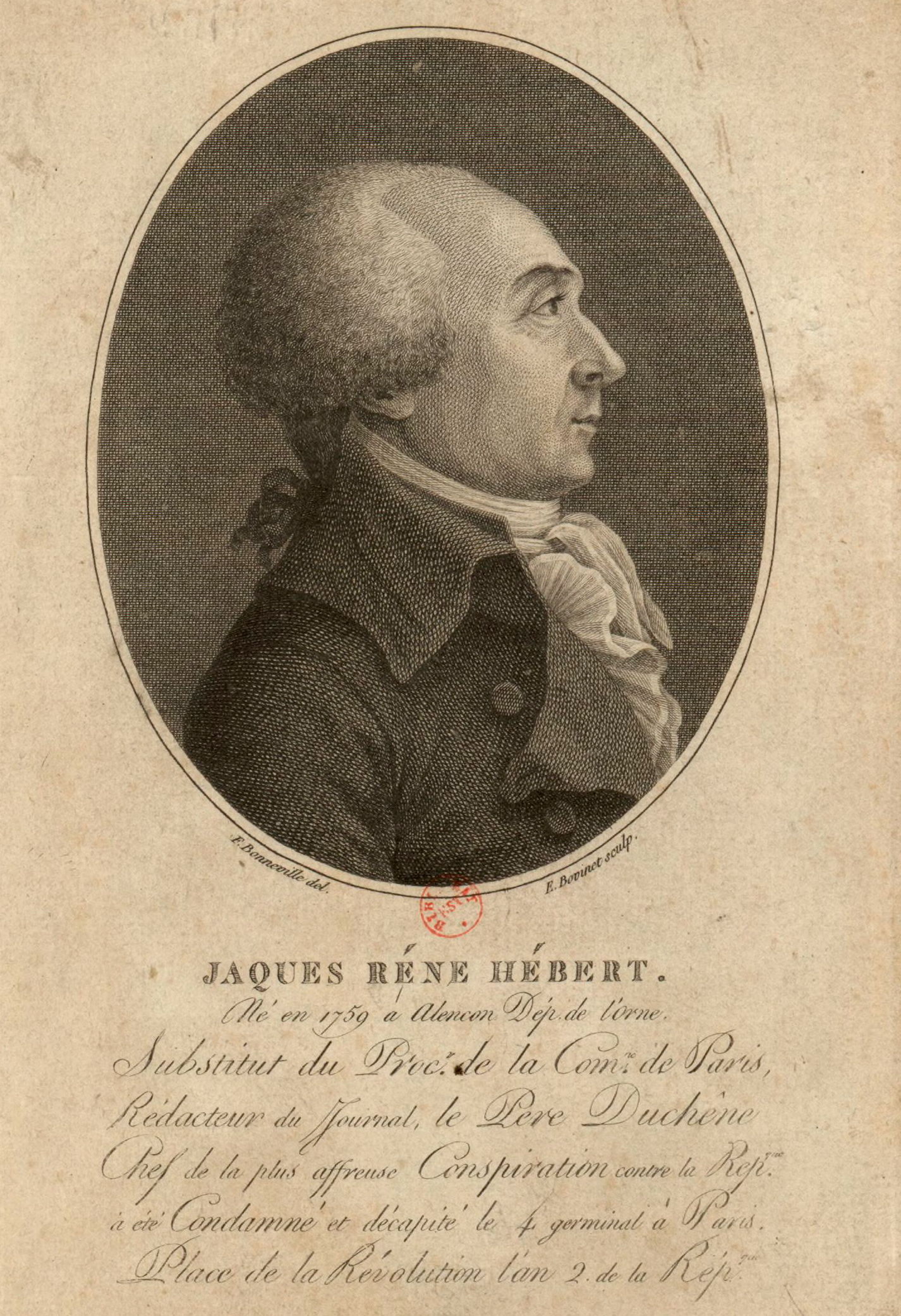
エベール。かつて、彼の新聞『デュシーヌ親父』は意図的に俗っぽい筆致で王を支持していたが、ヴァレンヌ事件、非常に急進的になっていった。

12月4日、革命政府の原理を定めるフリメール14日法（フランス語）が制定される。法律の解釈権は国民公会のみが持ち、国民公会以外の組織や個人が法の解釈や補足の名のもとに独自の布告や命令は出せない事などが定められた。この法によって、法律は「共和国法律公報（フランス語wiki）」によって全国の機関に送付され、受け取った機関はすみやかに法律を適用できるようになり、法を施行できる体制が整った。国家意思の形成が国民公会に一元化されるとともに、その意思が全国に一律で伝達され、施行される体制が整ったのだが、外国人の陰謀事件の影響で国民公会と公安委員会の実質的な統率力は低下していた。
翌日5日にはデムーランが、自身が発行した新聞で恐怖政治の中止を要求した。当時、ヴァンデの反乱は下火になり、無名だった頃のナポレオンが活躍したトゥーロン攻囲戦などにより内乱も対外戦争も落ち着きつつあったが、まだ完全に決着がついてはおらず、危機に対処するための臨時の緊急措置＝革命政府はまだ必要と考える公安委員会から見れば、デムーランの主張は裏切りに等しかった。
3月2日、エベール派のロンサン（フランス語）がコルドリエ・クラブで蜂起を呼びかけた。4日には他のメンバーがエベールの弱腰を批判し、それを受けて彼も蜂起を唱えたが5日、パリのコミューンはコルドリエ・クラブに従うことを拒否し、汚職事件に関わった腐敗分子とみなされたエベール派は24日に有罪判決を受けて処刑された。国民公会を信頼し、その措置を支持したからこそ対象を見放す動きは、後に起きたテルミドール9日のクーデター（ロベスピエール派失脚）でも見られるが、これは革命政府が国家機関を整備し、自分たちのみが正統性を持つ政治的権威の唯一の担い手たろうとした努力の成果であり、民衆は私的なリーダーの指示よりも法的・手続き的に正当な権威もしくは機関の決定のほうを正当なものとして受け入れる政治文化を身につけつつあったのだった。

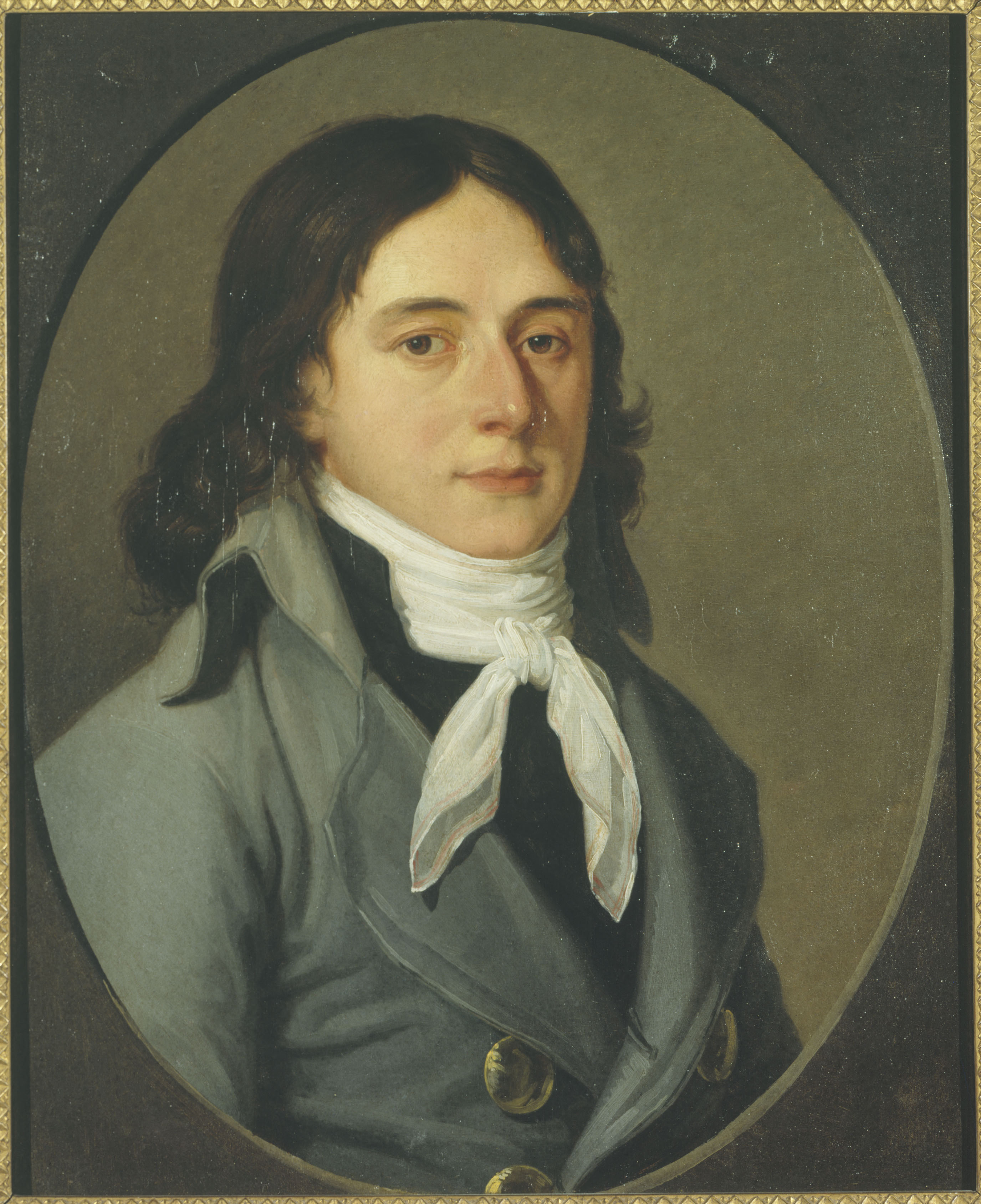
デムーラン。1790年、3年前から求婚していたリュシルと結婚した際には学友だったロベスピエールの他、ブリソやペティヨンが式の立会人を務めた。

3月29日、ダントン派およびデムーランの逮捕が決定され、5日に処刑された。これをジェルミナルのドラマという。ジロンド派の時はいったん議会から追放された後、連邦主義の反乱に参加したために処刑されたのだが、今回のエベール派とダントン派は現職の議員が裁判され、処刑されている。政治的に正当な権威を担うのは国民公会という組織であって、生身の人間ではなくなった。そして生身の議員は、議会を構成するメンバーでありながら「いつ自分に疑惑と容疑が向けられるか」という不安を抱かざるを得ない存在となる。この不安もまたテルミドール9日のクーデターに繋がった。

### 革命政府の再組織
革命政府もしくは恐怖政治とは、内外の戦争に効果的に対応するため採用された臨時の政治形態だったのだが、エベール派とダントン派の処刑によって政治の主導権を取り戻した公安委員会は1794年春から、革命政府が終わった後のことを視野に入れ始める。
1794年になるとフリュールスでの勝利などを受けてフランスは危機を脱し、安心感が出てきた。こうした頃にサン＝ジュストは、反革命容疑者の財産を没収して土地のない貧民に与えるための「ヴァントーズ法」を提案した。
4月1日、政府にあたる執行会議が廃止され、12の執行委員会が作られた。事実上は政府委員会が統治の中心であり、政府委員会の決定を執行する機関となった。同じ日に公安委員会の中に警察局が設置されている。同月15日、政府委員会に大きく権限を集中させる。公安委員会は単独で各種当局と役人を監視し、不正を行った役人を処罰する。また食糧委員会と軍への派遣議員は、公安委員会に事前の許可がなければ徴発を行えず、陰謀の被疑者はすべてパリの革命裁判所に送られることになった。さらに元貴族およびフランスの交戦国の人間はパリ、要塞のある町、港町には滞在できないことも決まった。
国民の言語であるフランス語への統一とフランス語教育の問題は1月からアンリ・グレゴワールやバレールによって提示されていた。4月11日、バレールが乞食の廃絶と貧民への扶助について国民公会で演説し、地方当局による助成金給付が定められた。また、1793年12月19日に初等教育に関する法令が定められていたが、年明けからこの法令の実施を目指した準備が各地で始まり、春頃から学校が開かれていった。

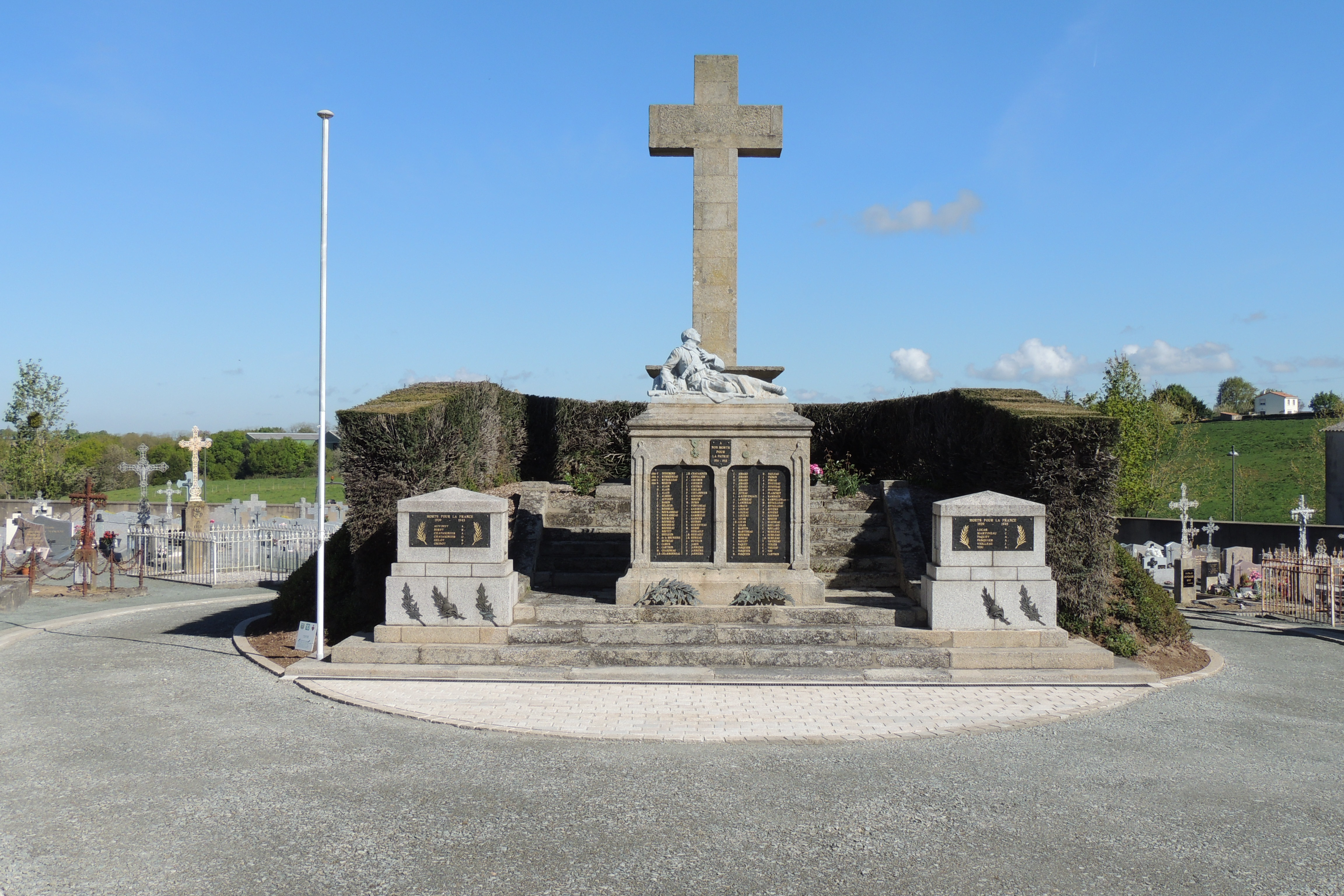
ゴーブルティエール（フランス語）にある墓地。ヴァンデ戦争の犠牲者も埋葬されている。

### 恐怖政治の犠牲者

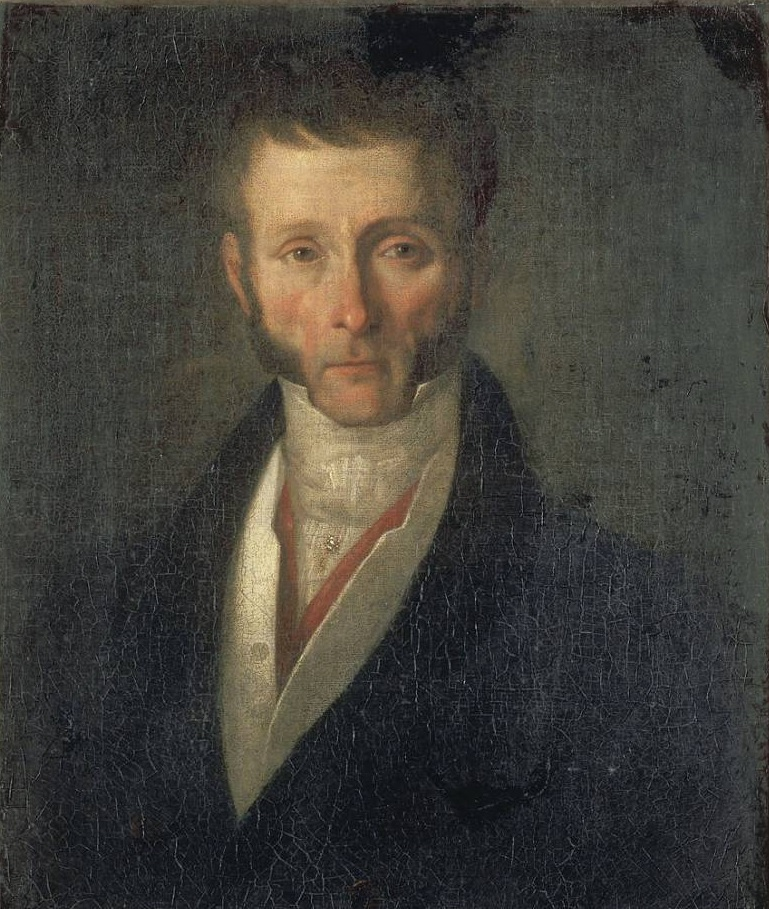
フーシェ。後に近代的な警察機構の創始者となり、「カメレオン」の異名をとるほど権力者に取り入りながら時代を生き抜いた。

ヴァンデの反乱は10月半ばには迷走状態になっていたが、12月3日にアンジェで敗れ、同月12日にはル・マンで壊滅的な打撃を受けた。さらに23日にサヴネで完敗すると反乱は分解し、分散した小規模なゲリラ戦に変わった。しかし鎮圧に向かった共和国軍はヴァンデの農民が話す方言を理解できず、反乱の意図も不明だったため、相手に対し同胞としての一体感・連帯感を感じにくい状態だった。また一口に共和国軍といっても部隊によって指揮官の政治的傾向には相違があり、サン＝キュロットからなる革命軍も参加していて、これらが時として競合関係にあったため、全体の統率はとれていなかった。さらに兵隊たちは自分たちの気に入る士官を選ぶ傾向があり、士官も兵士に迎合して、略奪や暴力行為を黙認する傾向があった。中央の議会にジェノサイドを行う意図はなく、8月1日にヴァンデ対策が論じられた際も、10月10日に革命政府が宣言された際も、住民の保護が指示されていたが、上記の理由もあり中央からの指示が混乱し、十分に届かなかった。1794年1月にテュロ将軍が率いた部隊は地獄部隊と呼ばれ、公安委員会が事態を把握するのは約1ヶ月後の話だった。1793年夏から翌年早春にかけてのヴァンデの死者は、共和国軍の戦死者も含めて20万人にのぼるとされる。
フランス全土で反革命容疑者として収監された者は50万人、処刑者は3万5000人から4万人と言われている。貴族たちは恐怖政治が始まる前に亡命している者が多かったため、処刑者の内訳は旧第三身分が8割を占めた。犠牲者は反革命運動が起きた地域や国境地帯に偏っており、これが90％になる。1793年11月、リヨンに派遣されたジョセフ・フーシェとコロー＝デルボワは復讐的措置としておよそ2000人を処刑。ナントに派遣されたジャン＝バティスト・カリエは2800～4600人をロワール川で溺死刑に処した。ジャン＝ランベール・タリアンはボルドーで、ポール・バラスはマルセイユとトゥーロンでそれぞれ処刑や徹底的な弾圧を行った。その背景としては、上記の理由で中央の公安委員会からのコントロールが機能しなかったことに加え、派遣議員と現地住民の間に地域的なトラブル（私的な遺恨や復讐など）が起き、それを抑制できなかったこと。ある程度は議員自身のサディスト的嗜好が働いていることなどが挙げられる。
パリでは、革命裁判所が設置された1793年3月10日から翌年6月10日までの14か月で1,251名に死刑判決が下された。一方で、内乱における反乱分子処罰のため地方に派遣された派遣議員はヴァンデの反乱やリヨンの反乱で弾圧を行った。ナントのサン＝キュロットがカリエに反対し抗議したため、公安委員会は他の議員を派遣して実情を調査・報告させた。1794年1月にバラスとフレロンが、2月にカリエが、4月19日には一挙に21名の議員がパリに呼び戻された。5月8日、公安委員会が、県革命裁判所の廃止を再確認するとともに、地方の革命委員会（革命裁判所に相当）を原則として廃止する。以降、それまで地方が担当していた裁判のほとんどがパリ革命裁判所の管轄となった。パリ革命裁判所の仕事が増えたため、その拡充と裁判の効率化・敏速化が求められた結果、プレリアール22日法が採択されると必然、全国的には処刑の数は減った分だけパリでの処刑者数が増え、その数は6月10日から7月28日までで1,376名にのぼった。

### 最高存在の祭典

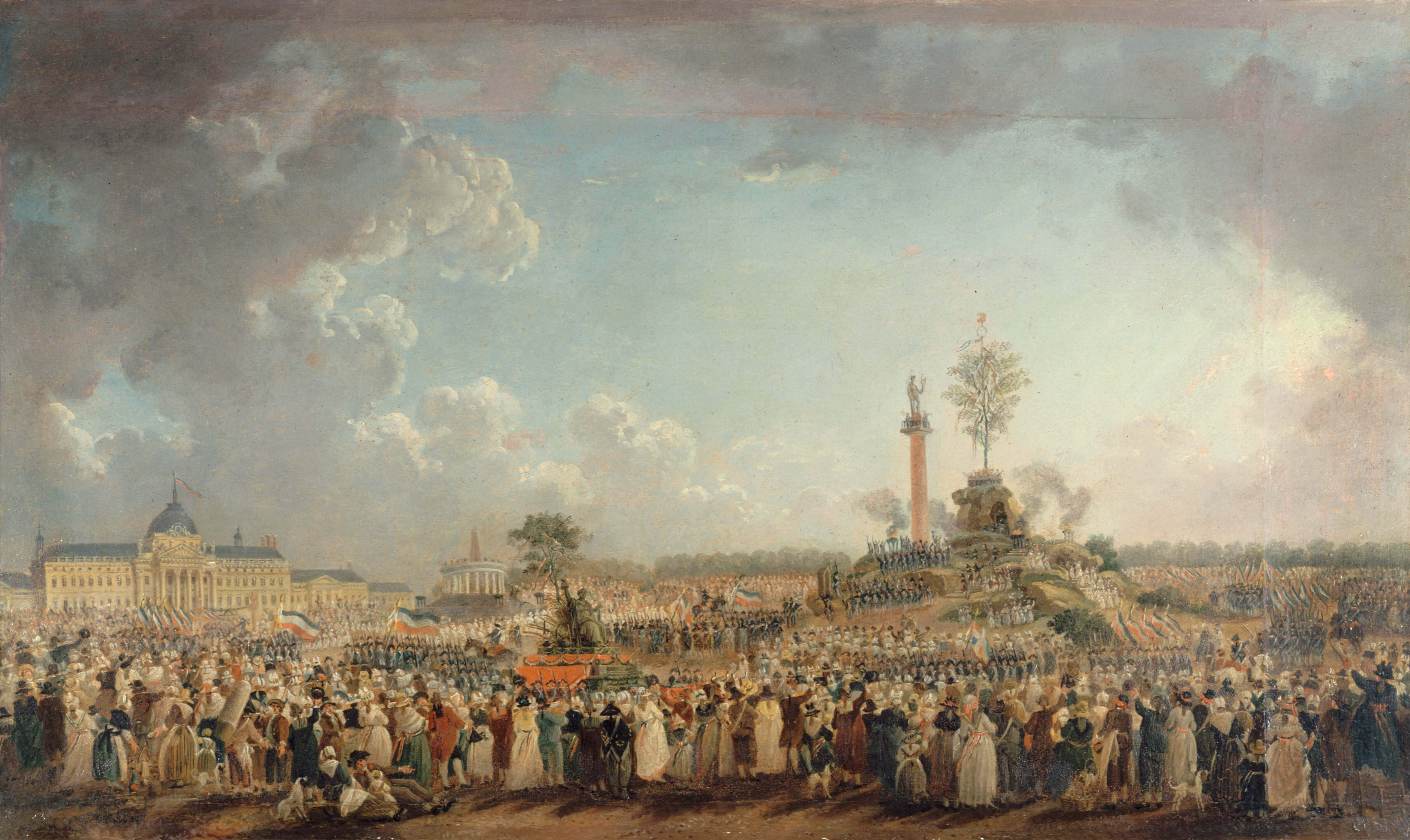
最高存在の祭典。ダヴィッドが演出を手掛けたものであり、革命に熱狂していなかった市民が「この祭典の美しさには何ものも及ばない」と書き残したほど見事なものだった一方で、祝賀ムードが明らかに欠けており、サン＝ジュストは「革命は冷え切ってしまった」と懸念した。

エベール派主導で行われた非キリスト教化運動は国民の間に分裂をもたらしていた。その傷を修復するとともに、革命の理念を宗教的にアピールするため企画されたのが最高存在の祭典だった。最高存在とは、理神論が考えるキリスト教とは距離を置いた神であり、この神への信仰が国民の宗教感情を満たすとともに、革命と共和政の原理である徳を生み出すことが期待されていた。ちょうどこの時期、国民公会の議長を務めていたロベスピエールがこの祭典を主宰した。単に議長の職務として務めただけだが、これ以前に複数回にわたり革命政府の原理について演説したロベスピエールが祭典を主宰したことは、彼が革命政府の主導者、もしくは革命政府そのものであるかのような印象を人々に与えた。
一方、呼び戻された派遣議員たちは、自分たちが公安委員会の不興を買っていることは自覚していたが、単に召還されただけなのか、職務義務違反で裁判されることになるのか、裁判されたらどのような刑を宣告されるのか、まったく見当がつかないまま議案疑心に陥っていた。

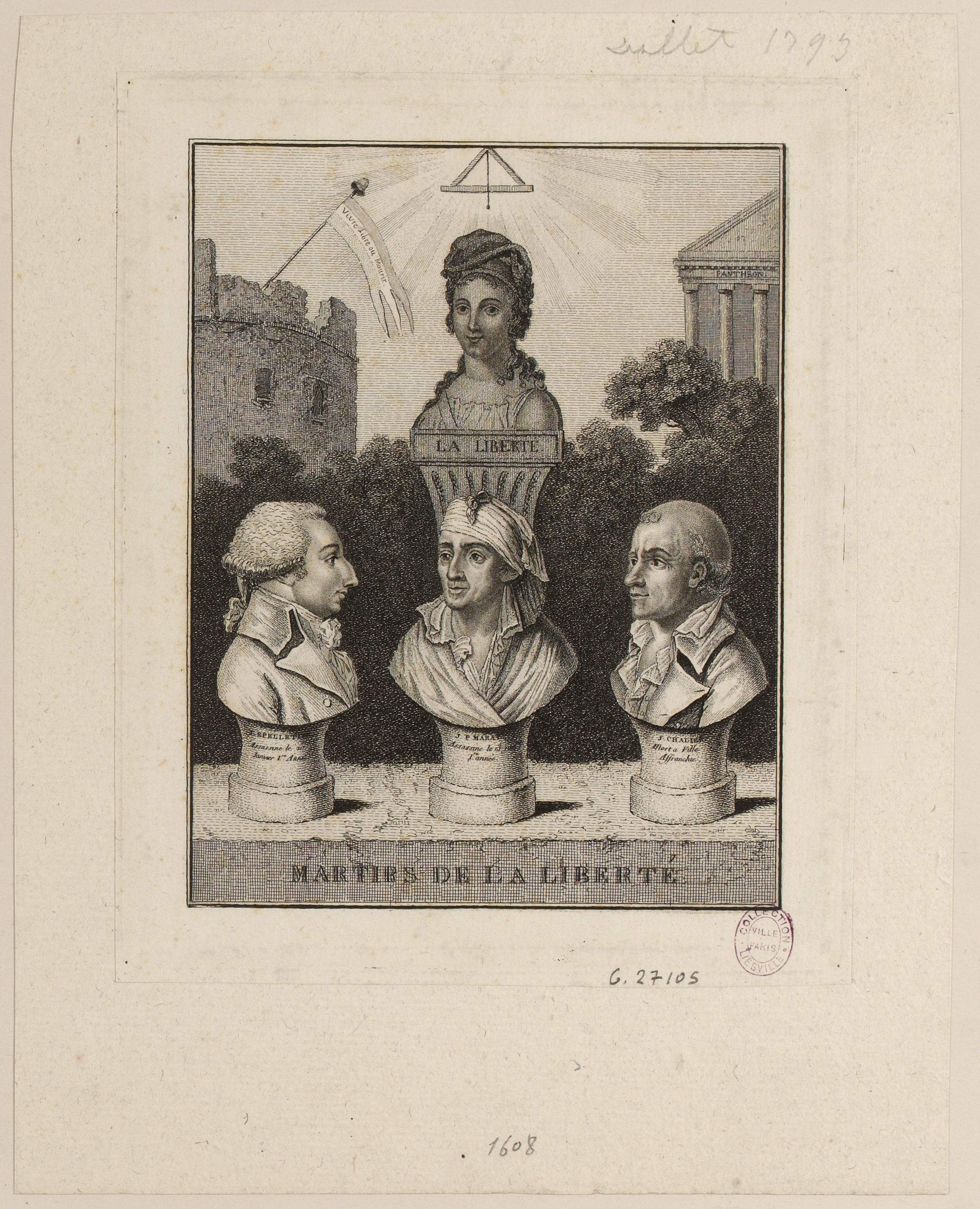
ルペルティエ、マラー、シャリエは自由の殉教者と呼ばれた。非キリスト教化運動の理性崇拝に代わる新たな革命礼拝を作りたいロベスピエールにとって、祖国のシンボルがどうしても必要だった

誹謗中傷やジェルミナルのドラマによるダメージから、この頃のロベスピエールは病気療養を繰り返し、また議会に反対の多かったプレリアル22日法をクートンから提案されたその日の内に採択するなど、政治的なバランスや冷静さを欠いた行動をとっていた。この間、召喚された派遣議員たちは自身らが粛清させる前に相手を粛清するため、ロベスピエール派の人間を『打倒されるべき陰謀家』とする計画を立てていった。ロベスピエールは独裁者であるという批判が、国民公会や保安委員会の多数派から投げつけられ、ロベスピエールは最後の1ヶ月は公安委員会に出席しなくなった。

### 恐怖政治の効果
パリには多くの外国人銀行家が集まっていたが、これらが排除された結果、無制限な投機行為が抑えられ、アッシニアの買いたたきや食糧調達が改善され、経済危機の緩和に役立った。革命政府の取った非常手段は、累進強制公債、金属貨幣の流通停止、アッシニアの強制流通、証券取引の停止などだったが、これによって唯一の紙幣となったアッシニアの価格が上昇に転じた。最高価格制と強制徴発、買い占め禁止、違反者の厳罰も効果があった。物価はこれを反映して安定し、下層民の生活は安定した。足下を安定させた国民公会と公安委員会は全力挙げて反革命軍と外敵との戦闘に向かった。
またこの政策の結果、フランス軍では正規軍と義勇兵の区別がなくなり、貴族将校の後を平民将校が埋めた。彼らは能力もあり勇敢だったので兵士の信頼を集めた。暴利をむさぼった御用商人も粛正され軍隊の装備も良くなった。重工業がフル回転を始め武器弾薬が豊富に供給された。この結果列強を敗走させ、1793年の末までに革命政府は内外の危機から解放された。これらの政策で打撃を受けた者は外国の貿易会社、貿易商人、これと結びついていたフランス商人だった。一方利益を受けた者はフランスの工業家だった。革命政府は工業の振興に努力をし、軍需工業とその関連部門に資金を投入した。これは商業を犠牲にした工業の育成となった。また、このとき革命のスローガンが「自由・平等・友愛」に変わった。

### テルミドール9日のクーデター
平原派の議員たちにとって、革命政府の強硬な政策、とりわけ最高価格法に示されるような統制経済は、戦争の遂行のために耐え忍んでいるにすぎない必要悪だった。しかし、この頃にはヴァンデの反乱はほぼ鎮圧され、対外戦争もフランスに有利になった。窮屈な革命政府に耐え続ける理由がなくなったこの時多くの人が、革命政府ないし恐怖政治を体現していると見做されておりパリで処刑が増えた点でも反感を買ったロベスピエールを倒せば恐怖政治は終わるのだと考え、一方では派遣議員による陰謀が進められた。実際には、ロベスピエールおよびロベスピエール派は公安委員会の内部でも目立つ立場にいたが、彼らの発言力が他の委員よりも勝っていたという事実はない。

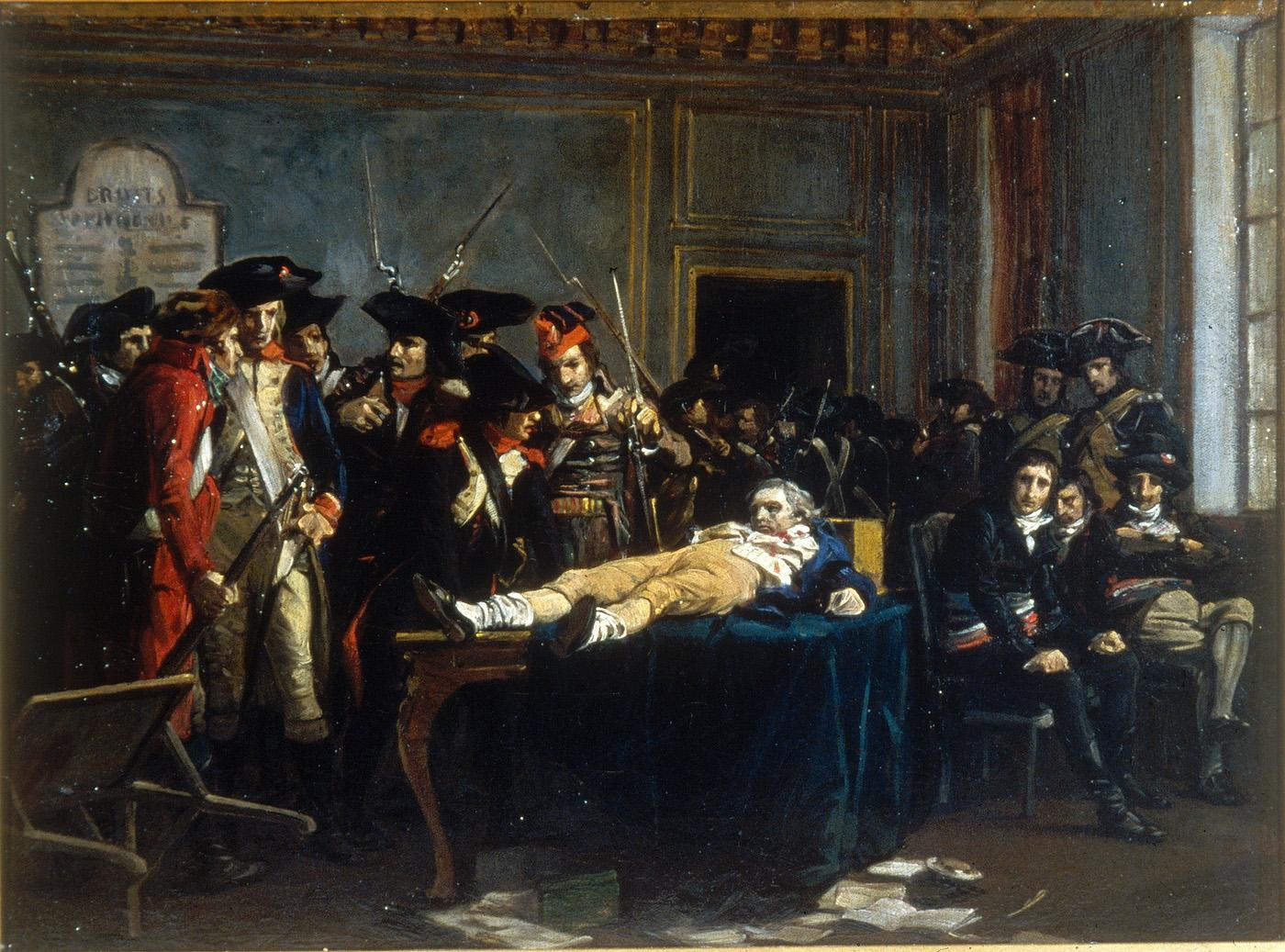
リュシアン＝エティエンヌ・メランジュ作「テルミドール10日の朝」。議会を重視したロベスピエールはこのクーデターにおいてもなお、国民公会の反抗を収めるため民衆を利用するのを嫌がった。

公安委員会のバレールはロベスピエールと政府委員会の他のメンバーとの和解を目指しており、サン＝ジュストもその点ではバレールに近い立場をとったが、ロベスピエールがかたくなだったため諦めて反ロベスピエール派に立った。
7月27日、国民公会は朝11時に開会した。正午過ぎにサン＝ジュストが演壇に上がり、ロベスピエールを擁護する発言を始めたが、タリアンにさえぎられた。ロベスピエールも演壇に上がろうとしたが「暴君を倒せ」の声にやじり倒され、午後4時または5時頃、ロベスピエールとその弟オーギュスタン、サン＝ジュスト、クートン、ルバの逮捕が決定された。
パリのコミューンはロベスピエールを支持したため、逮捕された議員は牢獄に向かう途中でコミューン関係者によって解放され、市役所に入った。パリを構成する48のセクションは事件を聞いて集会を開いた。コミューンからの蜂起の呼びかけに応えて市役所に代表を送ったセクションもあるが、多くは情報収集に努め、ロベスピエール派の逮捕が国民公会の正式な決定であると知り、コミューンの指示を無視して市役所を離れた。国民公会はバラスに軍を委ね、ロベスピエール派の逮捕に向かわせた。国民公会はロベスピエール派議員の法的権利を一切奪うことを決めていたため、彼らは裁判を受けることなく28日の午後8時に処刑された（テルミドール9日のクーデター）。
この日から3日間で、およそ100人が同じように処刑されている他、その後数ヶ月は12月16日にジャン＝バティスト・カリエといった具合に関係者の処刑が続いている。1794年7月28日に国民公会の諸委員会の改選が行われ、8月25日に12の行政委員会に権力を分散した。この結果、平原派が力を持つようになりジロンド派の生き残りを復帰させた。元ジロンド派が国民公会に復帰すると恐怖政治の責任者たちに対し逮捕と処罰を要求したため、バレール、コロー・デルボワ、ビヨー＝ヴァレンヌ、ヴァティエが告発される。バレールは亡命に成功し、ヴァティエは姿をくらませたため、コロー・デルボワとビヨー＝ヴァレンヌの2人のみ、ギュイヤンヌに流刑となった。

## 総裁政府の成立

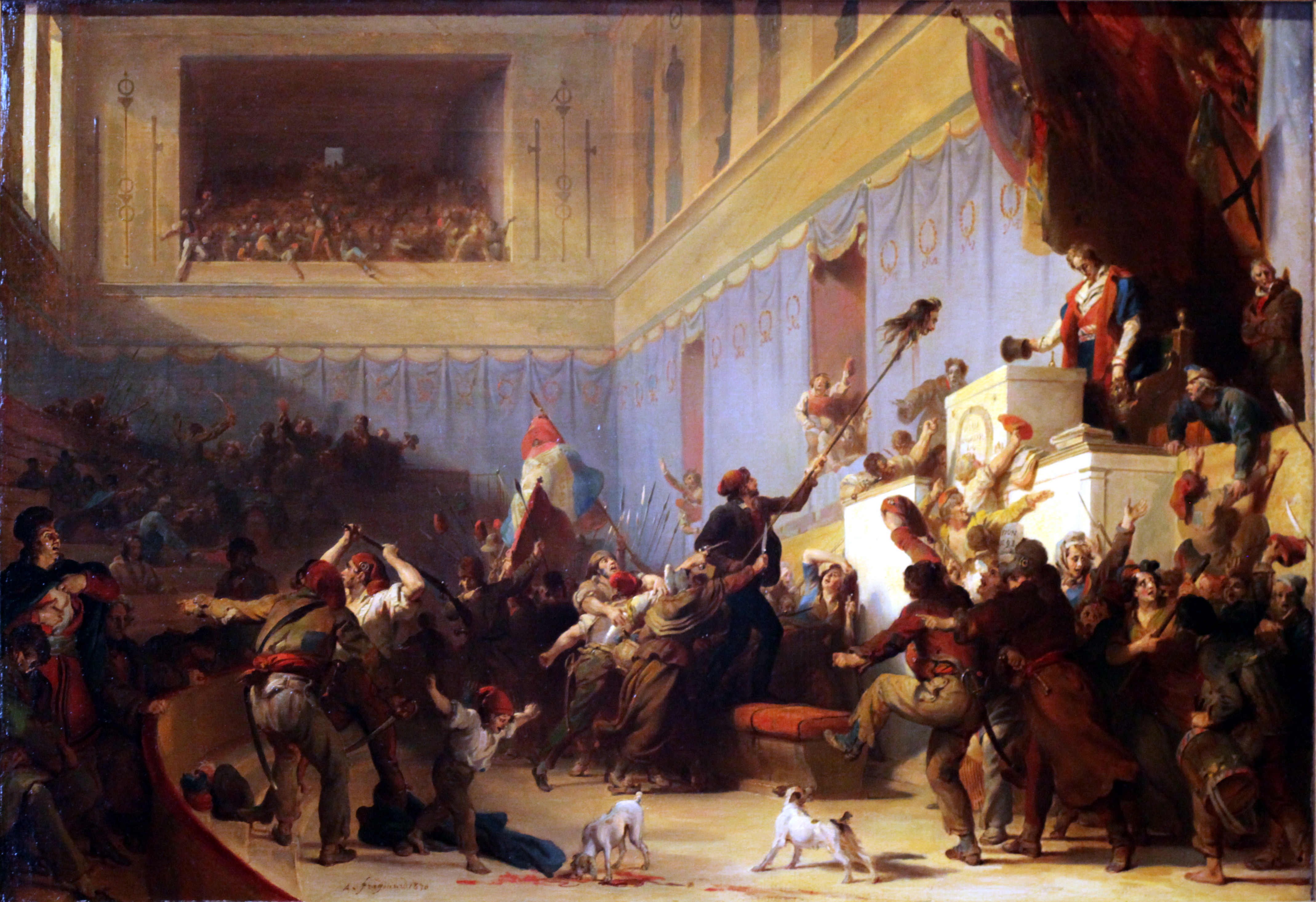
プレリアルの蜂起では議場に乱入したサン＝キュロットによって議員フェローが殺害され、彼の首は議長のボワシ・タングラ（フランス語wiki）に差し出された。しかし、民衆は議会から何の譲歩も引き出せなかった

8月28日、タリアンは恐怖政治とされるものすべてがロベスピエール派の陰謀・独裁であり、派遣議員が派遣先で行った過酷な弾圧もロベスピエール派の陰謀の一環で責任は処刑されたロベスピエール派のみにあると語った。それを聞く議員たちも弾圧を黙認していたため、責任はすべてロベスピエール派にあるとするタリアンの演説には救いがあった。
テルミドール9日のクーデターで中心となった人々がテルミドール派と呼ばれる。このクーデター自体が突発的な事件であり、彼らが共有していたのはロベスピエール派への反発だけだったが、同時に革命の成果の維持を望んでいた。

### プレリアルの蜂起
まず、彼らは恐怖政治を批判し、経済的自由に舵を切った。最高価格法が廃止されると、食糧価格が高騰し、パリでは「パンと1793年憲法」を求めて民衆が蜂起したが（プレリアルの蜂起、英語wiki）、テルミドール派は軍隊を用いて容赦なくこれを弾圧した。こうしてテルミドール派は民衆とそれに同調するネオ・ジャコバン（左派、急進共和派）から距離を取る。一方で反革命勢力が盛り返すことにも警戒した。1795年6月24日、ルイ18世は亡命先のヴェローナで君主制と領主権を再建し、国有財産を聖職者と貴族に返還させると宣言していた。さらに2日後にはイギリスの資産提供を受けた反革命亡命者たちのフランス上陸作戦がブルターニュ半島南東部で決行され（キブロン事件）、結果、テルミドール派は左派とも右派とも距離を取りながら、政権の舵取りをしなければならなかった。

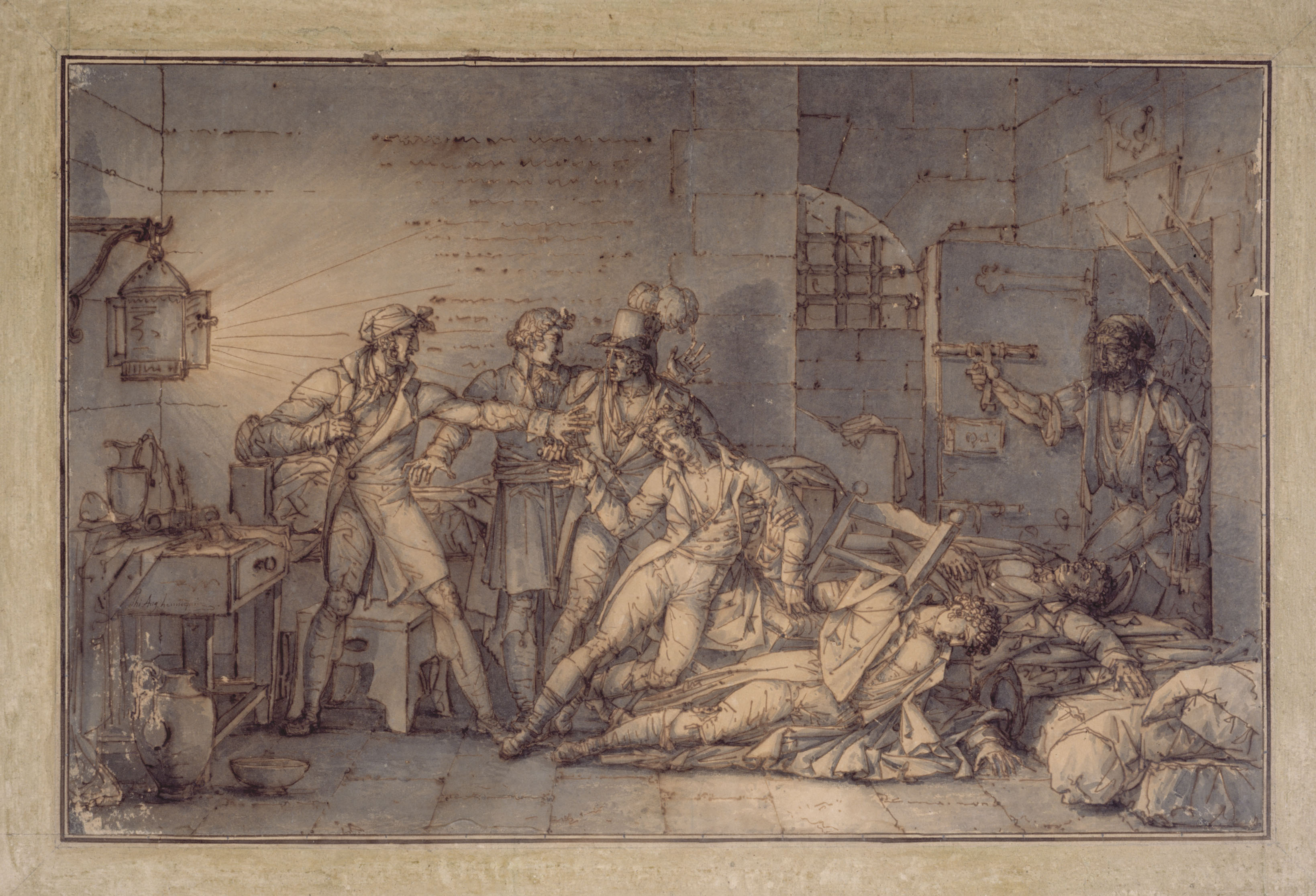
プレリアルの殉教者。そのひとりブルボット（英語）は遺書に「自由、平等、そして一にして不可分のフランス共和国、永遠に、万歳」と書いた。

なお、ネオ・ジャコバン派の議員6名は、プレリアルの蜂起の最中に民衆の要求に理解を示す発言をしたため、民衆が議会から退避すると即座に逮捕され、6月17日に死刑を宣告された。内3名が自殺し、残りの3人が処刑されている。これによりネオ・ジャコバン派は議会での影響力をほぼ完全に失った。この6名をプレリアルの殉教者という。
平原派とジロンド派の生き残りの国民公会は1795年8月22日に「共和国3年憲法」を制定し、普通選挙から制限選挙に逆戻りした。議会は上院の元老院と下院の五百人会に分かれ、議会から5人の総裁が選出され、総裁が行政権を握った。議院内閣制であったが、この制度ではブルジョワジーと大土地所有者の代表者が絶対的に有利であった。1795年8月22日、1795憲法が採択され、10月26日に議会は解散し、総裁政府が成立した。
この憲法はテルミドール派と立憲君主派、双方の意見を取り入れたものになる。基本的には、民衆層が要求する直接民主制への道を完全に閉ざすこと、いかなる形の独裁も前もって排除することを目的としており、1793年憲法と違って人民の抵抗権もしくは蜂起権が否定された。

### ヴァンデミエール13日の蜂起
1794年の秋から、「ミュスカダン（しゃれ者）」や「ジュネス・ドレ（金ぴか青年団）」と呼ばれる反革命ないし王党派の若者が、パリの通りで示威活動をするようになる。亡命先から密かに帰国する反革命派も増え、こうした圧力の下、11月12日、国民公会はジャコバン・クラブの閉鎖を決議した。

ヴァンデミエール13日の蜂起以降、市の国民衛兵は解散させられ、中央政府と国軍がパリの主人となった

テルミドール派は、1792年以来、国民公会に居座り続ける自分たちが国民に嫌われていることを、よく理解していた。選挙で議席を失うことと、新たな制度が新人議員の手に委ねられることで政治的な混乱が生じることを危惧した彼らは1795年、国民公会で三分の二法令を可決した。これは両議院合わせて750名のうち、最初の浅慮に際し、その三分の二は現職の国民公会議員で占めなければならないとするものだった。これによりネオ・ジャコバンや王党派の進出を抑制し、引き続き中道派が議会多数を形成し、政治家に変化をもたらさないことで革命を止めることが期待された。
王党派、特に立憲君主派は次の選挙での勝利を目指していたため、強い不満を抱いた。こうした中、パリで三分の二法令に対する不満が高まり、ヴァンデミエール13日の蜂起が起きる。これに加わった民衆の多くは即座に王政復古をなることを望んでいたわけではなく、本来なら恐怖政治の責任を負うべきテルミドール派は排除されるべきと要求していた。
この蜂起鎮圧の最高責任者を務めたのがバラスであり、後に総裁に選出される。そして、その副官として現場で指揮を執ったのがナポレオンだった。蜂起の軍勢およそ2万5000人に対し、政府軍およそ5000人と劣勢だったが、ナポレオンは市街地で大砲を発射するなど容赦ない弾圧を行い、政府軍が圧勝した。これを機にナポレオンは「ヴァンデミエール将軍」と呼ばれるようになり、パリの社交界で名を馳せるようになる。
この蜂起の失敗とともに、パリ市の革命的役割は終わり、市の国民衛兵は解散させられた。蜂起が鎮圧されると中道派は一時的に左派に寄り、流刑に向かう途中で脱走したバレールの告発の延期など、旧ジャコバン派に好意的な政策が取られた。

### フリュクティドール18日のクーデター

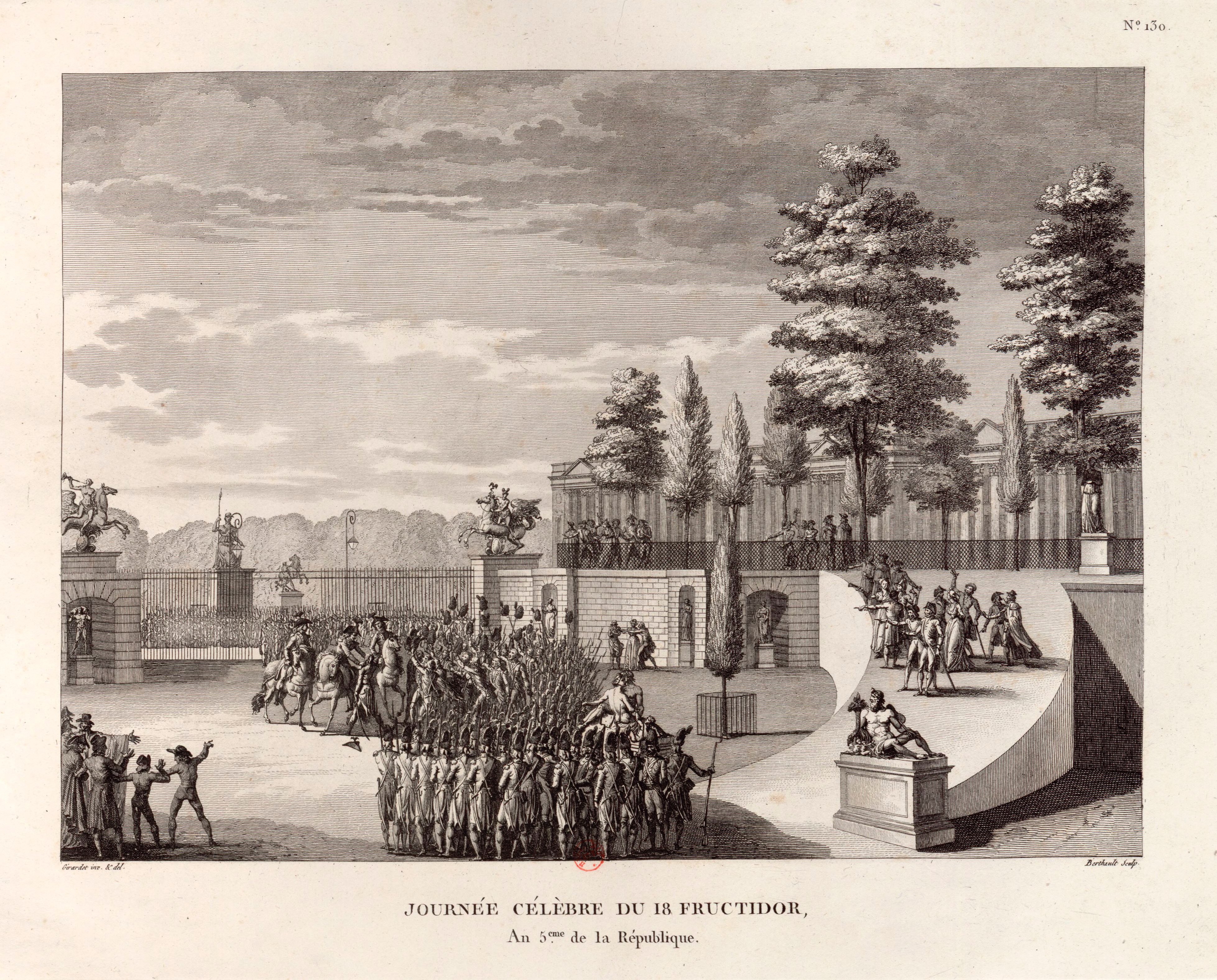
フリュクティドール18日のクーデターあたりから政治家と軍人の癒着が明確になってきており、政治家が軍人を使っているとは言い切れない状況が生まれてきた

三分の二法令のおかげで、議会では体制支持派が6割近くを占めたが、パリでの蜂起や王党派の進出は将来を危惧させた。ここで言う王党派とは、ルイ18世に従い革命の原理への一切の妥協を拒む絶対王政派、当面は合憲的に議会進出を図り、将来的に立憲君主政を望む立憲君主派に分裂していた。ちなみにルイ＝フィリップはいかなる政治的役割も果たそうとはせず、1796年に渡米している。また、南仏では白色テロが猛威を振るった。フランス西部ではフクロウ党（王政派）の蜂起が慢性的に見られたが、多くの住民は反革命を望んだわけではなく、カトリック教会への愛着や都市民への敵意といった独自の理由でこれに加わっていた。また、ルイ18世は選挙に向けた準備を容認するも実力行使による権力奪還を諦めてはおらず、さらに王党派の中にはオルレアン公を擁立しようとする動きもあり、まとまりに欠いていた。

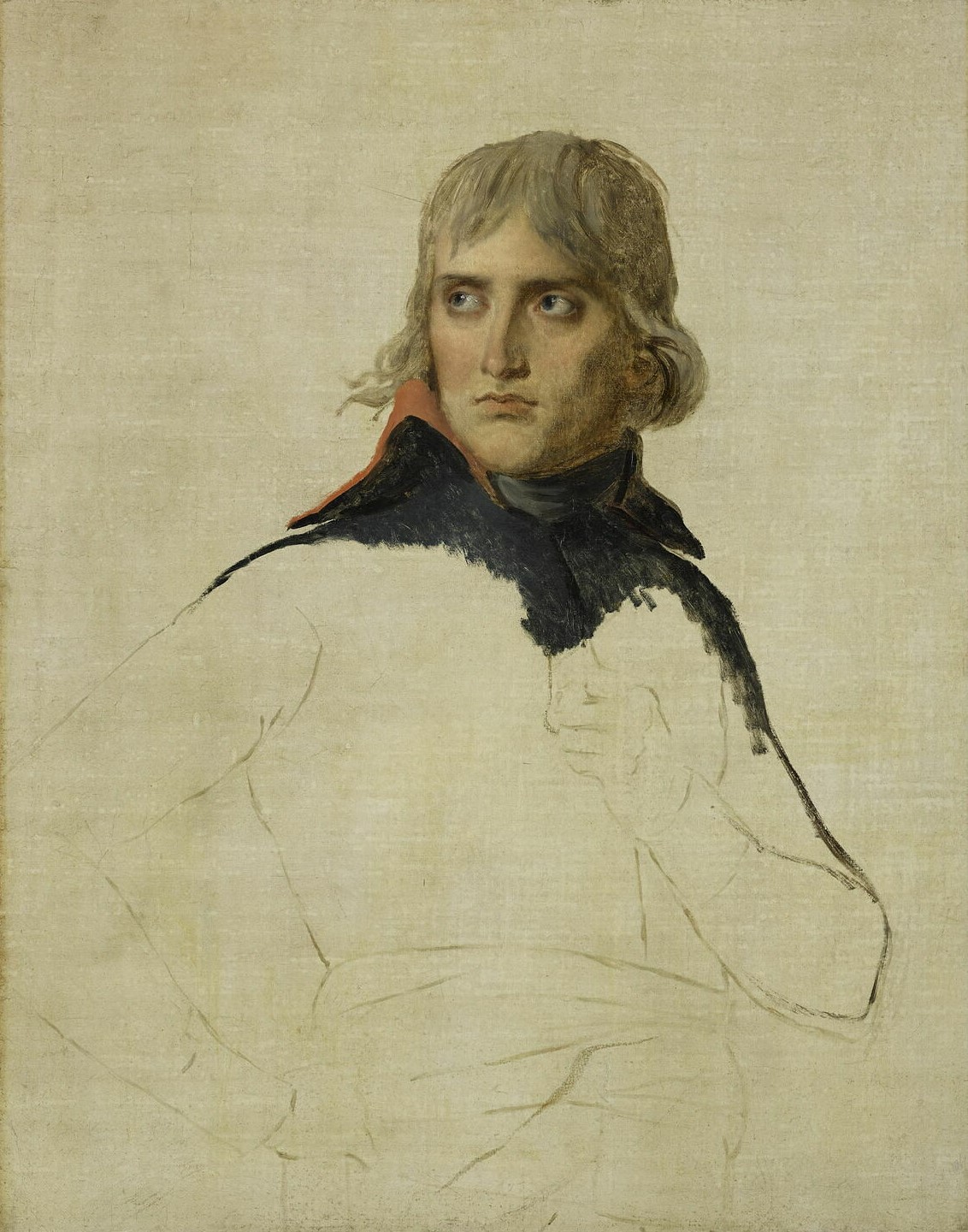
1798年頃描かれた、ダヴィッドによるナポレオンのスケッチ（未完成）

1797年の選挙で勝利した王党派は反動的な政策を進め、各地で国有財産の購入者が攻撃されるといった事態もみられるようになった。総裁政府の中核だったバラスらは、こうした状況を抑制する合法的な手段を持たなかったためフリュクティドール18日のクーデターを決行した。9月3日夜、軍隊がパリに入る。首都にはバラスの要請を受けたナポレオンがオジュロー将軍を派遣しており、パリ管区師団の指揮官に任命されていた。4日、軍隊が議会を占領し、王党派議員が王政復古を企んでいるとして指導者たちを逮捕、53人の議員と総裁バルテルミが流刑に処された。
こうして選挙結果は59県で無効にされ、全国各地で右派の地方行政官らが排除され、反革命亡命者と宣誓拒否聖職者に対する取り締まりも強化された。しかし、この頃から、憲法に違反する手段を用いてしか共和政を守ることができない総裁政府に不安を感じ、見切りをつける人々が現れはじめる。これを機に、憲法改正の機運が高まりを見せ、新たな憲法草案を持つに違いないと言われていたシエイエスに注目が集まった。
フロレアル22日とプレリアル30日のクーデター

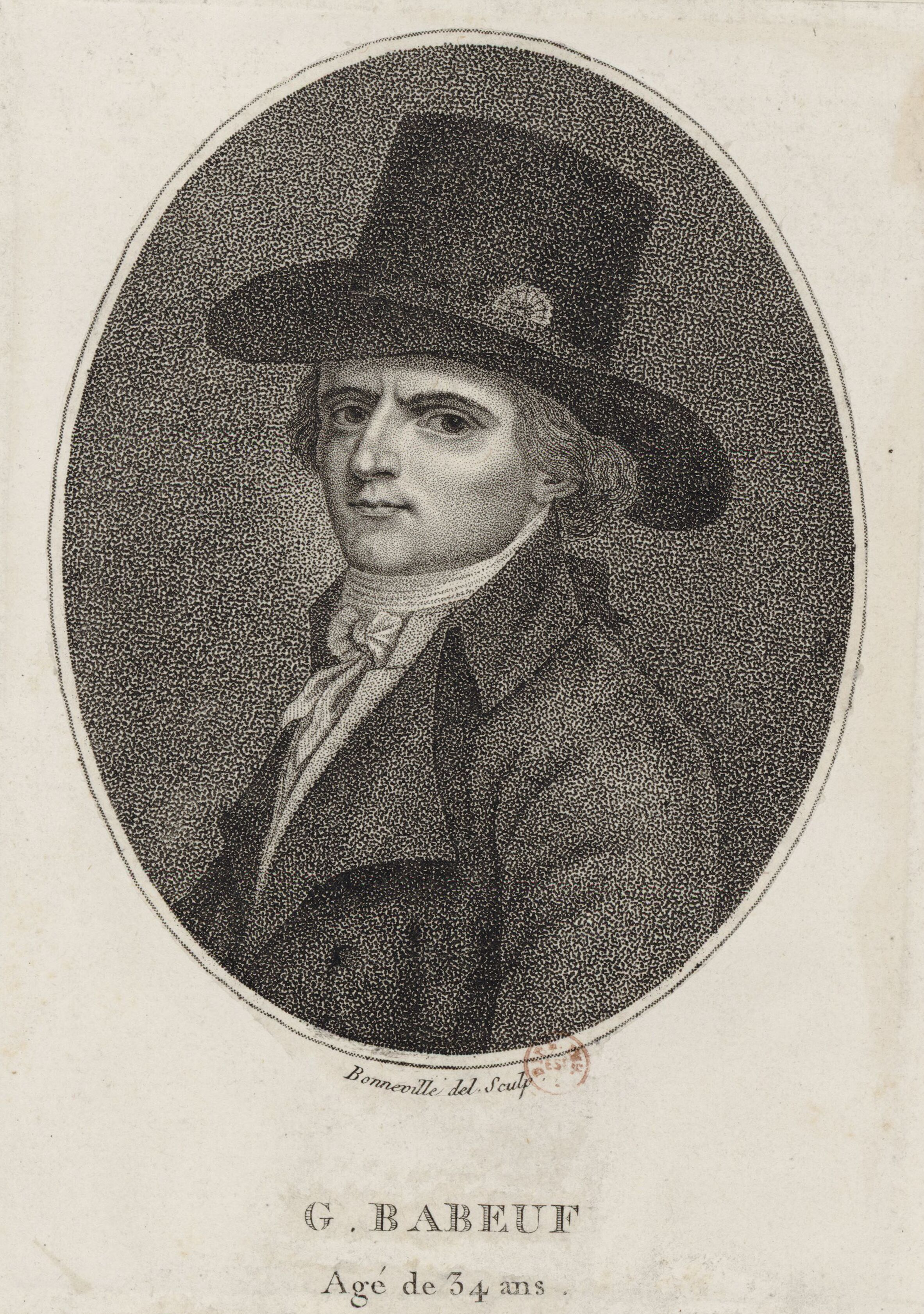
バブーフはブルジョワジーとの戦いを宣言したが、当時、1793年憲法の復活を求める者は死刑とされていた。蜂起を計画したが失敗し、5月26日に同志と処刑された。

バブーフの陰謀が失敗した後、ネオ・ジャコバンは合法的戦術に切り替える。各地で立憲サークルと呼ばれる政治クラブを結成し、選挙活動を展開して支持を広げた。総裁政府は立憲サークルを閉鎖させ、ネオ・ジャコバンに好意的な新聞の発行を停止させたが、1798年4月9日に始まった選挙でネオ・ジャコバンは躍進する。5月11日、総裁政府の働きかけにより議会での選出者の審査が行われ、106人のネオ・ジャコバンは議員の資格を奪われた。これをフロレアル22日のクーデターと言う。この影響は周辺の姉妹共和国にも及び、不安を抱いた革命派はフランス政府と多少の距離を置くようになった。
クーデターの後、イギリスの対インド貿易を阻害することで間接的にイギリス経済に攻撃をかけるため、ナポレオンはエジプトに向けて出発した。彼がヨーロッパを離れると、ヨーロッパ諸国の外交が活発になり。第二次対仏同盟が結成され、フランスはふたたびヨーロッパ諸国と対峙する。1798年9月、ジュールダンが中心となって20歳から25歳の男子の徴兵制が導入された（ジュールダン・デルブレル法）。最初の20万人の召集が命じられると、1793年の総動員令と同じく国内で大規模な抵抗運動が起こった。この徴兵令は、1793年に総動員令によって大規模な蜂起を引き起こしたフランス西部では適用されなかったが、フクロウ党は近隣諸県の徴兵忌避者や脱走兵を糾合し、勢力を拡大させていった。また、姉妹共和国や併合された領土での抵抗運動もふたたび活発になっていった。
1799年春、選挙でネオ・ジャコバンの多くが議員に選出される。この時に選出された穏健共和派の議員でさえ、フランスを軍事的危機に陥れた総裁政府をもはや支持していなかった。6月18日、総裁政府に対する議会全体の敵意からプレリアル30日のクーデターが起きる。これは議会が総裁たちを排除したクーデターで、総裁ジャン＝バティスト・トレヤールが議員辞職から1年も経たずに総裁に選出されていたことを口実に批判され、かわりにネオ・ジャコバンに好意的なルイ＝ジェローム・ゴイエが総裁に選ばれた。18日には総裁2人が公金横領と裏切りのかどで告発され、両名は辞任。代わりにネオ・ジャコバンの軍人ムーラン将軍と、5月に総裁に選出されていたシエイエスが推薦したロジェ・デュコが選出された。また、これに合わせて総裁のもとで実務にあたる大臣も、タレーランを含めて全員が交代した。

## ブリュメール18日のクーデター
クーデターを受けてネオ・ジャコバンの勢いは強くなり、交戦国や反革命勢力に対抗する施策が採られた。8月15日、ジュベールが戦いに敗れ戦死し、27日にはオランダ北部の軍港デンヘンデルにイギリス艦隊が襲来し、ヨーク公が指揮するロシア軍が上陸した。国内では、8月上旬にオート＝ガロンヌ県で王党派の反乱が起こった。また徴兵拒否者や脱走兵が各地で野盗団となり、農村部を襲った。これは反革命の動きが見られてきた地方で、とりわけ顕著だった。
こうした状況は王党派と反革命を力づけ、ルイ18世は弟のアルトワ伯（後のシャルル10世）に代わって自ら反革命の指揮を執るようになった。シエイエスは9月2日に34の王党派新聞の関係者を追放させている。同月13日、ジュールダンは「祖国は危機にあり」権限を提案したが、これは1792年に出された同じ宣言と、それに続く政治的危機や恐怖政治を思い起こさせるため議論になり、翌日否決された。それでも同じネオ・ジャコバンの議員ガロは国土の分割や憲法の変更を支持する者は死刑に処すという決議を提案し、採択させる。
王党派＝反革命、ネオ・ジャコバン、総裁政府の三つ巴の争いになっていった。穏健共和派や立憲君主派の人々で構成されたブリュメール派にとって、総裁政府の執行権力の弱さ、世論の信用の欠如、総裁政府が置かれた国内外の危機的な状況は問題点だった。絶対王政にも革命独裁にも陥らず、革命の成果を維持するための強い執行力を打ち立て、国民の大多数を味方につけフランス国民の生命と財産を守るため、彼らは新しい統治体制を創設したかった。

### クーデター決行
1799年11月9日の午後7時、注意深く選ばれた元老院が集められ臨時会議が開かれた。計画通りに数人の議員がネオ・ジャコバンの蜂起計画の存在を主張する。元老会議員でクーデター加担者のレニエが首都から議会を移転させ、ナポレオンをパリ管区師団司令官に任命して議会の警護にあたらせることを提案し、難なく可決された。

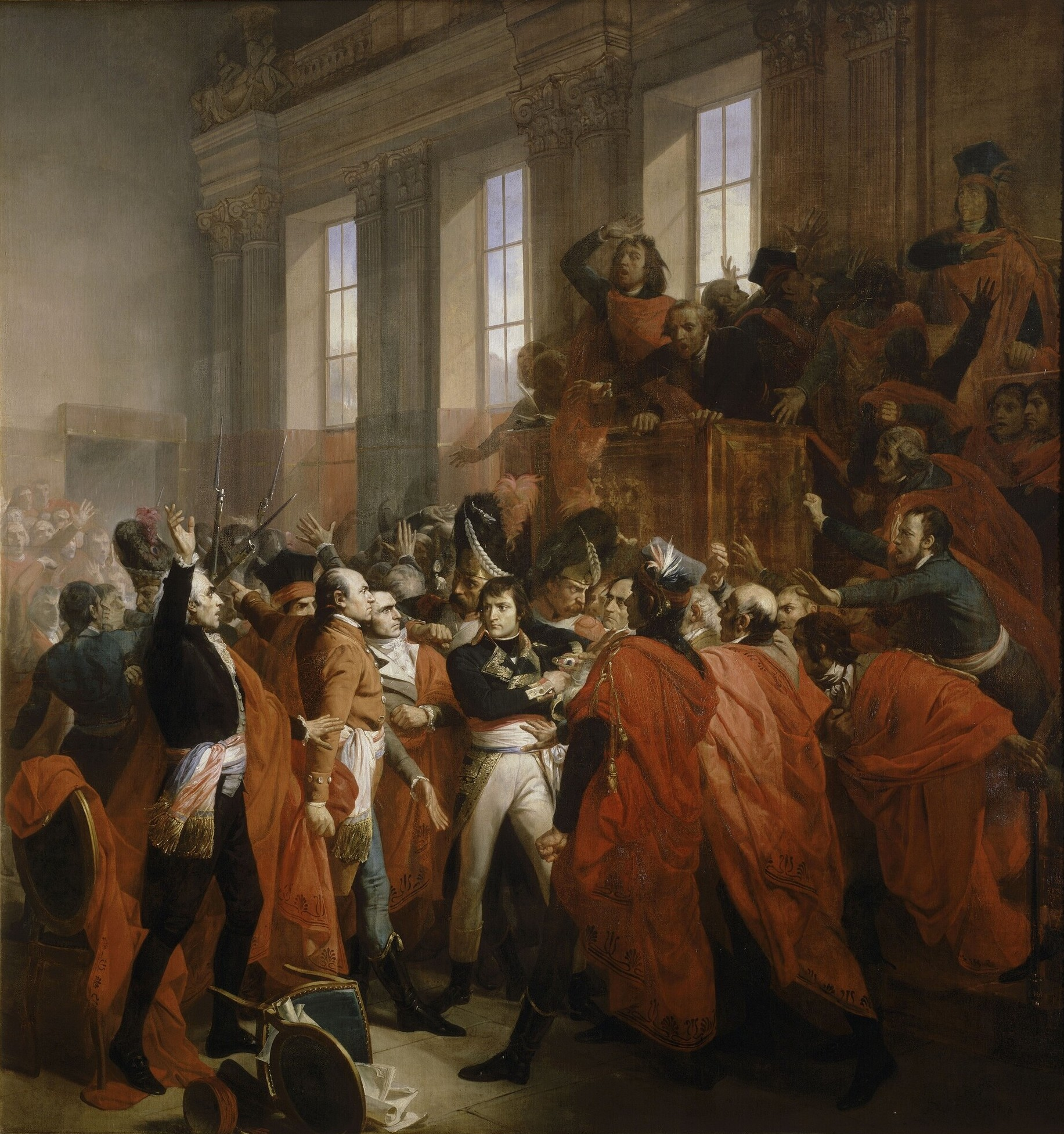
ブリュメール18日のクーデター。タレーランがナポレオンとシエイエスの仲介役を務めた。

午前11時、ようやく五百人会が移転の決定を伝えられるために集められた。数人の議員が審議の必要を訴えたが、議長でありナポレオンの弟であるリュシアン・ボナパルトは、憲法に従い翌日まではすべての議論が禁じられることを議員に伝え、その場は解散となった。その間に、政府権力の空白状態を作り出すため、総裁職の空席化が強行された。シエイエスとデュコは自ら総裁を辞職し、バラスも結局、多額の年金と引き換えに首都を去ることに同意した。それに対して、ネオ・ジャコバン寄りの総裁ゴイエとムーランは辞職を拒んだため、軍隊によって軟禁状態に置かれた。
翌日の午後、5000人の兵士が守りを固めたサン＝クルー城で両院の会議が始まった。議員たちはまず、議会移転の口実となったネオ・ジャコバンの蜂起計画の証拠を出すよう求めた。この証拠がないとわかると、彼らは憲法擁護を主張し、辞職した総裁の代わりに新たな総裁の選出を求めた。新たな総裁が選出されれば総裁政府は存続し、クーデターは失敗する。しびれを切らしたナポレオンは独断で元老会に乗り込み、審議を急ぐよう議員たちに求めた。しかし「独裁者を倒せ」の叫びに圧倒され、リュシアンとともに命からがら逃げだすことになった。リュシアンは機転をきかせ、議員権限を用いて休会を宣言し、動議の審議入りを阻止した。そして議場を飛び出して軍隊の前に現れ、「短剣を隠し持つ一部の議員」によってナポレオンが法の保護の外に置かれようとしていると熱弁し（実際そういった動議が出されていた）、議員たちを議場から排除するよう訴えた。ナポレオンはすぐに中庭に兵を集め、議場への突入を命じる。午後5時頃、軍は五百人会を解散させた。それを知った元老院は、総裁の辞職によって崩壊した政府に代えて、3人の臨時執行委員が任命されるべきことを議決した。
夜9時頃、辛うじてかき集められた50人ほどの議員によって五百人会が再開され、「共和歴8年ブリュメール19日の法令」が採択された。この法令は総裁政府の終了を宣言し、この日にクーデターに批判的な発言をした議員59名を議会から追放するとともに、シエイエス、デュコ、ナポレオンの3人を「フランス共和国総領」の名で臨時執行委員会の委員とすることなどを規定した。
1799年12月15日、新憲法への国民投票を呼びかける布告の中で3人の総裁は「市民諸君、革命は、それを始めることになった諸原理の上に確立された。革命は終わったのである」と宣言した。

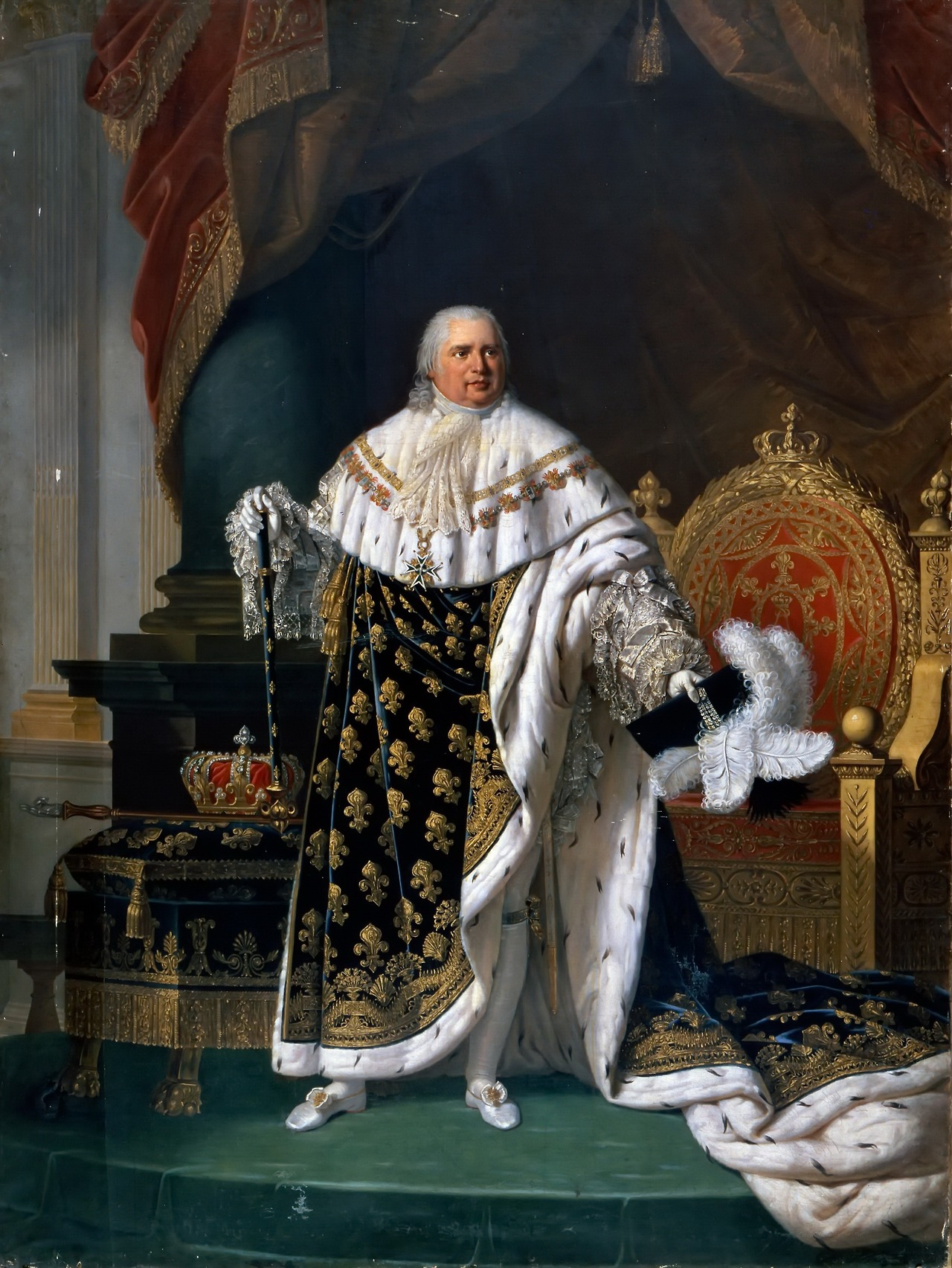
1822年、ロベール・ルフェーヴルが描いたルイ18世。ナポレオンは彼を「ルイ16世から実直さを引き、機知を足したもの」と評した。

## 革命の後日談
この頃、普通の農民が国有財産の売却、および細分化しての転売を通して一片の土地を手に入れ、これまでより生活を安定させるという事態がフランス全国で一般的に見られた。こうして革命から多少とも利益を手に入れた人々は、これ以上の変革を拒否して革命の終焉を望むとともに、自分たちが手にした新たな所有権と社会秩序を保証してくれる存在を求めた。保守化した彼らはさらなる革命と変革を望むかに見えるネオ・ジャコバンも、革命の成果を否定して旧体制に戻ろうとするかに見える王党派も拒否した。また、野心的な若者にとっては軍も立身出世の機会を与えてくれるという面で好都合だったため、ナポレオンは喜んで迎えられ、ここでフランス革命は終わった。

エトワール凱旋門。七月王政下に建てられたもので革命、ナポレオン、ルイ＝フィリップの連続性を強調しているものだが、ロラン夫妻をのぞいて国民公会期から総裁政府期にかけて活躍した政治家はことごとく排された。

1799年憲法の制定プロセスで主導権を握ったのはナポレオンだったが、新憲法の大部分はシエイエスの憲法草案を下敷きにしたものであり、ブリュメール派の予定は基本方針として維持される一方、第一総領のナポレオンには強大な権力が認められた。その後、ナポレオン帝政は戦局が悪化するとともに体制の求心力が次第に失われ、決定的な敗北により彼が築いた世襲帝政は崩壊した。結果、ルイ18世を中心としてブルボン王朝が復活したが、ルイ18世は封建的特権を再建することも、国有財産の移転を覆すこともしなかった。帝政貴族の爵位も保持したため、19世紀には新貴族と旧貴族の融合はさらに進んでいく。かつては旧体制の復活を諦めていなかったルイ18世は、15年に及ぶナポレオンの統治を経て、革命の成果を甘んじて受け入れたのだった。
ナポレオン帝政でうやむやになった共和国と自由は、ルイ18世が法の下の平等、出版の自由といった成果も尊重したことにより、自由と政治的権利を求める動きとして再開される。そして王政復古、七月王政、第二共和政、第二帝政と政治体制は移り変わったが、普仏戦争の敗北を経て1871年に第三共和政が成立する。1870年代には王党派が政権を握る場面も見られるなど共和主義は不安定だったが、1980年代以降はブーランジスムやドレフュス事件などの危機を経て、共和制は確立に向かい、現在に至る。

## 近代化・科学化との関連

### 精神医学・臨床心理学の発展
臨床心理士、人間科学修士である高橋豊はフランス革命について
と述べている。高橋が言うには、それまで「悪魔に取り憑かれた者」・「狂人」・「社会的廃人」・「廃疾者」などとして宗教的・社会的差別を受けてきた人々は、近代化と共に、自由と人権を持つ精神病者として「法制化」されていった。この動きは、フランス革命という「歴史的大激動」と繋がっている。
高橋の自著における「フランス革命と精神医療制度」の章によれば、学界は「近代精神医学の創始者」をフィリップ・ピネルだと考えている。ピネルは若い頃に勉学を続ける中でルソーやヴォルテールの啓蒙主義に触れ、1767年22歳の時に大学入学し医学・数学・神学を修め、1773年に医師資格を取って卒業した。フランス革命中の1793年8月、ピネルはパリの市民病院行政局によってビセートル国立救済院の院長に任命され、ピネルは公人としての活動を始めた。救済院には精神病者を隔離する「病監」があり、ピネルはそこの医長として2年間在任した。赴任直後のビセートルは、ピネルによれば以下の惨状だった。
一方では、極めて狭く、冬の極寒や夏の灼熱の暑さを体験するにはうってつけの院内、動物小屋にも似た病室、著者の再三の要求にもかかわらず、入浴は全くなされないままであった。精神病者を教養的活動や種々の運動に参加させるための特別な場所や木陰の場所もなく、マニー〔躁病〕の亜型や程度に応じて患者を隔離し、種々に分離することが不可能であったことなどである。

ビセートルで医長を務める間にピネルは「精神病者の鎖からの解放」を行ったとされており、これがピネル神話を生んだと言われる。
ピネルは以前から革命的勢力（「ジロンド派憲法」の起草者だった二コラ・ド・コンドルセなど）と親交があり、彼は病院行政局と共に革命政府に接触し、「精神医療改革」の許可を得ている。当時の責任者ジョルジュ・クートンを中心とする革命政府はピネルの主張を認め、精神病者の解放を自由に行わせた。
この頃は既に恐怖政治の真っ最中であり、革命政府は多くの密告者と監視網を使っていた。反政府的な者が暴き出され、粛清されることは日常化していた。言い換えれば、ピネルの「精神病者の解放」が達成された理由は、それが革命政府の方針と一致していたためだった。高橋はこう述べている。
革命の「理性の祭典」と関連して、1795年にビセートル病院のピュサンと事務官たちは、宗教的支配を除去するため精神病患者たちへ命じて、宗教関連の彫像・絵画を中庭に放り出させた。しかし信心深い患者たちは恐怖や怒りで混乱し、神罰が下ると信じた。そこでピュサンは「迷信を打破する」ために患者たちへ呼びかけて、宗教的な品々を粉砕させた。患者たちの中でも一部のカトリック系キリスト教徒たちは怒って病室に引きこもったが、大部分の患者たちはそのような脱宗教化・世俗化を支持するようになった。このような彼らの「改革」はさらにピネルの弟子エスキロール、その他G・フェリュスやG・P・ファルレなどによって継承され、1838年6月30日の「共和国法」に至った。
共和国法は、当時としては画期的な福祉法だった。同法は精神病者に対し
- 公的介護の義務
- 入院制度
- 精神病による不利益から患者自身の人権を保護すること

等をも規定していた。後に共和国法は他の国々から模範とされ、現代日本の「精神保健福祉法」にも大きく影響している。

## 明治維新との共通点

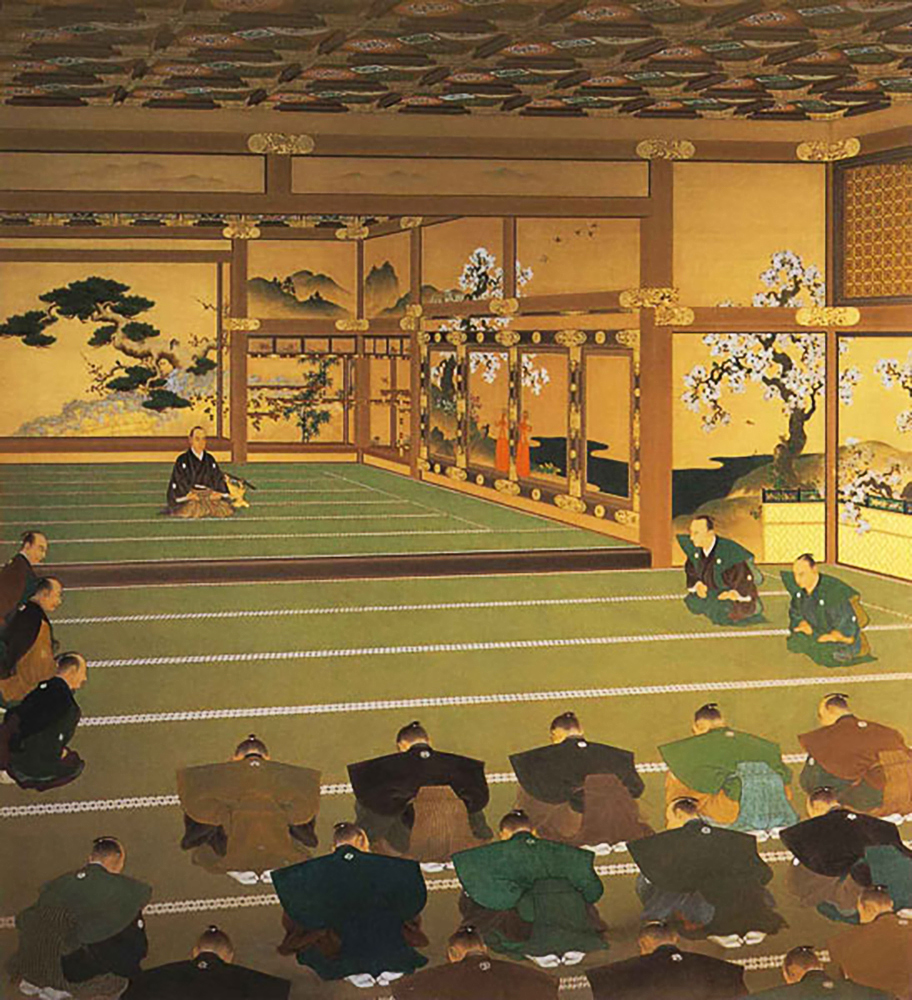
大政奉還。江戸幕府第15代将軍・徳川慶喜は政権返上を明治天皇へ奏上し、王政復古の大号令で幕府は廃止された。

経済学者の小林良彰は明治維新とフランス革命の構造が同じであると主張した。
1. フランス革命では領主の組織した権力は破壊され、商工業、金融業の上に立つ者が権力の指導権を握った。江戸時代は領主が権力を組織していたこと、明治維新以後、商工業、金融業の上に立つ者が権力を握ったということが確認される。この点でフランス革命と明治維新は基本的に同一の変化を引き起こした[248]。
2. フランス革命も明治維新も市民革命である。「領主の権力からブルジョワジーの権力へ」これが市民革命の定理である[248]。
3. どちらも財政問題が基本的原因になった。フランスの宮廷貴族は巨額の国家資金を様々な名目で手に入れ、財政破綻を引き起こした。江戸幕府財政は大名をはじめとする領主が租税を負担せず、幕府財政資金から老中以下の幕府官僚が様々な名目で国家資金を引き出していた。これが幕府の金庫を空にした[249]。
4. 国庫が空になると大名や宮廷貴族などの特権階級に負担させるのではなく、商人に対する幕府御用金の増加やブルジョワジーからの強制借り入れで負担をかぶせた。その時江戸時代末期において、関ヶ原の戦い以来冷遇されていた薩長両藩と商人層の主流が結びつき、討幕派を援助しながら主導権を握っていった。フランスでも自由主義貴族とブルジョワジーが反乱を組織した[249]。権力の変化と財政問題の絡み合いが日仏両国で、明治維新とフランス革命が同じ変化を持つ変革であると規定できる[250]。

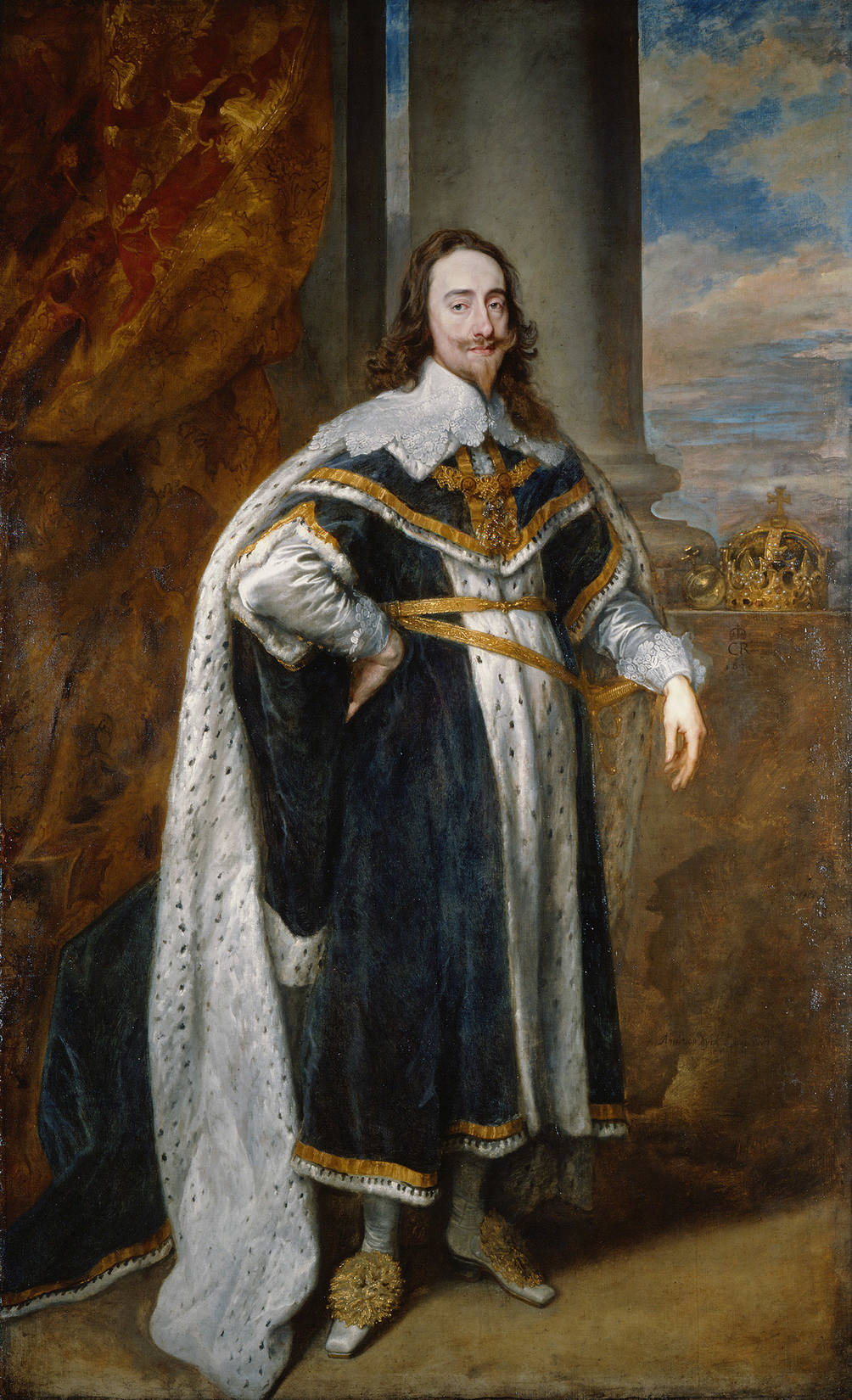
チャールズ一世。清教徒革命において首都ロンドンから退いたことが内乱、はては国王本人の処刑を呼んだ彼のことはルイ16世も意識していた。

歴史学者の遅塚忠躬は、イギリスでは大衆が主役だったために平等よりも自由を重んじるリベラルな革命になり（産業革命）、フランスでは大衆が主役だったために、権利の平等や社会的平等を目指すデモグラフィックな革命になったとして、英仏両革命の相違を近代世界史における両国の地位の違いから生じたとしつつ、当時後進国だった日本での変革がフランス革命と大いに異なっていたのは当然だとする。
1. 明治維新にはフランスのブルジョワに該当する変革の担い手がいない。日本の幕藩体制のもとでも豪農・豪商というようなブルジョワの成長は見られるが、維新の変革に際して彼らが主体的な担い手になり指導部になることはなかった[253]。ブルジョワが十分に成長しないうちに欧米諸国のアジア進出によって国家の独立が脅かされたため、彼らが成長して変革の主体になれるのを待っている余裕もなかった[254]。
2. 日本でも一揆や打ち壊しのような大衆運動が幕末に急増するが、フランス革命と同様に、大衆は新しい社会の設計図を作ることはできなかった。日本ではブルジョワが変革の担い手になれなかったため、ブルジョワの頭脳と大衆の力が結合して革命を遂行することが望めなかった[255]。
3. 維新の変革の主体は、幕藩体制のもとで支配者であった武士（士族）だった。彼らが他の社会層を指導して明治維新の変革を成し遂げ、列強ひしめく19世紀後半の世界において、アジアでただひとつ国家の独立を保持し、社会の近代化を成し遂げたことは近代世界史上で類例のない偉大な事業としながらも[256]、中江兆民が民権（国民の基本的人権）を実現する場合にふたつの仕方があると見抜いていたこと（イギリスやフランスの革命の場合には、下から人民が自ら進んで民権を回復する「恢復的の民権」と、その他の場合には、上から君主が民権に恵みを与えるという「恩賜的の民権」）を、フランス革命と明治維新の違いを考えるうえで重要なポイントとする[257]。フランス革命が「恢復の民権」を実現したのに対し、明治維新は国民の基本的人権の保障をなおざりにしたと述べた[258]。

## 誤訳のもたらした理論的混乱

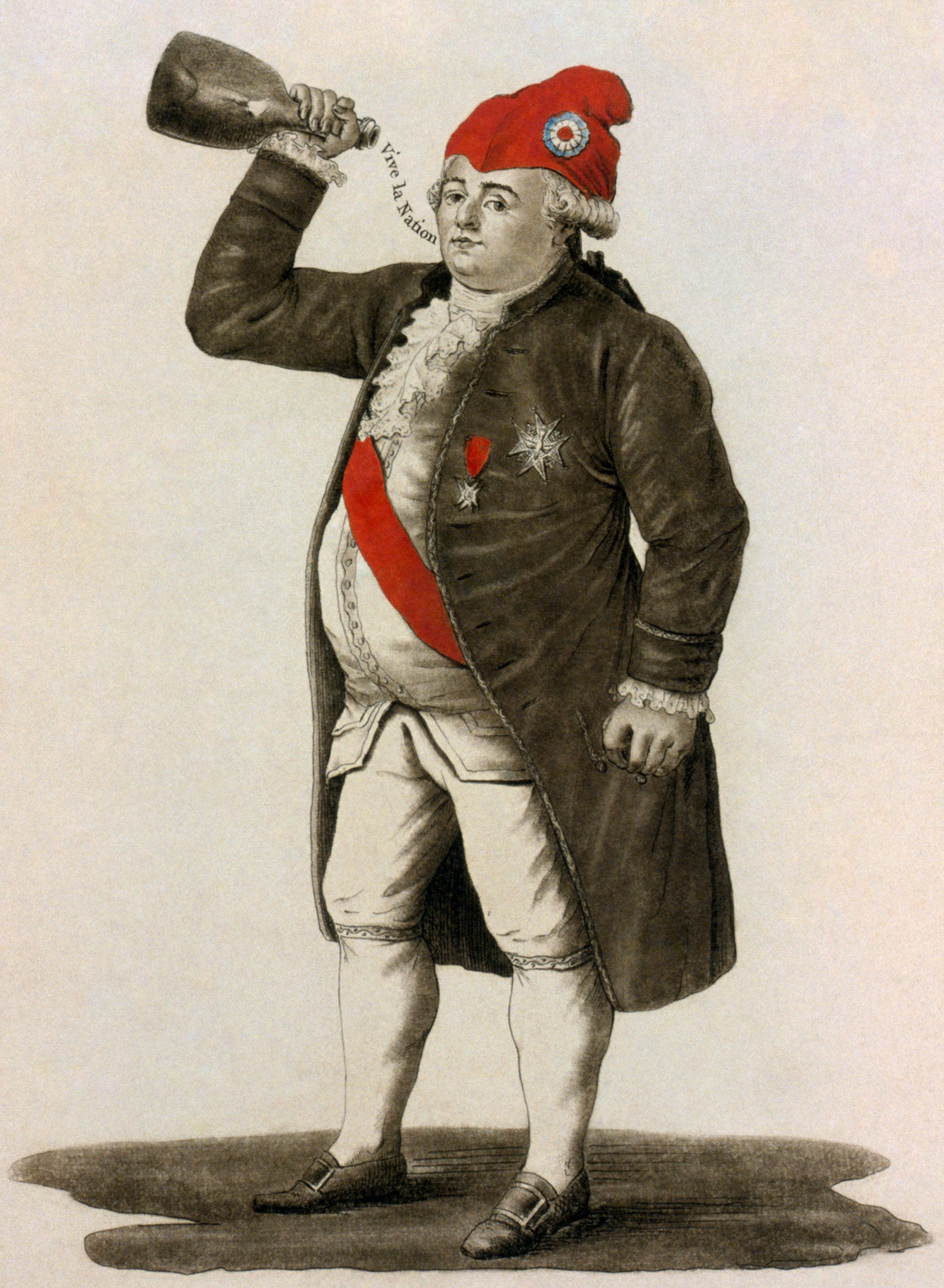
革命を強要される、ルイ16世。キュロットをはいている。

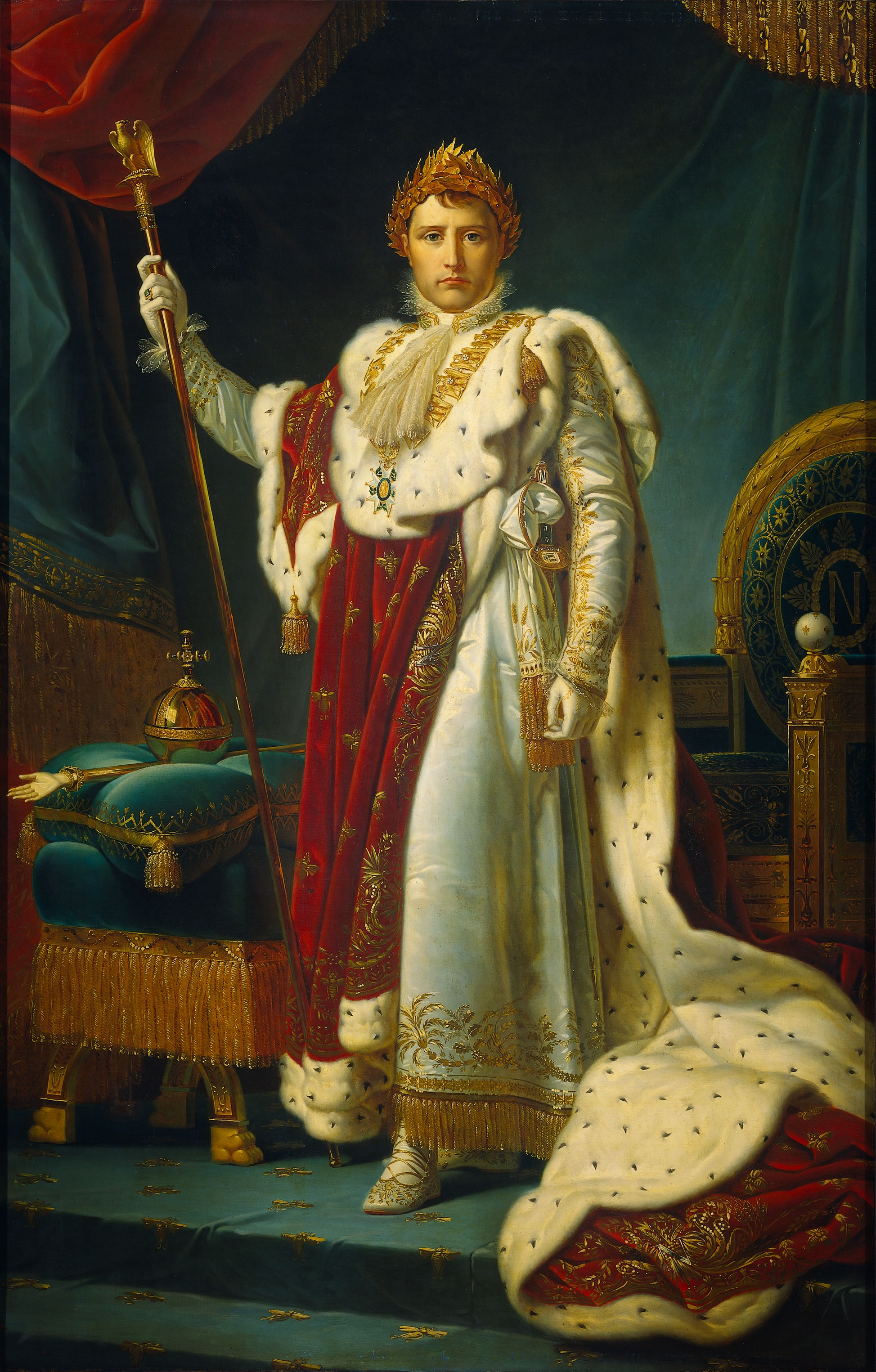
皇帝 ナポレオン1世

小林良彰は世界史を日本史に翻訳する過程で重要な語句について誤訳があると指摘し、科学教育研究者の板倉聖宣も同様な意見を述べて、小林に賛成した。
1. フランスのビュルガー、ブルジョワは都市に住みながら貧民、下層民ではなく、戦士（武士階級）としての貴族でもないので「資産家」「中産階級」とすべきものである。単なる「市民」は誤訳である[261]。
2. 西洋中世のnobleと中世日本の武士は本質的に同じものである[262]。「貴族」は、平安時代の貴族よりも江戸時代の「武士」に近いものである[260]。西洋の領主・騎士階級を日本語に翻訳するときに「西洋の武士階級」と翻訳していれば、理論的混乱は少なくなったはずである[262][260]。
3. 明治維新を西洋では「明治レストレーション（王政復古）」と訳しているが、西洋でレストレーションとは打倒された旧政権が復活したことを指す。明治維新をレストレーションというなら打倒された徳川幕府が復活した意味になる。明治維新はそのような変化ではないから誤訳である。日本人は当時「御一新」と呼んでいた。これは「革命」として差し支えない。正しくは明治レボリューションとしたいところである[263]。
4. ドイツ語の「ビュルガリッヒェ・レヴォルチオン」を「市民革命」としたのは誤訳で、正しくは「ブルジョワ革命」と訳すべきである。これほど奇妙な訳語が使われ、しかも高校の教科書にまで書かれ周知の言葉になっているのは日本だけであり、世界の中でも珍しい。この言葉はドイツではそれなりに知られているが、フランスやイギリスでは一般的ではない[264]。
5. 日本では西洋中世の貴族の支配する土地を「荘園」と呼ぶが、日本で荘園というのは平安貴族の支配する土地で、古代国家の延長である。日本の中世の武士の支配地は「領地」であり、西洋中世の武士階級（貴族）が支配する土地も「領地」と翻訳するのが正しい[265]。原語の「マナ」「セニョリ」「グルントヘルシャフト」に荘園と訳すほどの古代的色彩はない[265]。

## 革命による民衆の変化
特に修正主義的な歴史家は、当時のフランス人の大多数が、フランス革命が始まって2年経った後でさえ、国王や君主制に対してなおも抱いていた根深い敬意と愛情を必ずしも評価してこなかった。歴史家ティモシー・タケット（英語WIKI）は、国王がヴァレンヌ事件で国民を見捨てて裏切ったと判明したことは、深刻なトラウマとなる経験であり、人々を激しく動揺させるものであったと考察する。
1989年から93年までは、それでもおおむね一定の秩序と規律を保って蜂起していた民衆が、度が過ぎた暴力行為に走った原因について、遅塚忠躬の考察は次のようになる。
1. バスティーユ襲撃はアリストクラートの陰謀に対する防衛的反作用の結果だったが、この恐怖は国内の反革命派が外国軍の力を借りて革命を倒そうとしているという、外敵との共謀に対する恐れによって更に強まった。敵にやられるのではないかという不安と危惧の念から、時として見境のない殺戮にまで走ることとなった[267]。
2. 8月10日事件そのものが革命の指導者たちの予想を超えたものであり、その後しばらくの間はリーダー的存在の制御が効かず、民衆は暴走した。リーダーの不在が招いた当時の状況は「最初の恐怖政治」と呼ばれる[268]。
3. 民衆は貴族や領主に屈従を強いられ、またブルジョワによる富の独占や穀物価格のつり上げのせいで生活の危機にさらされた。ムーランに設置されたギロチンには「アリストクラートよ、富裕者よ、エゴイストよ、人民を飢えさせる者よ、ここに戦慄せよ。わが刃は常に休むことなし」という碑文が記されているように、民衆には怨恨と復讐心があった[269]。
4. 旧体制の打破と社会的デモクラシーの実現という蜂起を正義とし、民衆は自分たちこそが正義の担い手だと信じた[270]。

また服装について板倉聖宣は、日本では服装を見れば江戸時代か明治時代以後かすぐ分かる。ちょんまげなら江戸時代、洋服なら明治以後と分かる。「明治維新を市民革命とみない人々でも、明治維新の前と後では見違えるような大きな変化があったということは認める」と述べている。板倉は「フランス革命の前後でも大きな変化があったなら、それは一枚の絵を見たり、ドラマを見たりして判断することはできないのだろうか」「それを教えることも歴史教育の仕事と言える」という問題意識を持った。革命政府が初めに行ったことの一つは「服装から身分差を無くすこと」だった。
板倉は、ヨーロッパの歴史でも、キュロット（フランス革命以前に貴族が着用していた膝丈の半ズボンのこと）を着ていたり、「豪華な刺繍の付いたチョッキ類を身につけた人」は、フランス革命以前の貴族とみて良い。そういう人物が出て来ないならフランス革命以後とみて良いと言える、としている。

## 革命思想・制度

### メートル法
当時のフランスでは度量衡が統一されていなかったが、単位制度として1791年にメートル法が定められた。メートル法は定着までには時間を要したが、今日では国際単位系として世界における標準的な単位系となっている。

### 奴隷制について

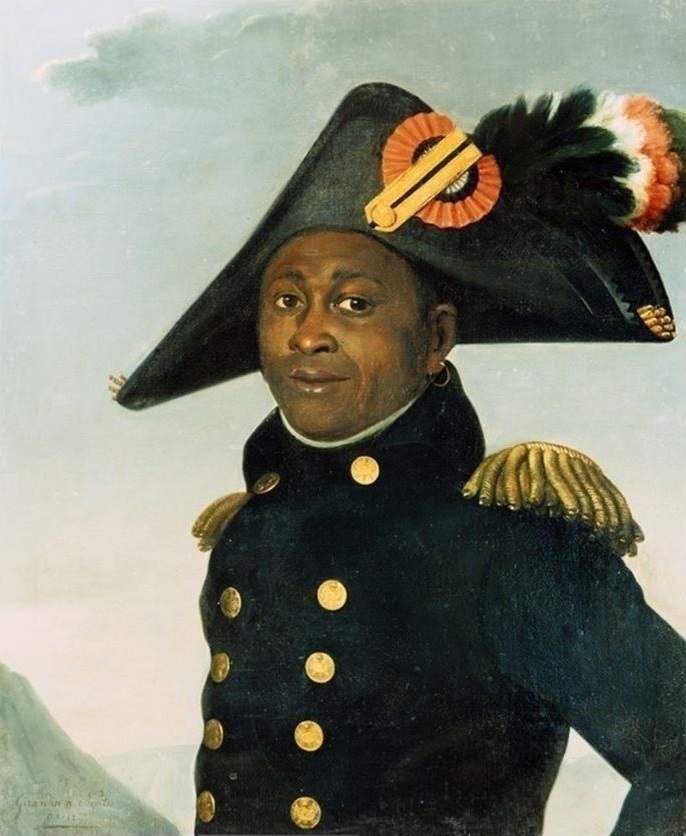
ルーヴェルチュール

人権宣言が発せられた際に、すべての人間にとって普遍的で権利であるはずの人権は、啓蒙思想などによって「理性を持たない半人間」とされたフランスの植民地に住むムラート（白人と黒人の混血）や黒人（そしてインディアン／インディオ）には認められず、1791年にブークマンに率いられた黒人奴隷が大反乱を起こすまで奴隷制についての真剣な努力はなされなかった。1793年のレジェ＝フェリシテ・ソントナによる奴隷制廃止宣言や、1794年のジャコバン派による正式な奴隷制廃止決議は、1791年に始まったサン＝ドマングの黒人大反乱による植民地喪失の危機から植民地を防衛するためになされたものであり、決して人権宣言の理念に直接基づいてなされたものではなかったが、それでもジャコバン派による植民地をも包括した全面的な奴隷制廃止は近代西欧世界史上初となる画期的なものであった。この後、ナポレオン・ボナパルトはトゥーサン・ルーヴェルチュールが実権を掌握していたサン＝ドマングの再征服を計画し、奴隷制の復活を画策したが、解放された黒人の支持を得られなかったため、サン＝ドマングは1804年1月1日に世界初の黒人共和国ハイチとして独立を達成した（ハイチ革命）。
この結果として、ハイチ革命後のフランス人の頭の中では、奴隷制の廃止が植民地の喪失とイコールで結ばれることになり、のちのフランスにおける奴隷制は1848年に第二共和政下でヴィクトル・シュルシェールが廃止を実現するまで続くことになった。

## 革命以前の身分について

### 宮廷貴族
この時代に王権を動かしていた大領主の一団は宮廷貴族と呼ばれ、約4000家あった。宮廷貴族の地位は家柄で決まっていて、宮廷貴族の上層は家柄の力で高級官僚に若いころから任命された。
当時の宮廷貴族に要求される能力は、宮廷の作法、剣の操法、宮廷ダンスの技術、貴婦人の扱い方であり、学問や経済運営の能力は次元の低いものと見られていた。宮廷貴族の大多数は大蔵大臣の仕事に向かなかったため、有力宮廷貴族がパトロンとなって能力のある者を大蔵大臣として送り込み、その代わりに自分の要望どおりの政治を行わせた。これらの宮廷貴族がベルサイユに集まって、王の宮殿に出入りしていた。
宮廷貴族は収入を得るために高級官職を独占していた。当時の官職収入は桁違いに大きく、正規の俸給よりも役得や職権乱用から得られる収入の方が多かった。これらの役得は当然の権利とされており、4000家の宮廷貴族はその大小の官職によって国家財政の大半を懐に入れていた。これらの官職の中には無用な官職も多く、例えば、王の部屋に仕える小姓の官職だけに8万リーブル（約8億円）が支払われていた。その高い俸給と副収入が貴族の収入となっていた。
また、国家予算の十分の一を占める年金支払いは、退職した兵士や将校にも支払われていたが、その年金額には大きな格差があり、退職した大臣や元帥といった宮廷貴族には巨額の年金が支払われた。さらに王が個人的に使用できる秘密の予算もあり「赤帳簿」と呼ばれた。宮廷貴族は夫人を使って大臣、王妃、国王のところにいろいろな理由を付けて金を取りに行かせた。これらは宮廷貴族による国庫略奪であった。
フランス革命は国庫の破綻を引き金にして引き起こされた。国庫の赤字を作り出したものはこのような宮廷貴族の国庫略奪であった。ところが、このような不合理な支出が当時の宮廷貴族にとっては正当な権利と思われていた。その権力を守るために宮廷貴族たちは行政、軍事を含めた国家権力の上層部分を残らず押さえていた。宮廷貴族から見ると国家財政を健全化するために無駄な出費を削ろうとする行為は、宮廷貴族の誰かの収入を削ることになり、その権利を取り上げることは悪政と見えた。この場合国王個人や少数の改革派の意志は問題にならず、宮廷貴族の集団的な利益が問題となった。このように宮廷貴族は当時のフランス最強の集団であり、革命無しにはこれらの宮廷貴族の特権を奪うことはできなかった。

### 法服貴族
アンシャン・レジーム末期、富を蓄えたブルジョワジーたちは土地を購入して領主化していた。さらに彼らは官職を熱心に購入したが、これはしばしば官職には貴族位が付属していたためである。こうして官職購入を通じて貴族になった者を法服貴族と呼ぶ。また、旧来の貴族（帯剣貴族）も位を停止されないかぎり、海外貿易や鉱山業などの経済活動に大規模に介入していた。そして社交や婚姻関係を通じて、貴族と第三身分上層部の生活圏は近似するようになった。
宮廷貴族は行政と軍事の実権を握っていたが、司法権は法服貴族に明け渡していた。法服貴族の中心は各地の高等法院（パルルマン）であり、パリ高等法院が最も強力であった。法律に相当するものは王の勅令として出され、これをパリ高等法院が登録することで効力が発生した。しかし国王の命令はほとんどの場合絶対であり、ときどき高等法院が抵抗運動を起こして王の命令を拒否したり、修正したりすることに成功しただけであった。そのため立法権は宮廷貴族を含めた王権に属していた。法服貴族の官職は官職売買の制度によって買い取らなければならず、売買代金を王が手に入れた。

### 自由主義貴族
宮廷貴族の中にはオルレアン公爵ルイ・フィリップ、ラ＝ファイエット侯爵など反体制派の一派がいた。彼らは宮廷内部の権力争奪戦で敗者になり、日陰の存在であった。そのため進歩的な発言をするようになった。彼らの大多数は官職収入の比重が少なく、自分の領地からの収入の比重が多かった。このため王に頼るところが少なかったため、王に服従せず自由主義派になった。彼らは宮廷貴族の反主流派だった。彼らは成文憲法を作ることをはじめとして、王国の重要な改革をもたらすことを望んでいたが、一方で貴族がフランス王国において主導的な役割を果たすのは自明の社会秩序であると考えていた。

### ブルジョワジー
第三身分のなかの富裕者や知識人のことを指す。その頂点には貿易業者や金融業者がおり、続いて富裕な商工業者、財産からあがる地代や利息で生活する人々、弁護士や医者や文筆家のような専門的職業の知識人、かなりの数の職人を使う手工業の親方などがここに含まれる。
ブルジョワの中核を成す商工業者は雇用を生み出し、資本主義という新しい経済システムを推進する立場にあった。しかし官職を買えるという独自のシステムがあったため、ブルジョワジーは裕福になればなるほど貴族身分へと上昇することに熱心であり、旧体制の中に取り組まれていった。貴族の称号を得ることで社会的な威信が高まるという風潮や、当時のフランスにおける商工業自体が伸び悩んでいたため事業を拡大するのに消極的だったことも要因として挙げられる。
フランス絶対主義下では商業貴族と呼ばれた貴族の一団があった。これらは商業や工業を経営して成功し、貴族に列せられた者たちでブルジョワ貴族と呼べる者たちであった。この商業貴族にはせいぜい減免税の特権しかなかったが、商人や工業家にとっては社会的な名誉であった。国王は商工業を振興するという建前から、王権の側はこれに対していろいろな政策をとった。商業貴族は「貴族に列っせられた者」と呼ばれ貴族社会では成り上がり者と見なされた。しかし貧乏な地方貴族よりは、はるかに経済力があった。これらの商業貴族の多くは地方行政の高級官僚となっていた。
ブルジョワジーには徴税請負人という一団も存在した。フランス王国では間接税の徴収を徴税請負人に任せた。その徴税の仕方は極めて厳しかったので、小市民から大商人に至るまで恨みをかっていた。徴税請負人は封建制度への寄生的性格の最も強い存在であった。徴税請負人は工業、商業の経営や技術の進歩に大きな役割を果たしたものが多かったので、本来はブルジョワジーに属する。しかし、王権の手先として商業そのものを抑圧する立場にもあった。そこで商人が徴税請負人を敵と見なすことが多かった。徴税請負人は国家と直接契約することはできず、一人の貴族が代表して政府と契約した。貴族はその報酬として年金を受け取った。すべては貴族の名において行われ、徴税組合には貴族が寄生していた。
彼らはいろいろな方法で宮廷貴族に利益の一部を吸い取られ、国王政府の食い物にされた。ブルジョワジーは宮廷貴族の被支配者であった。

### 領主の土地支配
フランス絶対主義の時代には貴族や高級僧侶は領地のほとんどを持ち、経済的に強力な基礎を持っていた。全国の土地が大小様々な領地に分かれていて、領地は直轄地と保有地に分けられ、直轄地は領主の城や館を取り巻いていた。それ以外の土地は保有地として農民や商人、工業家、銀行家などに貸し与えた。それらの土地の保有者は領主に貢租を支払った。その土地を売買するときは領主の許可が必要で、許可料を不動産売買税として支払わなければならなかった。ブルジョワジーの中には農村に土地を保有して地主となった者もいたが、この場合も領主権に服し、貢租を領主に支払っていた。農民で領主であった者は一人もいなかった。農民やブルジョワ地主は領主に貢租を支払いながら、国王には租税を払うという二重取りにあっていた。

## フランス革命を扱った作品

1789年7月に作成された花形帽章型トリコロール（三色旗）

### 音楽
- 『ラ・マルセイエーズ』

- 『サ・イラ』 - 「ラ・マルセイエーズ」、「ラ・カルマニョール」 (La Carmagnole) と並ぶ、当時流行した代表的な革命歌のひとつ。1790年5月に歌われたのを最初の記録とする。

### 詩作品
- フランス革命 (ブレイクの詩作品) - ウィリアム・ブレイクの詩作品（1791年）

### 小説
- 『二都物語』（チャールズ・ディケンズ、1859年）
- 『九十三年』（ヴィクトル・ユーゴー、1874年）
- 『紅はこべ』（バロネス・オルツィ、1905年）
- 『神々は渇く』（アナトール・フランス、1912年）
- 『王妃マリー・アントワネット』（遠藤周作、1979年 - 1980年）
- 『フーシェ革命暦』（辻邦生、1989年）
- 『黒い悪魔』（佐藤賢一、2003年） - 軍人として革命に加わったムラート、大デュマの父トマ＝アレクサンドル・デュマの生涯を描く。
- 『小説フランス革命』（佐藤賢一、2008年 - 2013年）
- 『クロコダイル路地』（皆川博子、2016年）

### ミュージカル
- 『酔いどれ公爵』（演出・主演：千葉真一、1985年）
- 『マリー・アントワネット (ミュージカル)』（日本初演2006年）
- 『スカーレット・ピンパーネル』
- 『愛と革命の詩 -アンドレア・シェニエ-』
- 『1789 -バスティーユの恋人たち-』（日本初演2015年）
- 『眠らない男・ナポレオン -愛と栄光の涯に-』
- 『ひかりふる路〜革命家、マクシミリアン・ロベスピエール〜』

### バレエ
- 『パリの炎』（1932年初演）

### オペラ
- 『アンドレア・シェニエ』（ウンベルト・ジョルダーノ作曲、1896年初演）
- 『カルメル派修道女の対話』（フランシス・プーランク作曲、1957年初演）

### 映画
- 『ラ・マルセイエーズ』（監督ジャン・ルノワール、1938年）
- 『秘密指令』（監督アンソニー・マン、1949年）
- 『マルキ・ド・サドの演出のもとにシャラントン精神病院患者たちによって演じられたジャン＝ポール・マラーの迫害と暗殺』（監督ピーター・ブルック、1967年）
- 『ベルサイユのばら』（監督ジャック・ドゥミ、1979年）
- 『ダントン』（監督アンジェイ・ワイダ、1983年）
- 『ソフィー・マルソーの愛、革命に生きて（フランス語版）』（監督フィリップ・ド・ブロカ、1988年）
- 『フランス革命』（監督：ロベール・アンリコ他、主演：ジェーン・シーモア他、1989年、日本未公開）
- 『愛と欲望の果てに/ドレスの下のフランス革命』（監督マローン・バクティ、1989年、全6回のTVムービー）

### 漫画
- 『ベルサイユのばら』（池田理代子） マリー・アントワネットの生涯を描くが、その背景としてのフランス革命を描いている。
- 『ナポレオン -獅子の時代-』（長谷川哲也）
- 『杖と翼』（木原敏江）
- 『静粛に、天才只今勉強中!』（倉多江美） - フーシェをモデルにした男が革命からナポレオン時代までを生き抜く話。
- 『マリー・アントワネット』（惣領冬実） - 「週刊モーニング」（講談社）で連載が開始された全4話の構成の漫画。史上初のヴェルサイユ宮殿による監修。当時の中傷ビラと新聞で捏造された、愚鈍で気弱な夫と浪費家の悪妻という汚名を着せられたルイ16世とマリー・アントワネットの事実を描く漫画。
- 『第3のギデオン』（乃木坂太郎） - 「ビッグコミックスペリオール」（小学館）で連載されていた漫画。
- 『イノサン』（坂本眞一） - 実在する死刑執行人シャルル＝アンリ・サンソンの半生を主軸に、続編の『イノサン Rouge』にかけて、革命のありようも描く。尚、続編の主人公はシャルルの妹となるが、史実上のマリー＝ジョセフ・サンソンから名前のみ借りたキャラクターである。

### アニメ
- 『ラ・セーヌの星』（フジテレビ、1975年） - フランス革命を背景に主人公シモーヌ・ロランが虐げられる民衆を救うべく仮面の剣士「ラ・セーヌの星」と名乗り、義賊「黒いチューリップ」ロベール・ド・フォルジュとともに戦うアニメーション作品。
- 『ベルサイユのばら』（日本テレビ、1979年） - 上記同名漫画のアニメ化作品。

### コンピュータゲーム
- 『アサシン クリード ユニティ』（ユービーアイソフト、2014年）